# Éclectisme égyptien

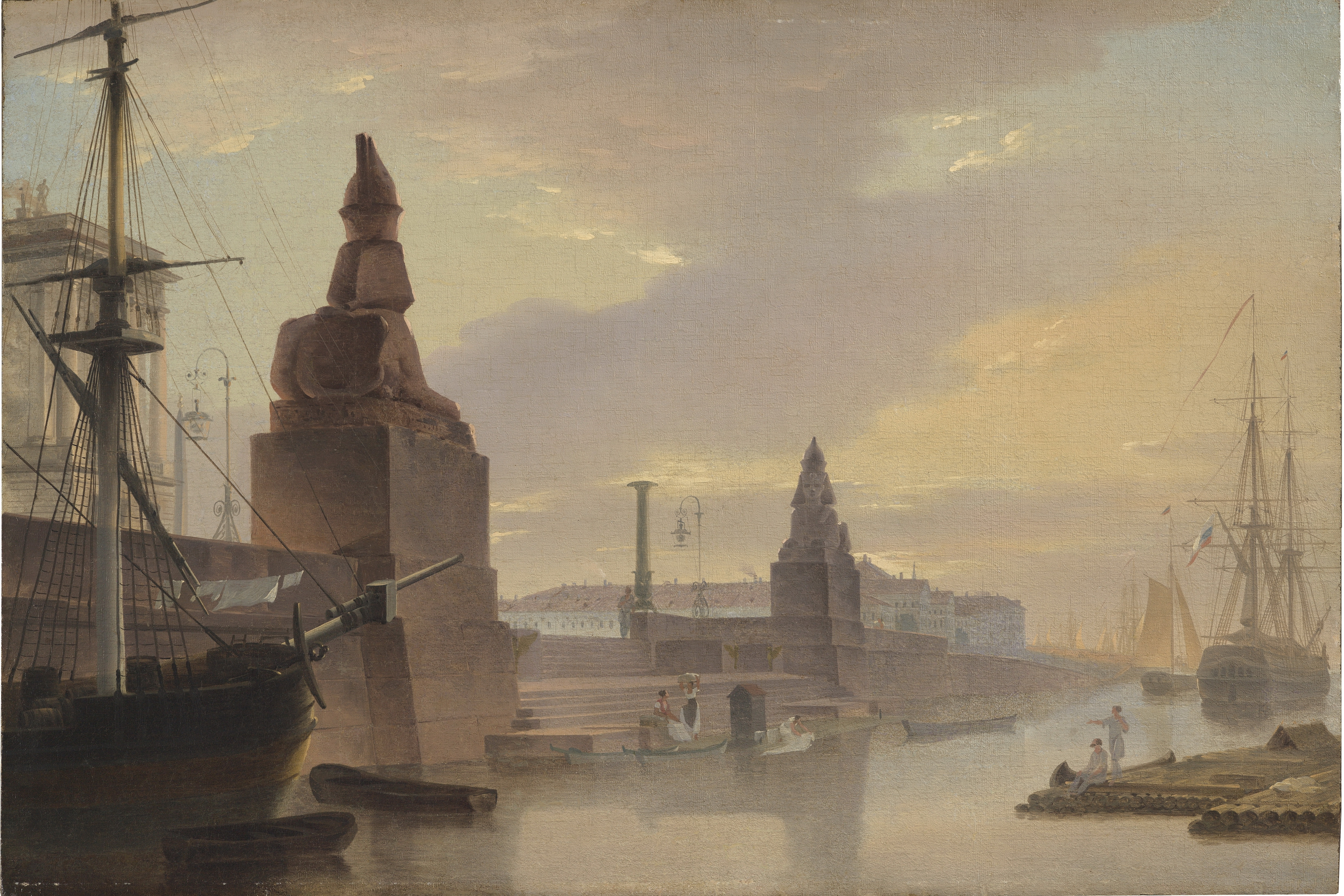
Peinture de 1835 de Maxime Vorobiov montrant le quai de Saint-Pétersbourg avec deux sphinx d'Amenhotep III ramenés d'Égypte en 1832.

L'éclectisme égyptien (ou style éclectique égyptien ou renouveau égyptien ou néo-égyptien) est un style architectural, apparaissant à l'origine comme une variation de l'éclectisme, et qui fait référence aux motifs et à l'imagerie de l'Égypte antique. Les éléments égyptiens utilisés sont, par exemple, la pyramide, l'obélisque, le sphinx, les hiéroglyphes ou encore, les colonnes. Ce style offre des exemples concrets de l'image mouvante de l'Égypte dans l'imagination européenne, marquée par l'égyptomanie. Il est apparu en 1802 et a connu plusieurs périodes (ou vagues). Cependant, dès l'Antiquité, la culture égyptienne influença des constructions européennes. Le style est associé avec le culte de la mort dans l'Égypte antique. De plus, à la différence du renouveau grec, ses valeurs morales et politiques ne viennent pas des Lumières ou d'un lieu d'origine pouvant être perçu comme égalitaire telle la culture aristocratique littéraire ou la démocratie. C'est pour ces deux raisons que le goût pour l'éclectisme égyptien n'a jamais été très populaire[réf. nécessaire] ; néanmoins, il a laissé sa marque en Europe et en Amérique du Nord. On distingue plusieurs périodes de ce style.

## Avant la première période
Dès le Ier siècle av. J.-C., le politicien romain Caïus Cestius (it) se fait inhumer dans la pyramide qui porte son nom, à Rome. A-t-elle été inspirée par les pyramides égyptiennes ? En tout cas, elle est construite à une époque où Rome a annexé l'Égypte. À l'époque augustéenne, l'adoption de la forme pyramidale est d'ailleurs populaire pour les monuments sépulcraux, dans le contexte des influences culturelles de ce pays. Au cours de la seconde moitié du XVIIIe siècle, avec l'essor du néo-classicisme, les architectes mélangent parfois les styles grec ancien, romain et égyptien. Ils voulaient découvrir de nouvelles idées de formes et d'ornements, plutôt que d'être de simples copistes fidèles du passé.

### Italie
- Rome :
  - la pyramide de Cestius, entre 18 et 12 av. J.-C. ;
  - la pyramide de Romulus (Meta Romuli), Ier siècle av. J.-C. ou apr. J.-C., aujourd'hui détruite.
  - la décoration murale du Caffè degli Inglesi de la Piazza di Spagna par Giovanni Battista Piranesi, 1769.
- la Fontaine de l'éléphant à Catane (Sicile), 1737.
- les Fontaines-obélisques, Naples, XVIIIe siècle.

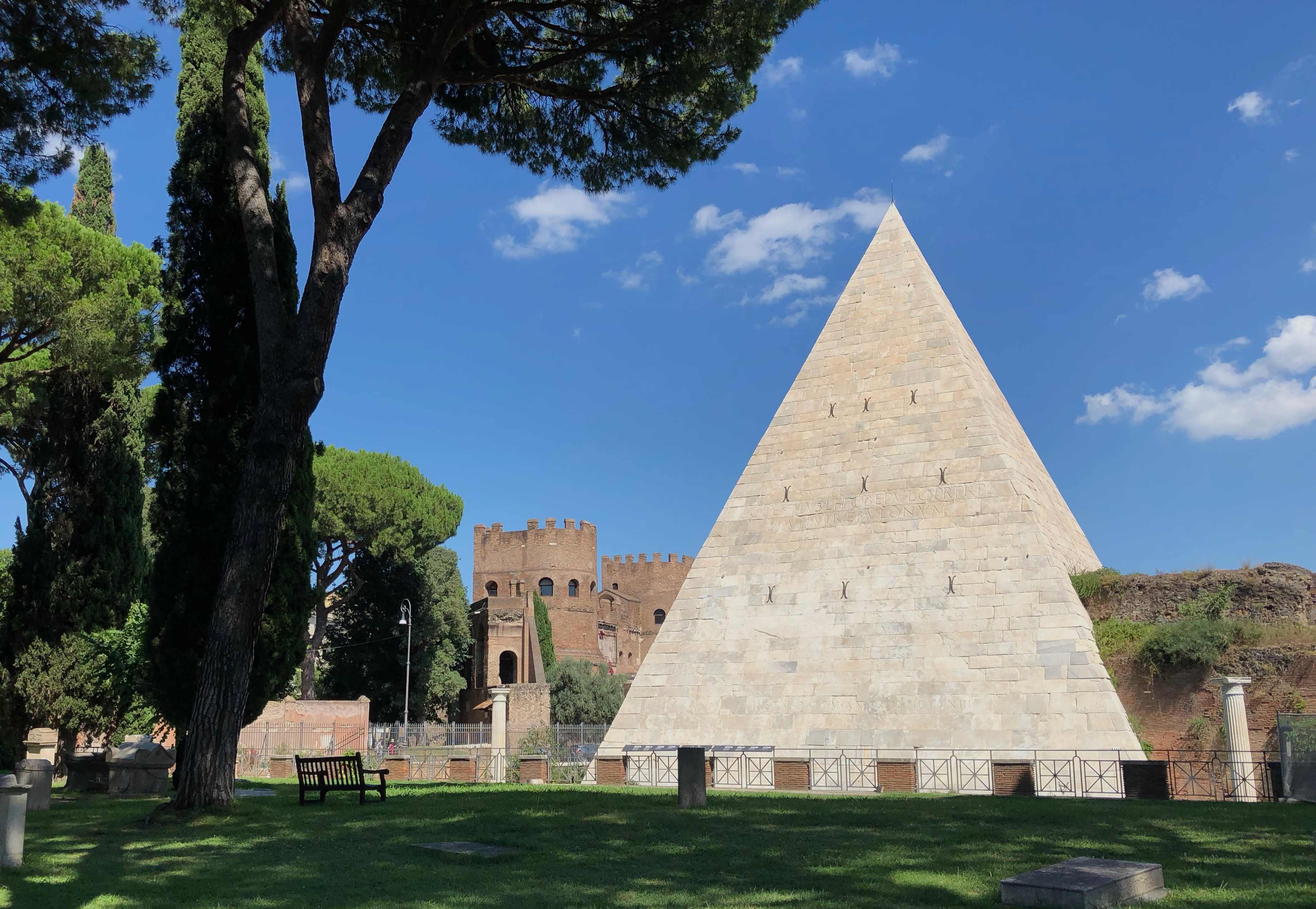
Pyramide de Cestius
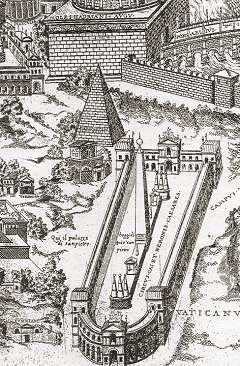
Meta Romuli
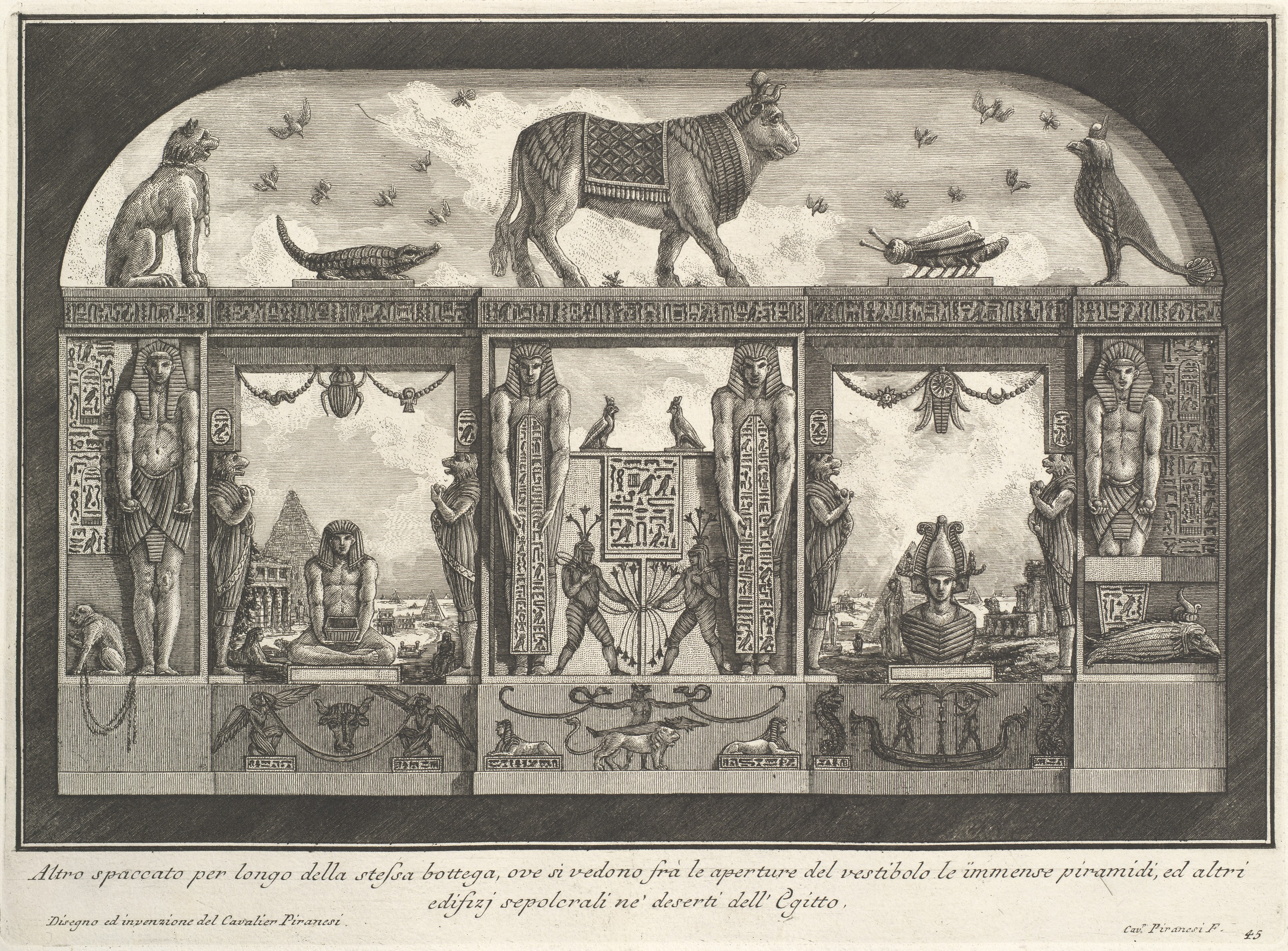
Décoration murale du Caffè degli Inglesi.
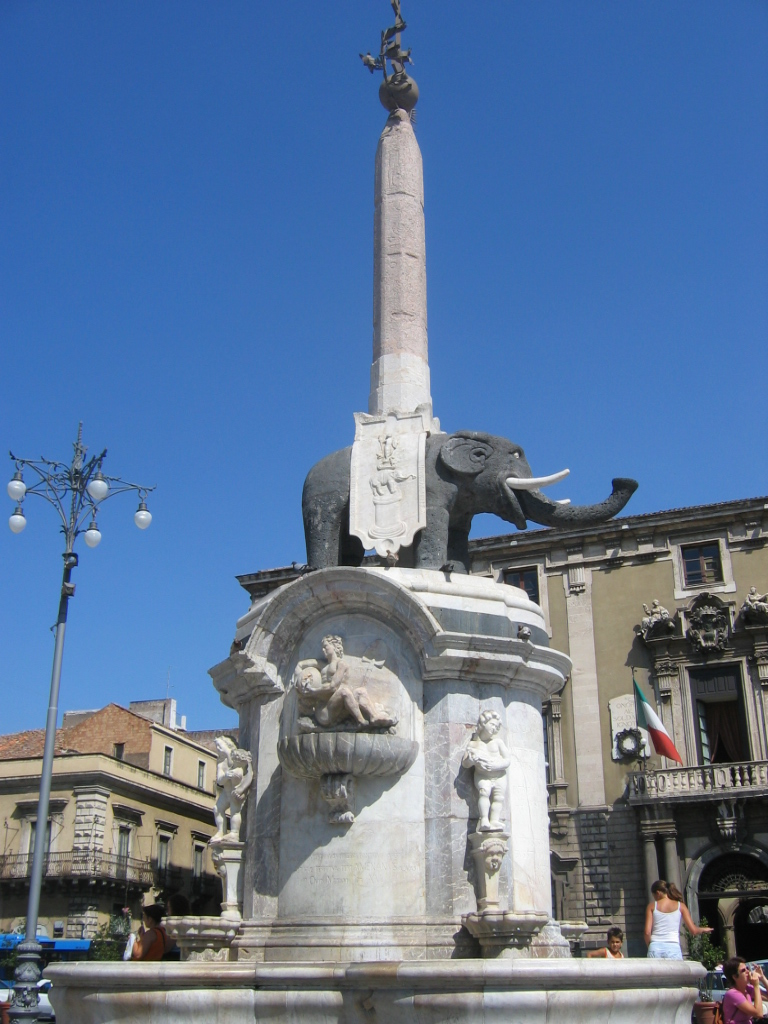
Fontaine de l'éléphant, Catane.
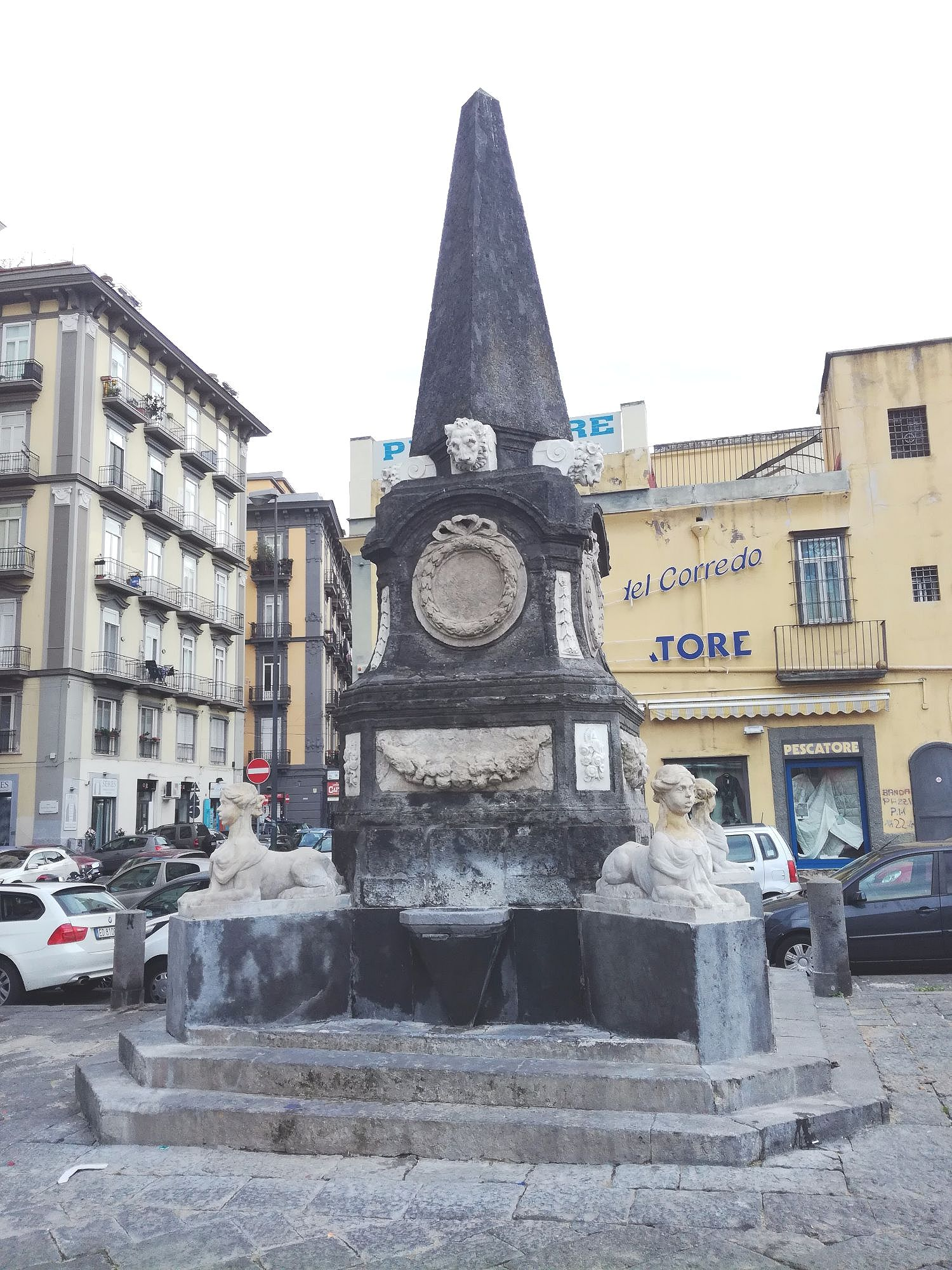
Fontaines-obélisques, Naples.

### France
- en Auvergne-Rhône-Alpes :
  - le cirque romain de Vienne, fin du IIe siècle.
- la statue de sphinx du château de la Bâtie d'Urfé, XVIe siècle.
- en Île-de-France :
  - Paris :
    - les statues de sphinx de l’hôtel Salé (Musée Picasso), 1656, coiffées d'un némès surmonté de tours crénelées, les rattachant à Cybèle, à Diane d'Éphèse et donc à Isis[5],[6] ;
    - les sphinx du château de Bagatelle par Philippe-Laurent Roland, 1777[5]
    - la pyramide du Parc Monceau à Paris par Carmontelle, entourée de deux cariatides égyptiennes, 1778 (le parc comportait aussi quelques obélisques, aujourd'hui détruits)[5].

  - L’Amour porté par un sphinx, parterre du Midi, château de Versailles par Louis II Lerambert et Jacques Houzeau, 1668[5].
- le projet de cénotaphe de style égyptien par Étienne-Louis Boullée, 1786.
- le projet de salon d'inspiration égyptienne par Louis-Jean Desprez, entre 1789 et 1791.

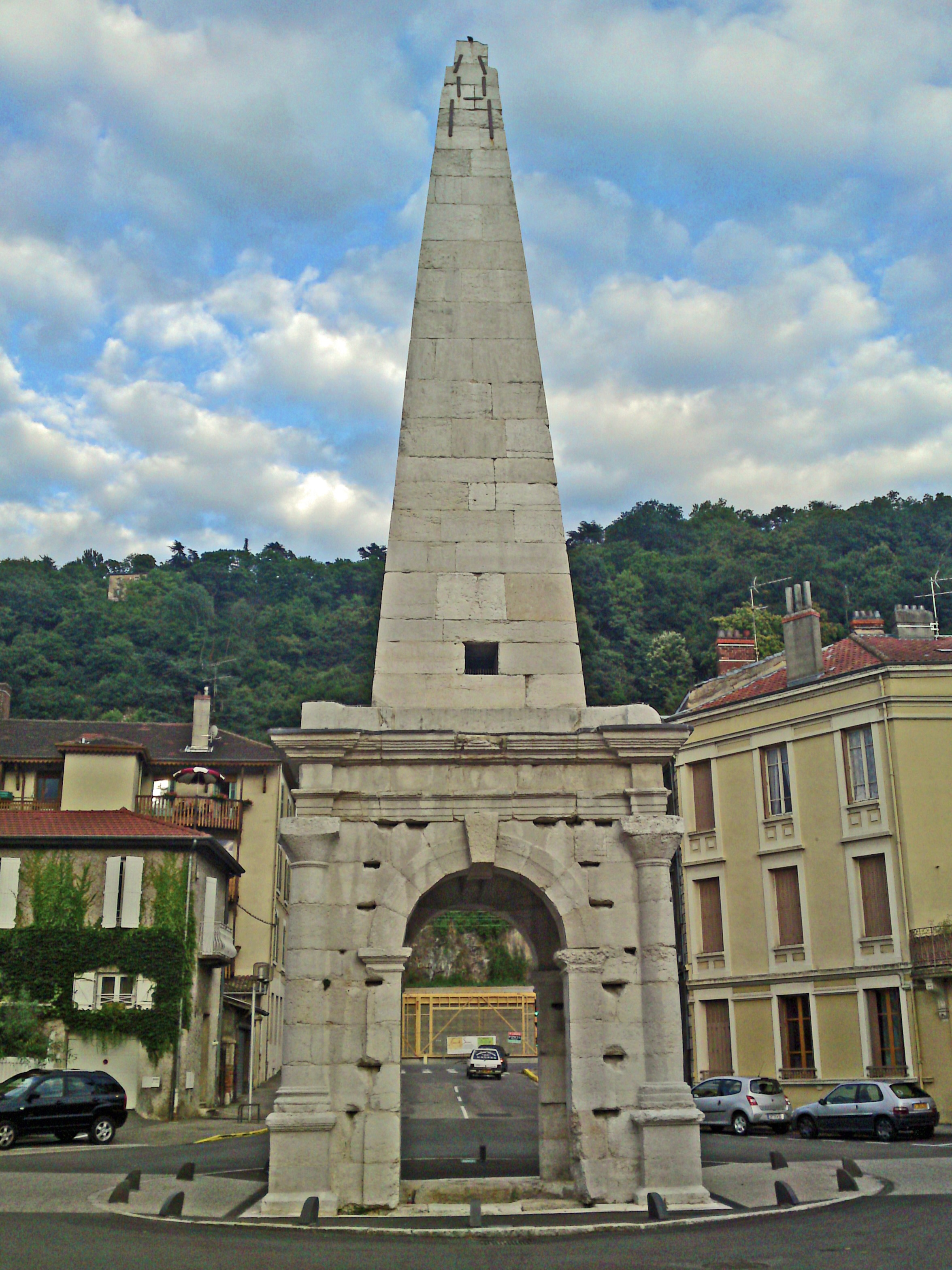
Pyramide de Vienne
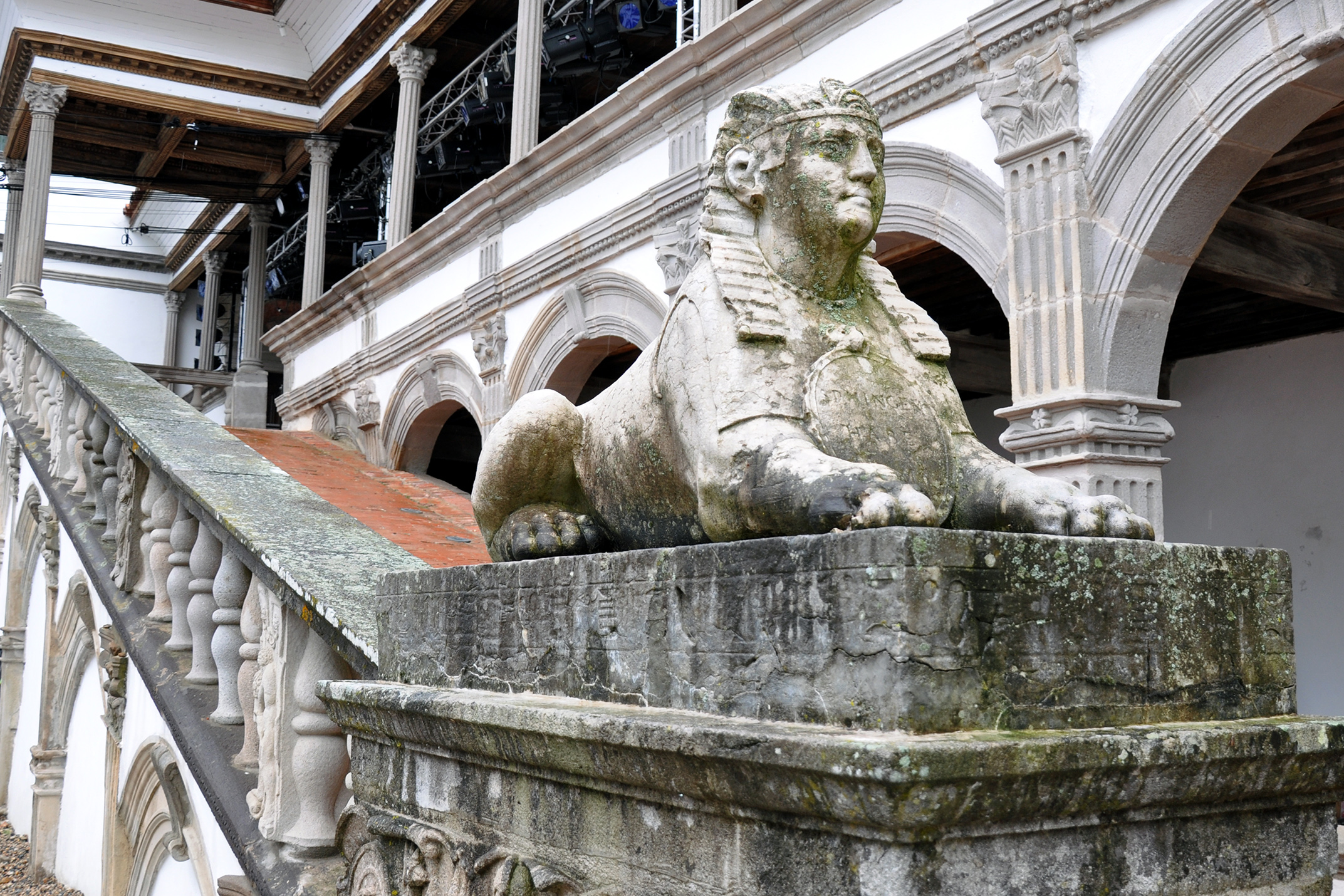
Sphinx du château de la Bâtie d'Urfé.
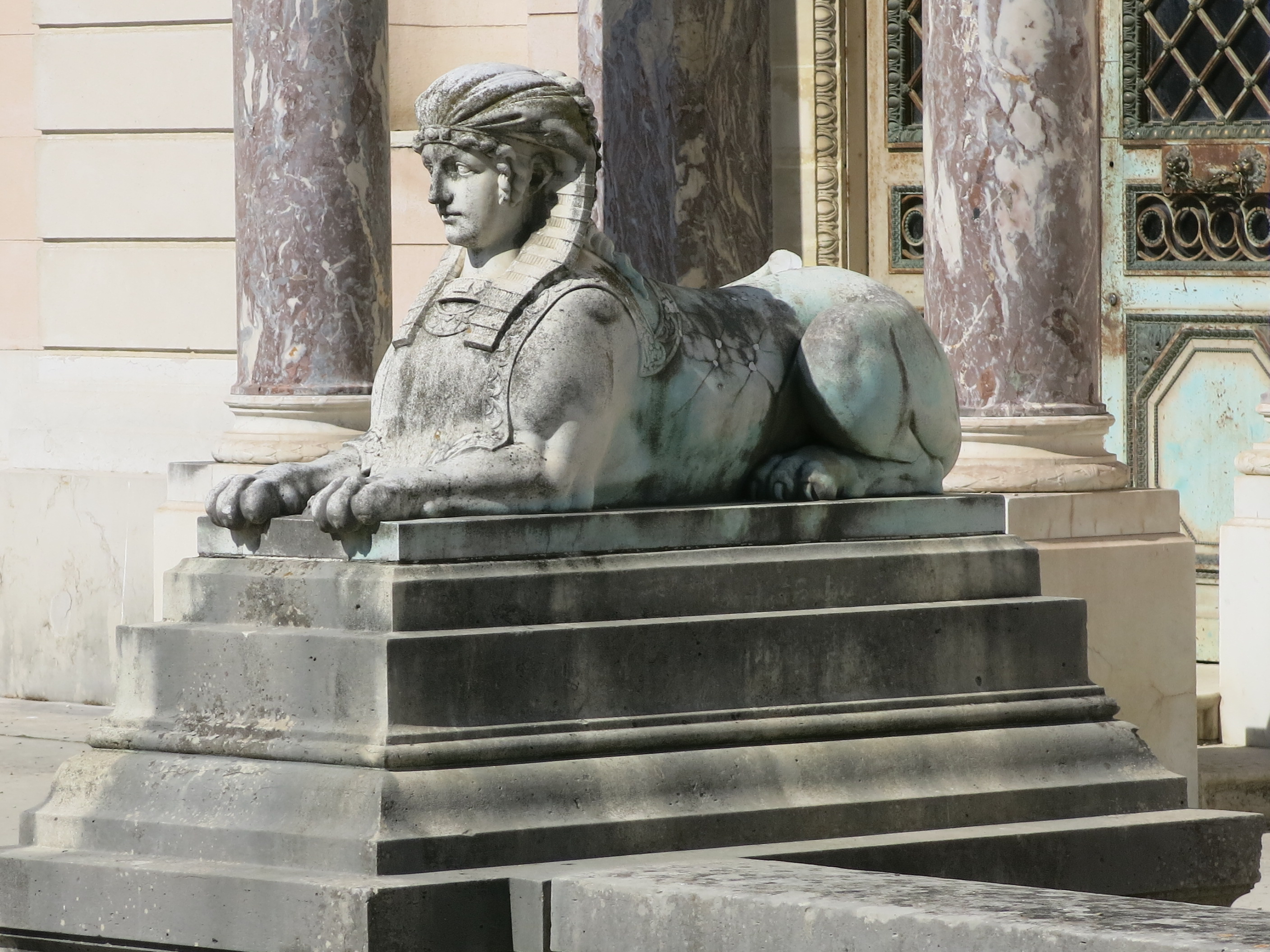
Sphinx du château de Bagatelle.
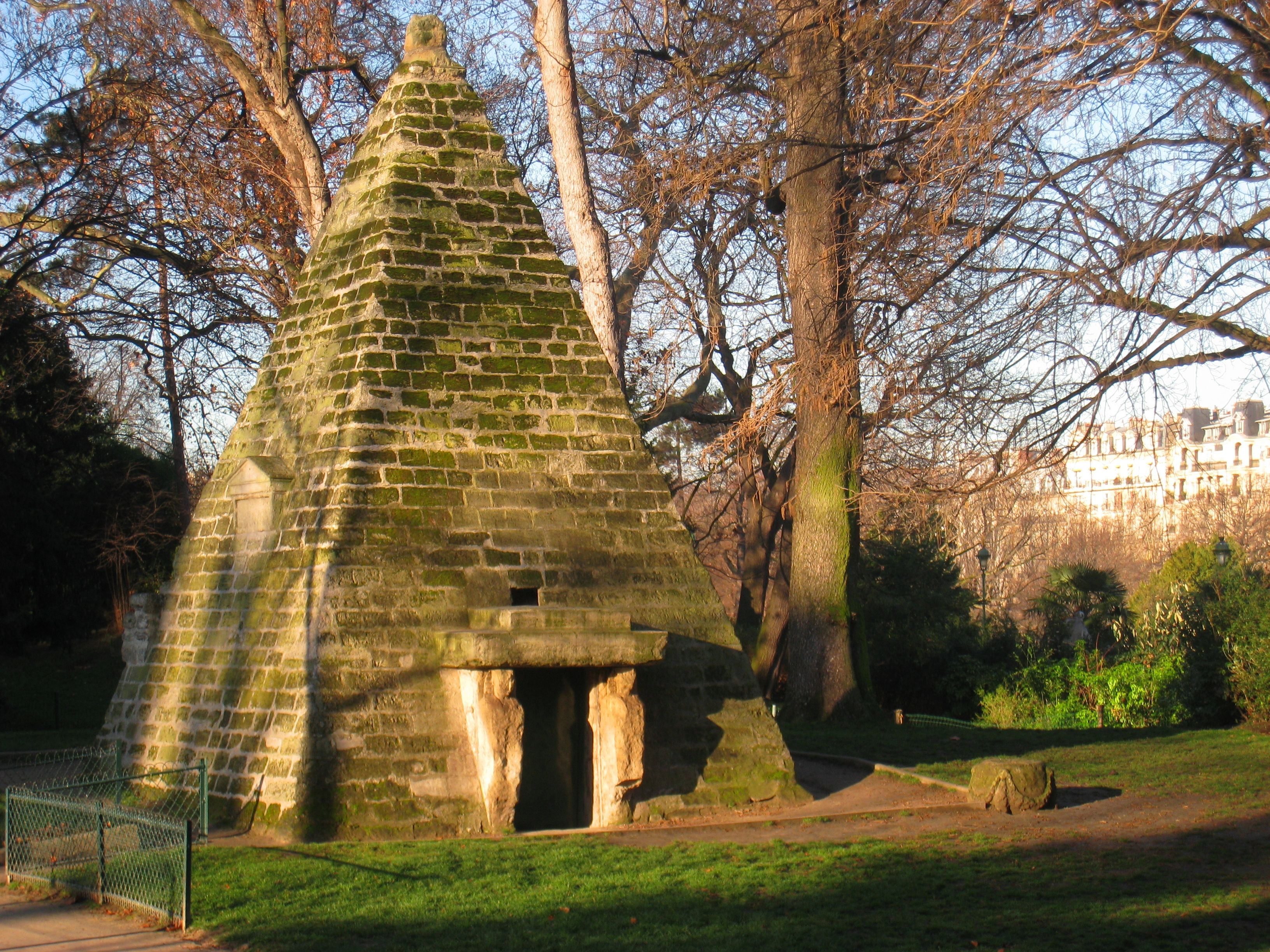
Pyramide du Parc Monceau
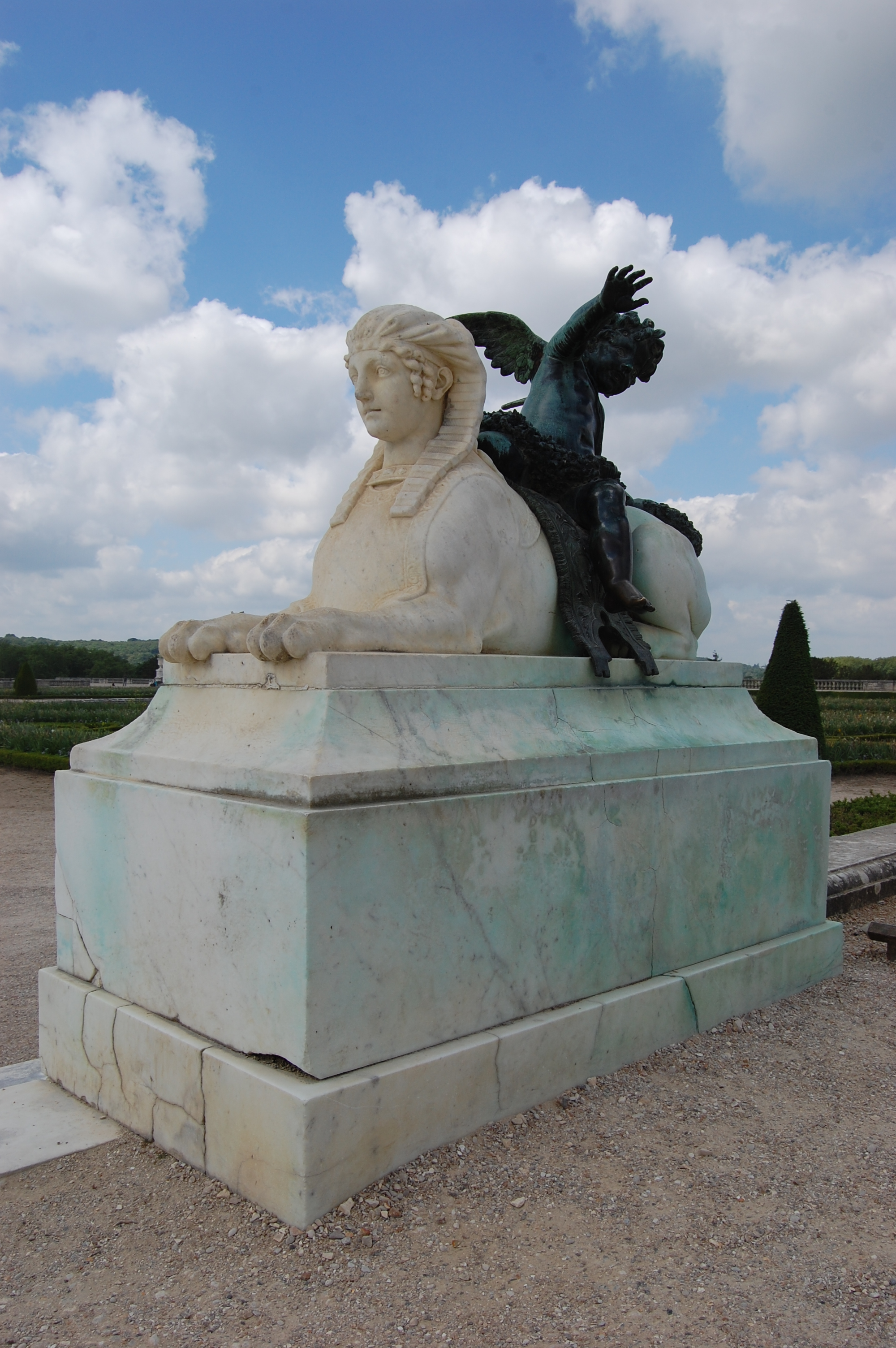
Louis II Lerambert et Jacques Houzeau, L’Amour porté par un sphinx, d'après un dessin de Jacques Sarrazin, parterre du Midi, château de Versailles.
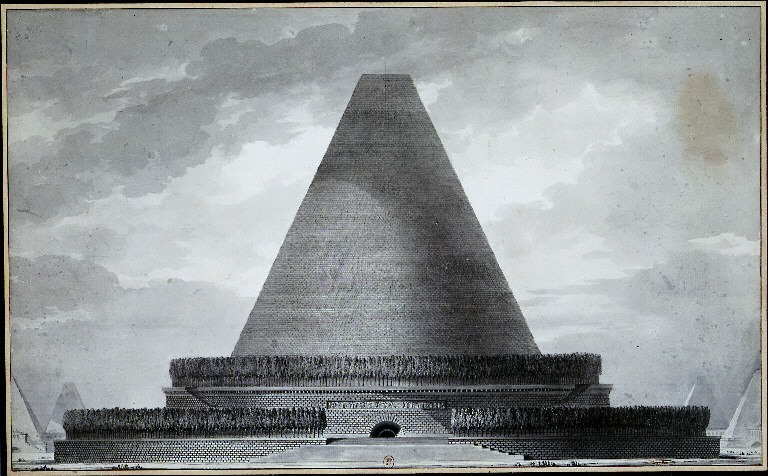
Projet de cénotaphe de style égyptien d'Étienne-Louis Boullée.
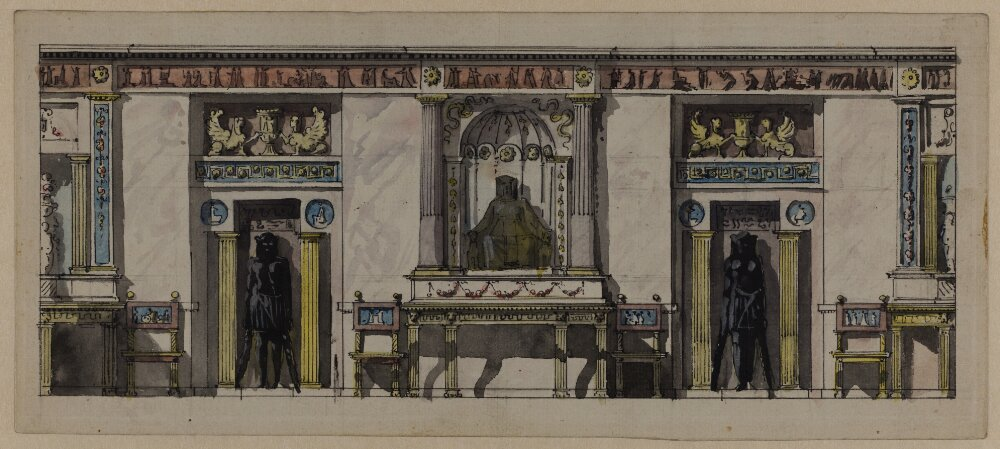
Salon de style néo-égyptien, Louis-Jean Desprez.

### Turquie
- l'obélisque « muré » à Istanbul, IVe siècle.

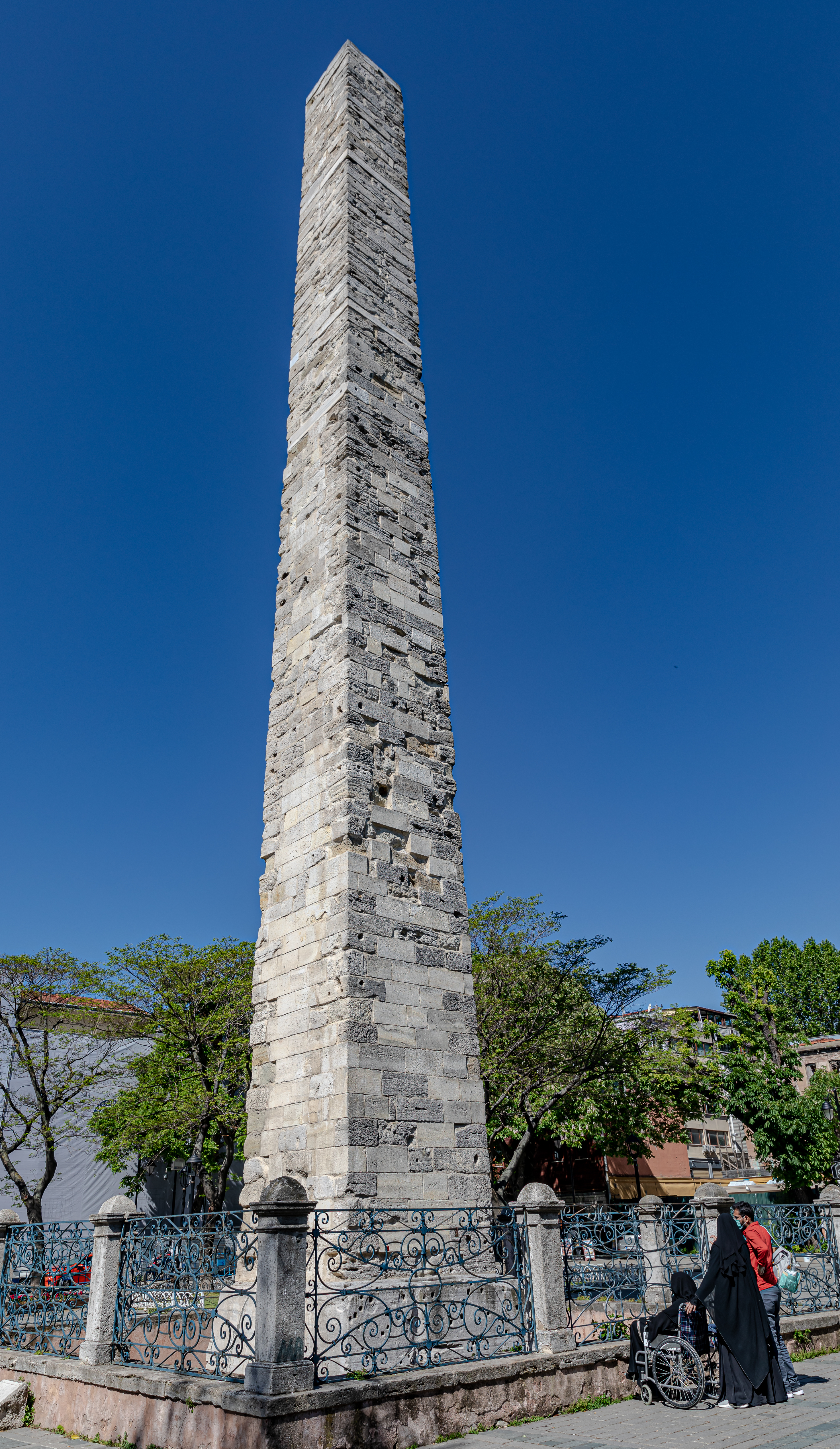
Obélisque « muré », Istanbul

### Irlande

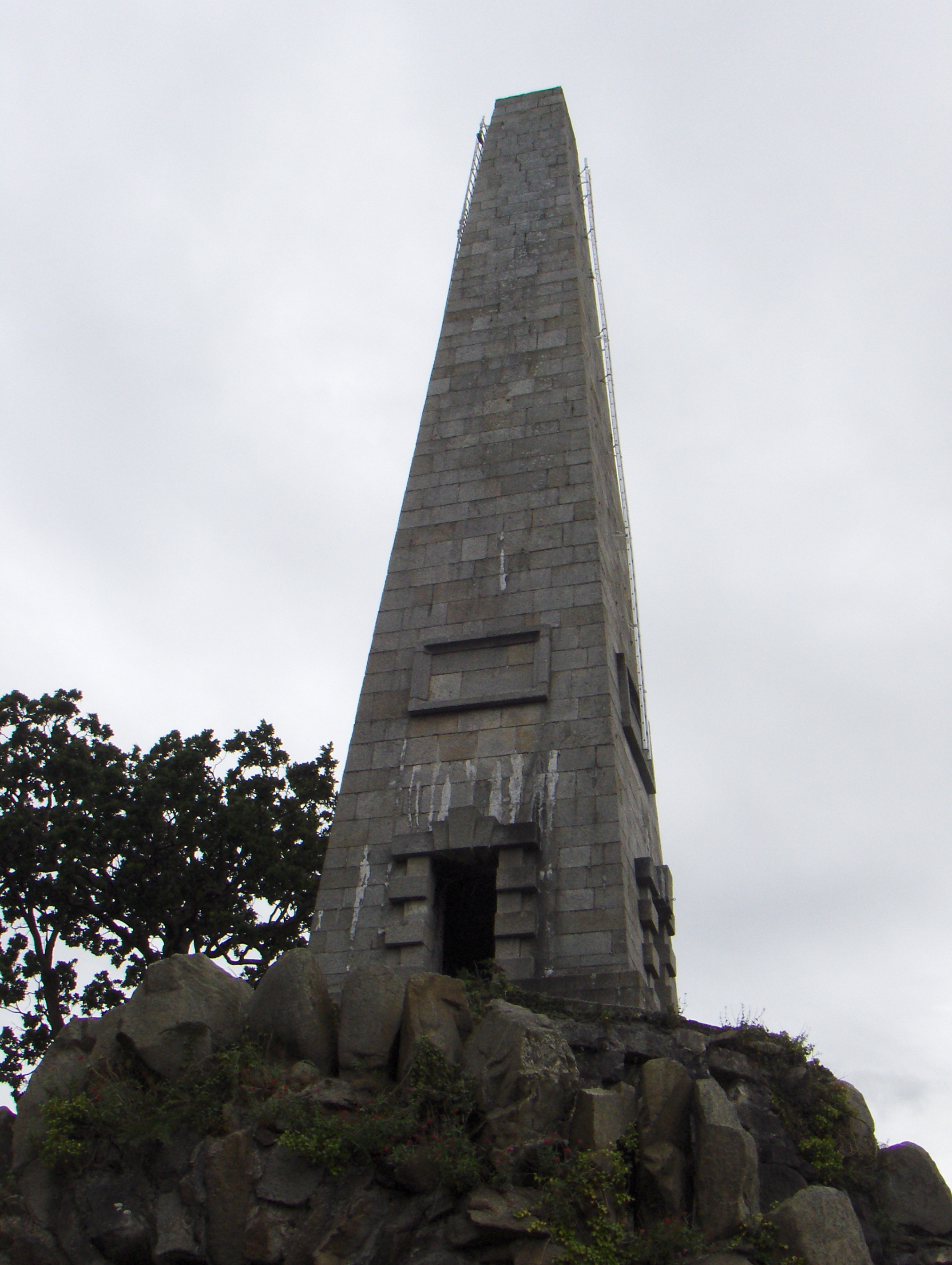
L'obélisque de Stillorgan rendant hommage aux victimes de la famine de 1727, attribué à Edward Lovett Pearce.  - Obélisque de Stillorgan

### Allemagne
- À Potsdam :
  - la porte de l'obélisque (de) du palais de Sanssouci, 1747.
  - certains bâtiments du Nouveau Jardin, dont l'Orangerie (de), 1793.

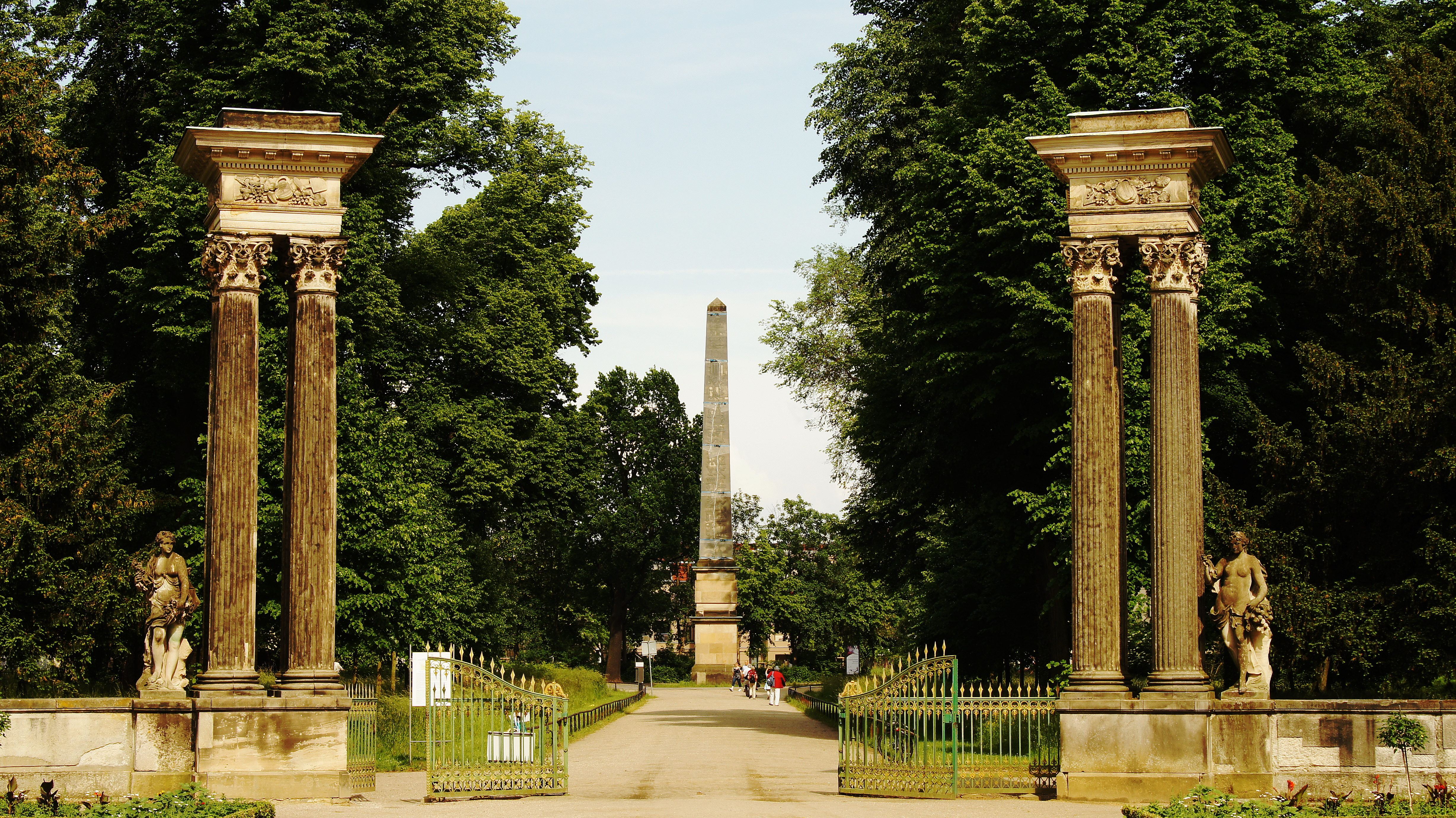
Porte de l'obélisque (de) du palais de Sanssouci
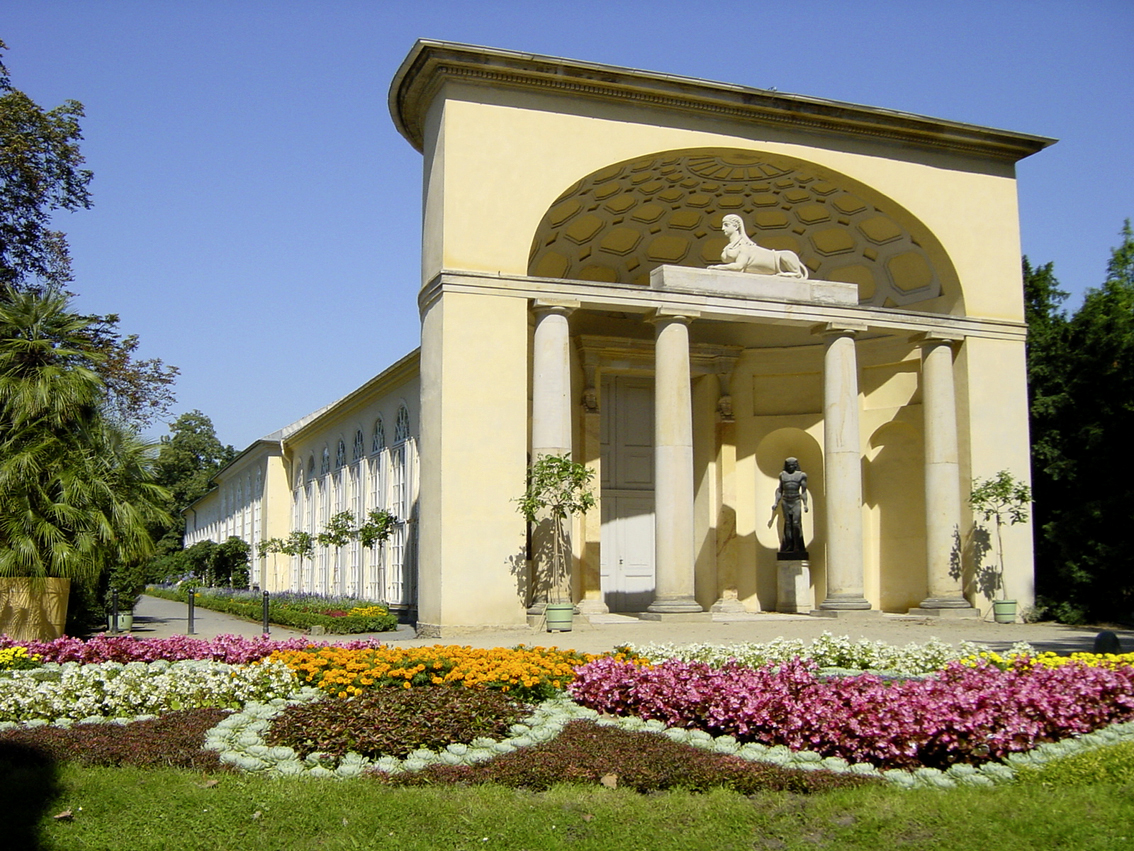
Orangerie (de) du Nouveau Jardin

### Suède
- la pyramide de l'église de Järfälla (sv) à Järfälla, probablement basée sur la pyramide de Cestius[7], 1762.

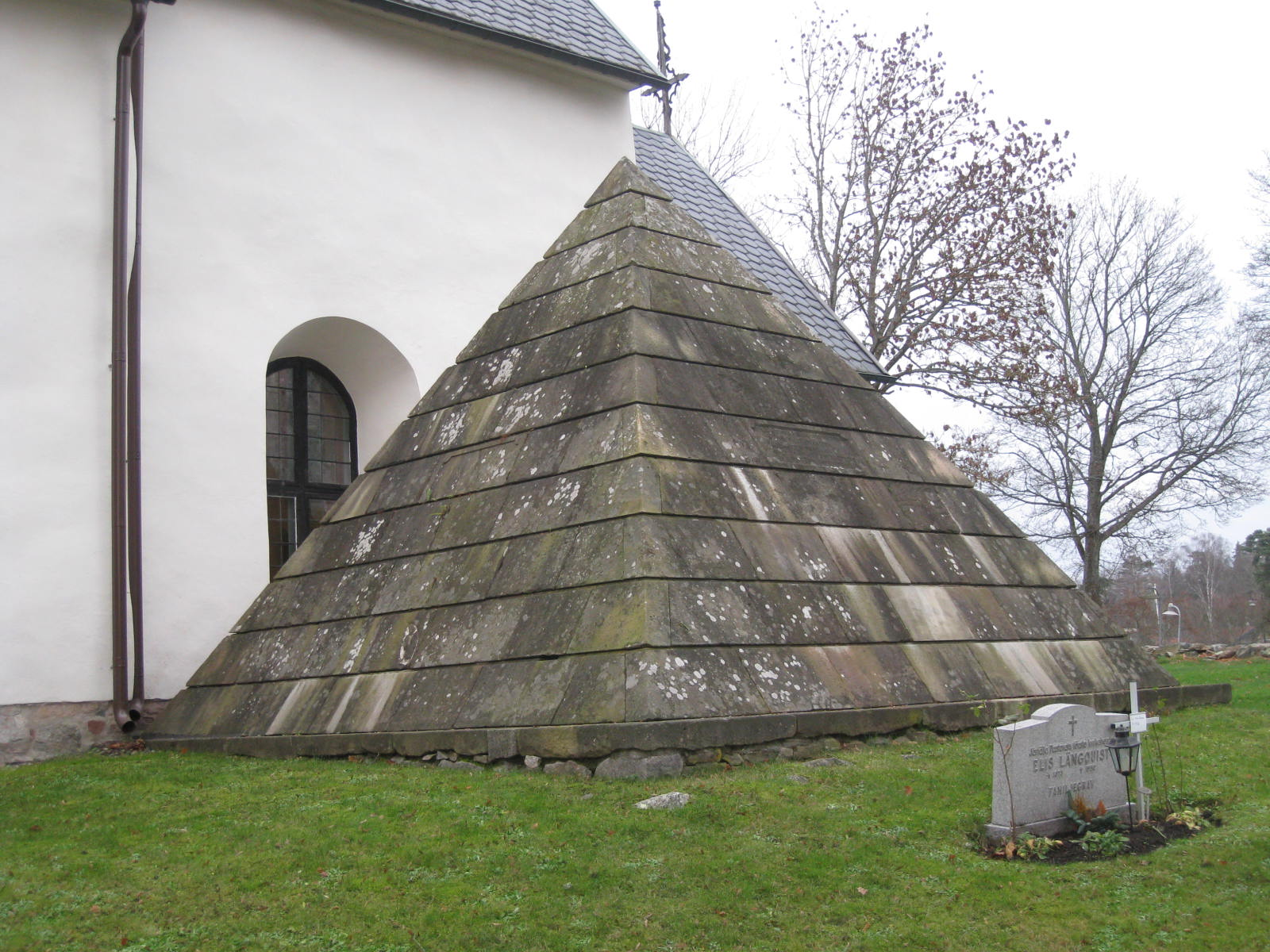
Pyramide de Järfälla.

## Première période
Entre 1798 et 1801 se déroule l'expédition en Égypte de Napoléon Bonaparte. Elle est immortalisée dans la Description de l'Égypte par la Commission des sciences et des arts, publié en 1809 et illustrée par des gravures in-folio. En parallèle, les découvertes en Égypte réalisées par les chercheurs européens se multiplient. En 1822, Jean-François Champollion déchiffre les hiéroglyphes. Les savants et les artistes ramènent en Europe des artéfacts, des images et des informations sur la culture égyptienne. Tout cela favorise le renouveau égyptien en Europe, puis dans le reste du monde. Il se manifeste dans l'ameublement, les intérieurs et les cimetières de la clientèle aisée européenne et américaine. L'architecture apprécie les obélisques, les pyramides, les colonnes papyriformes, les chapiteaux lotiformes, les moulures torsadées, les murs à redents et les toits plats. Ce courant sera beaucoup exploité dans la construction d'instituts éducatifs et de mausolées, afin de symboliser à la fois les progrès de la science et la croyance en la vie après la mort propres à l'Égypte antique. Il est souvent associé au style néogrec (ou renouveau grec),.

### France
En plus des évènements cités plus hauts, d'autres marqueront cette vague en France. En 1802, Dominique Vivant Denon publie Voyage dans la Basse et la Haute-Égypte. En 1826, sous l'impulsion de Champollion, le Musée du Louvre se voit doté d’une division des monuments égyptiens,. Le goût français pour l'Égypte s'est cantonné surtout au mobilier et à des objets décoratifs. On parle de style « retour d’Égypte ». Il est présent dans plusieurs édifices : 
- en Île-de-France :
  - Paris :
    - l'entrée du passage du Caire, place du Caire, 1798 pour la place et peut-être 1828 pour l'immeuble[5] ;
    - la fontaine du Fellah, 1806 ;
    - plusieurs reliefs d'inspiration égyptienne sur le musée du Louvre, tels que la statue d'Isis (1806) et celle de Cléopâtre sur l’aile Lemercier de la cour carrée (1865 - 1902)[5]
    - le porche égyptianisant de l'hôtel Beauharnais, attribué à Nicolas Bataille, vers 1807[5] ;
    - la fontaine du Palmier (du Châtelet), à chapiteau égyptien, 1808, complétée en par quatre sphinx sculptés par Henri-Alfred Jacquemart, ami de l'égyptologue Auguste Mariette ; paradoxalement, cet animal du désert et de la soif crache ici de l'eau[5] ;
    - le monument érigé en l'honneur du général Desaix place des Victoires, construit en 1810 et définitivement retiré en 1814 ;
    - mis en service en 1804, le cimetière du Père-Lachaise connut dès les années 1810 plusieurs tombes d'influence égyptienne[5] ;
    - sur l'arc de triomphe de l'Étoile, sphinx juché sur un fragment d'obélisque, à l'endroit de la frise supérieure consacré à l'arrivée à Paris des prises de guerre, 1828[5],[9] :
    - la façade du palais de justice, 1857-1868, s'inspire du temple d'Hathor de Dendérah : Joseph-Louis Duc reprend le principe d'une façade entrecoupée de colonnes et dont le mur ne monte qu'au tiers inférieur de la hauteur et y place des statues de lions inspirées de celles de Nectanébo Ier[5].
    - L'Afrique, statue allégorique d'Eugène Delaplanche représentant le continent africain, avec derrière son socle des imitations de hiéroglyphes fantaisistes, 1878[5] ;
    - plusieurs éléments du Grand-Palais[5] : la frise en mosaïque de la façade est L'Art à travers les siècles par Louis Édouard Fournier, 1900[10],[11], la frise de la façade ouest L'Histoire des arts à travers les âges, l'Égypte par Joseph Blanc, 1900, la statue côté est L'Art égyptien par Auguste Suchetet, 1900[12] ;
    - la loge du Droit Humain, Rue Jules-Breton, 1901 ;
    - la façade et la grande salle du cinéma Le Louxor, Paris Xe, 1921.

  - quatre statues de lions issues de la fontaine de l'Institut, square des frères Farman, Boulogne-Billancourt 1811 ;
  - l'allée de sphinx du Château du Verduron de Marly-le-Roi (Yvelines), 1867[13].
- dans le Grand Est :
  - les stèles géodésiques de Sausheim et Oberhergheim, 1804.
  - la fontaine-lavoir du Déo de Mauvages (Meuse), 1831.
  - la maison égyptienne du quartier de Neustadt, Strasbourg, 1905.
- en Occitanie :
  - L'entrée principale du cimetière Terre-Cabade de Toulouse, 1840.
  - le monastère du Carol à Baulou, Ariège, 1860-1900.
  - la villa Laurens (ou château Laurens) d'Agde, Hérault, 1898-1900.
- en Auvergne-Rhône-Alpes :
  - La Pyramide à Clermont-Ferrand, 1801.

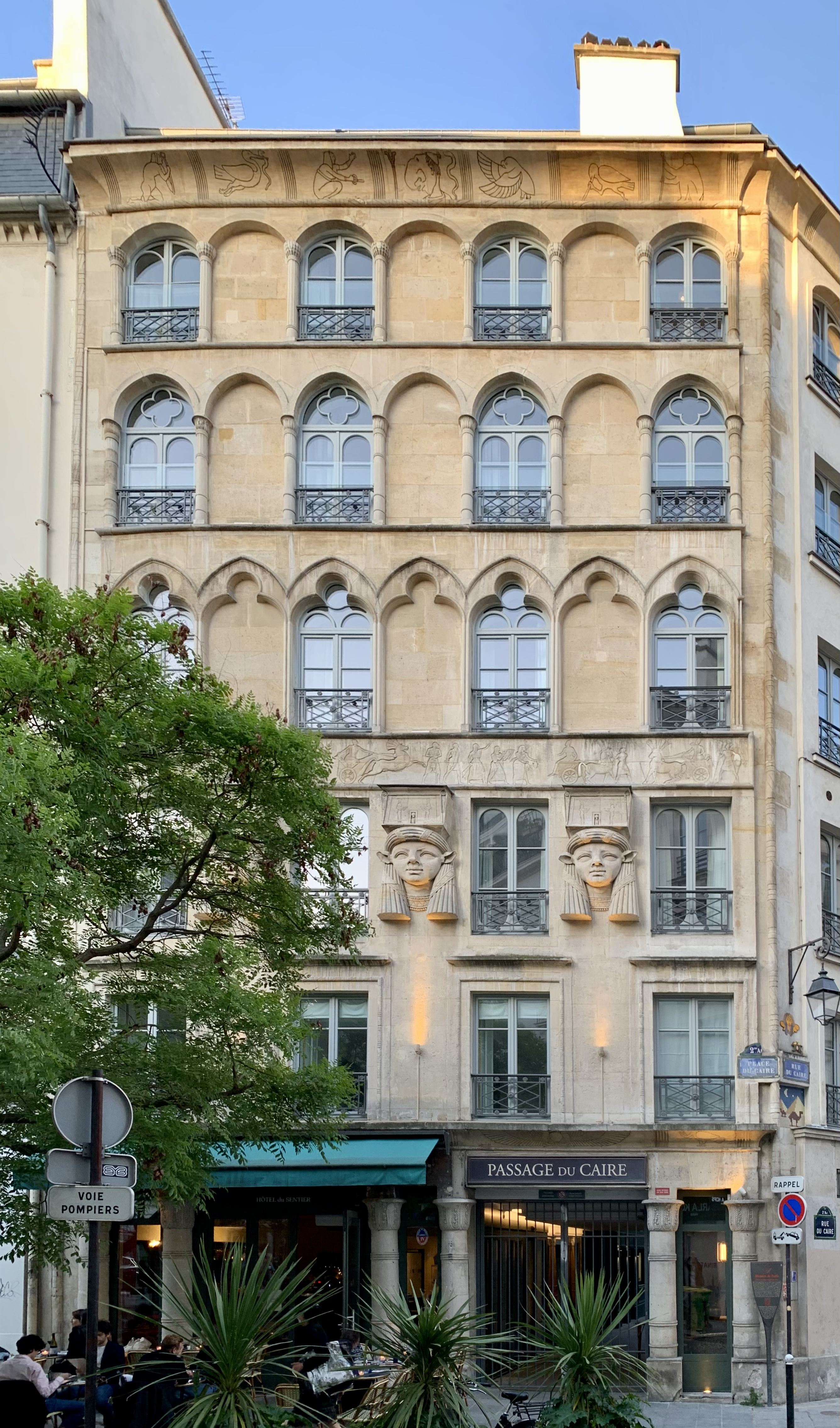
Façade « retour d'Égypte » sur la place du Caire.
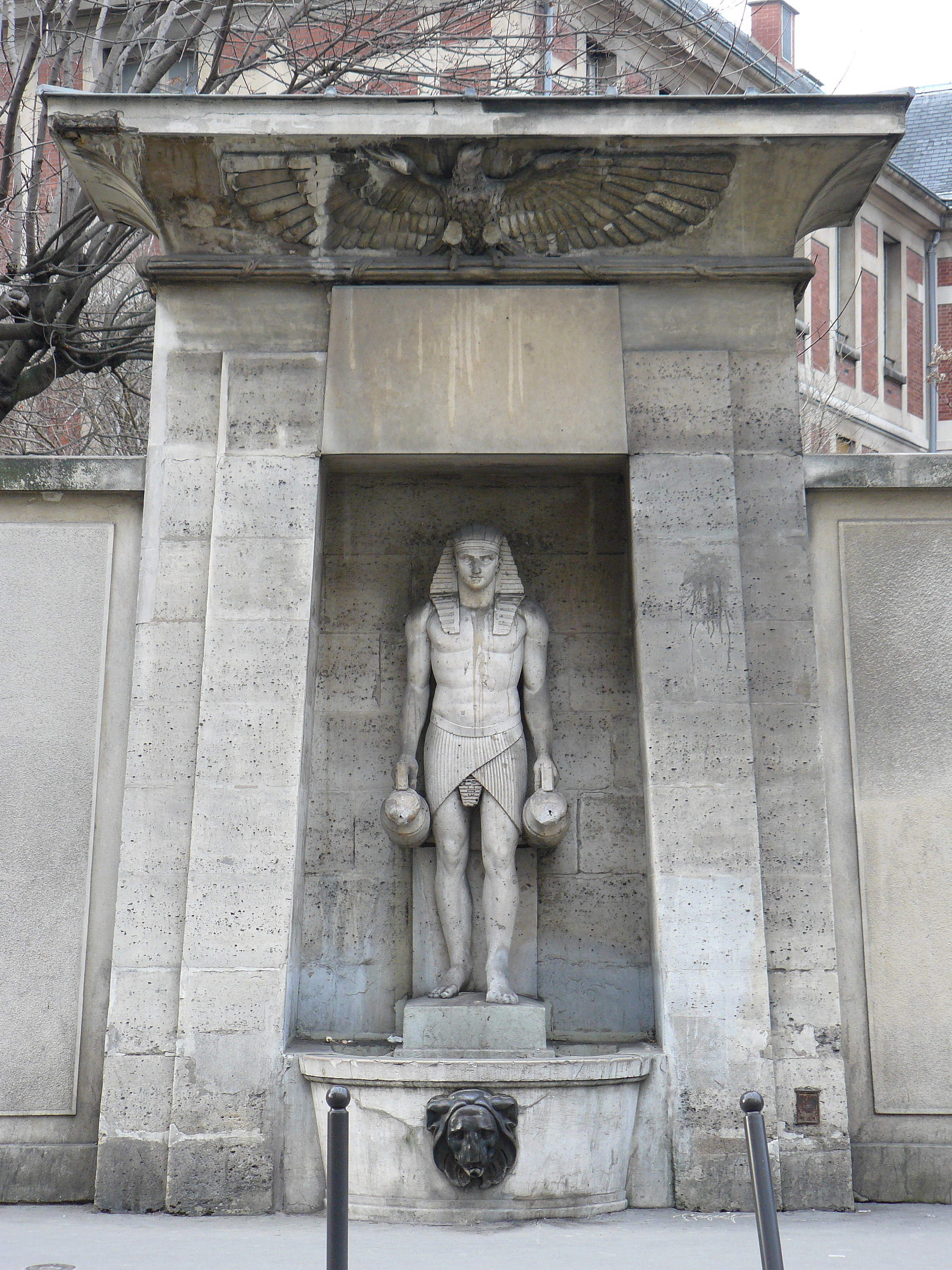
Fontaine du Fellah, rue de Sèvres à Paris.
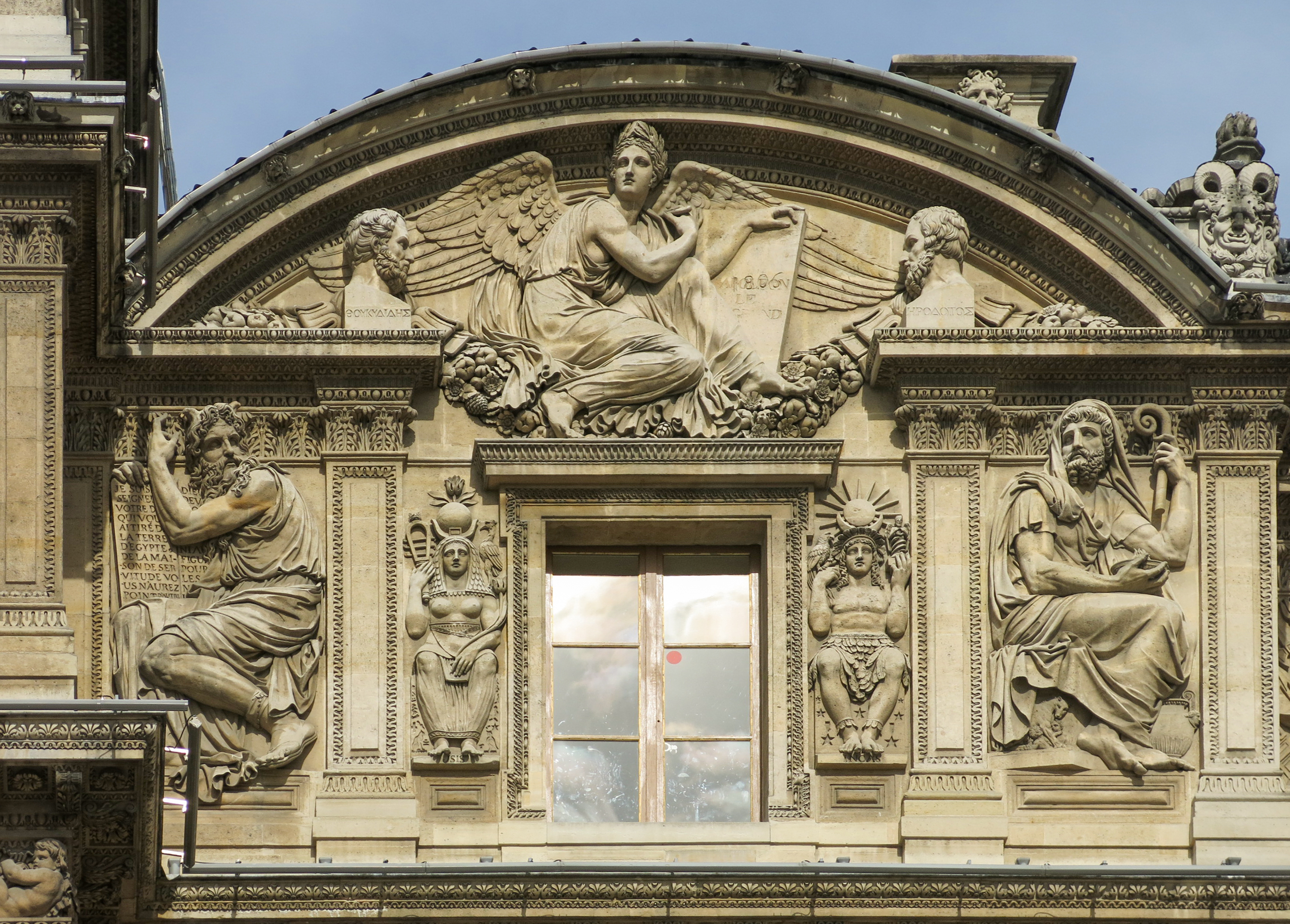
Reliefs dans la cour carrée du Louvre à droite du pavillon de l'Horloge en haut. En haut, la Loi ; à gauche, Moïse et Isis ; à droite, Manco Capac et Numa Pompilius.
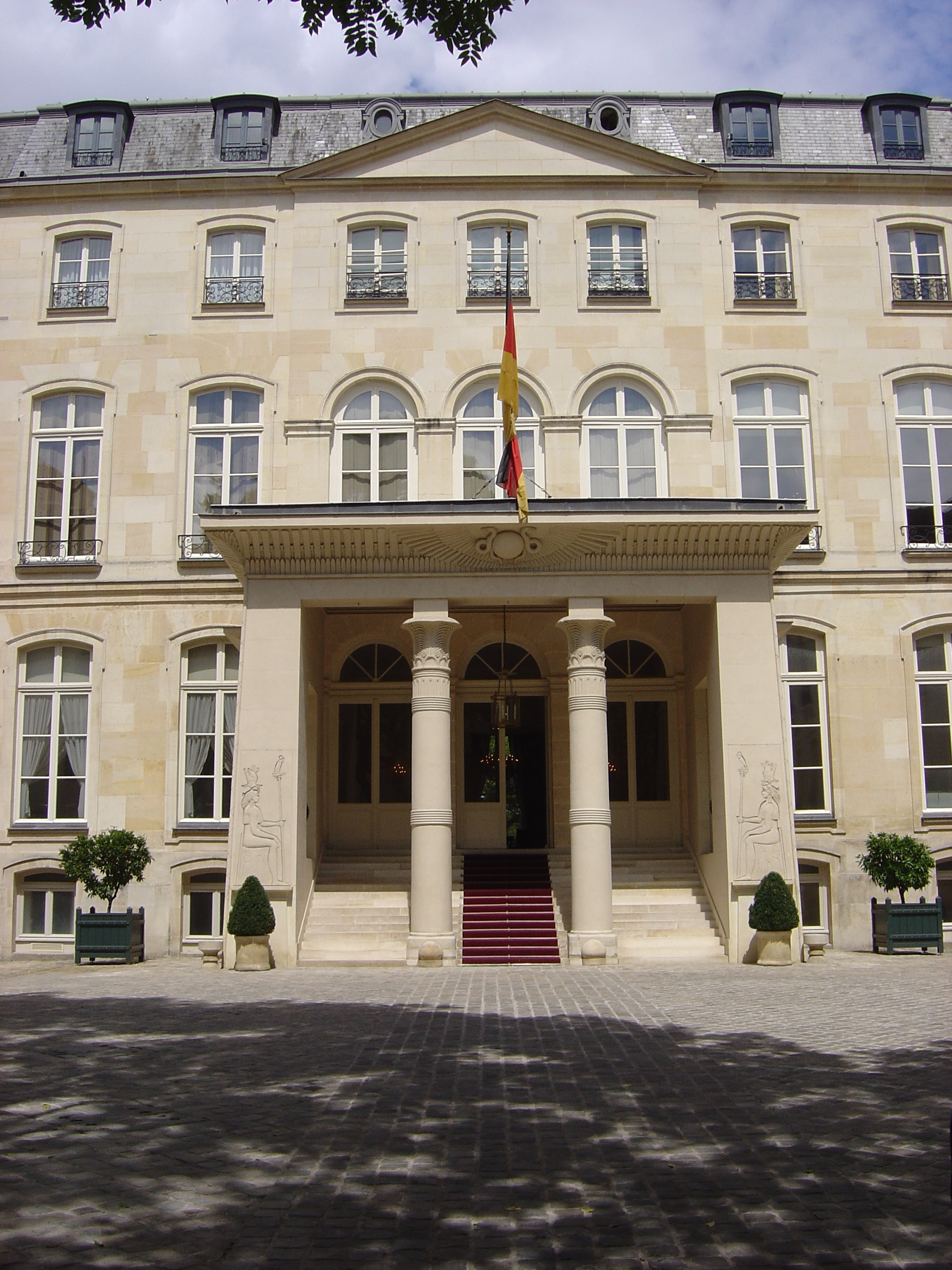
Porche égyptianisant de l'hôtel Beauharnais.
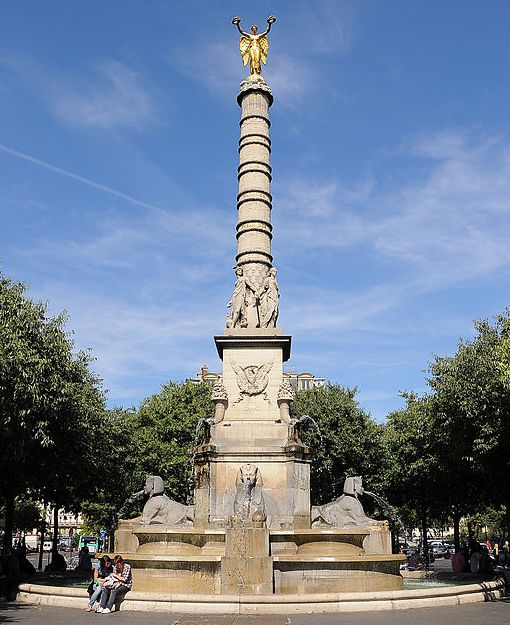
Fontaine du Palmier
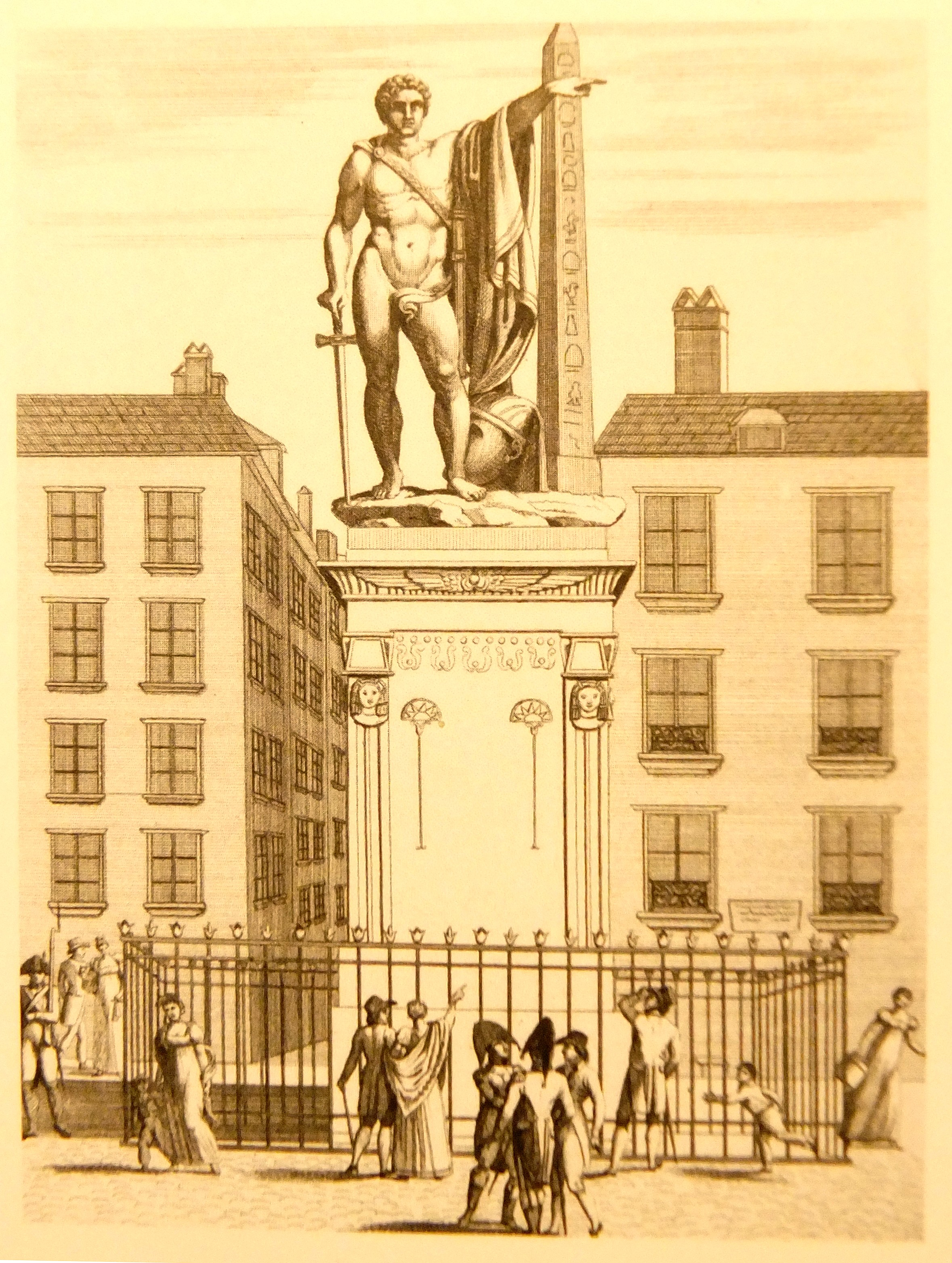
Monument érigé en l'honneur du général Desaix en 1810.
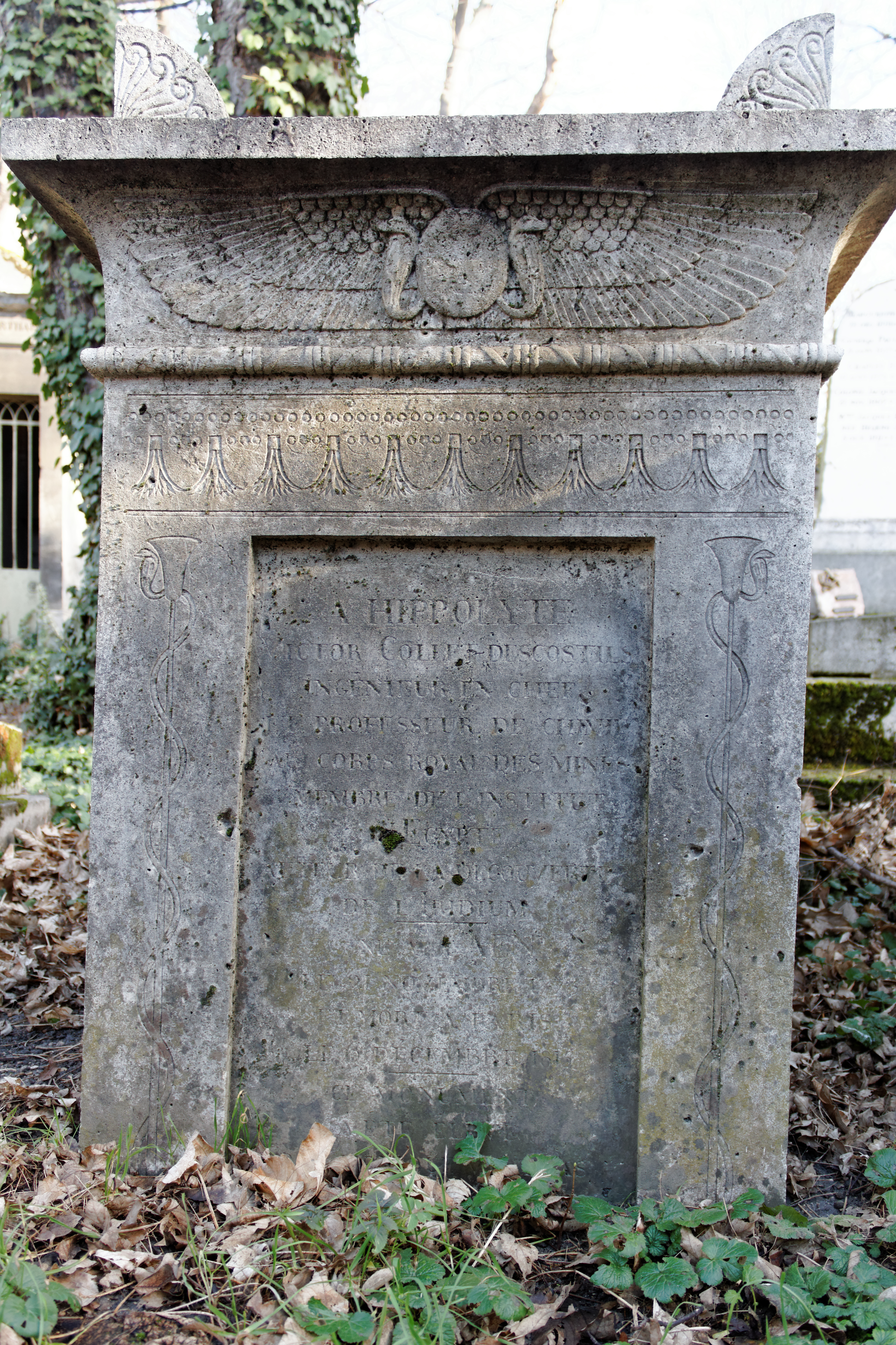
Tombe d'Hippolyte-Victor Collet-Descotils, cimetière du Père-Lachaise.
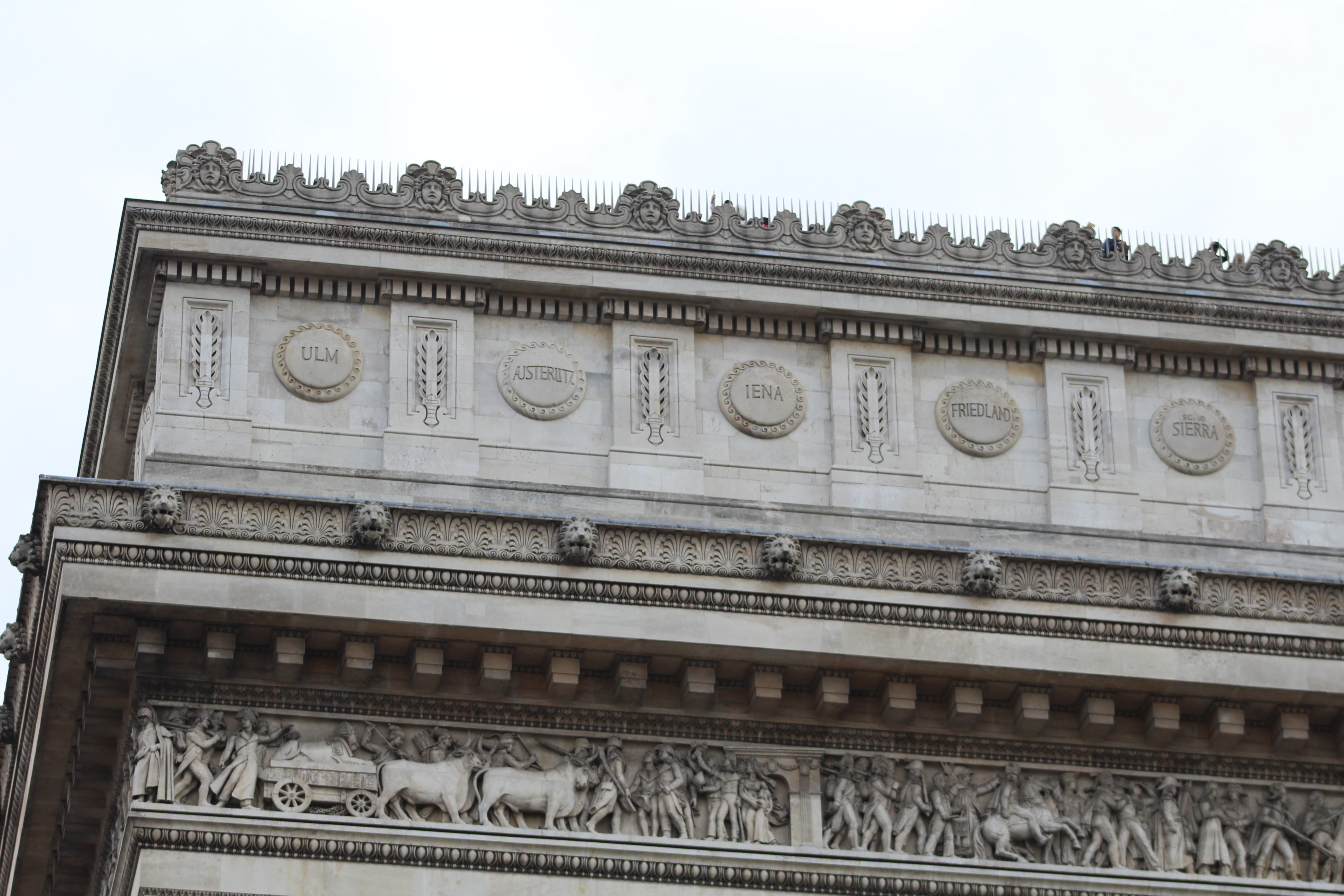
Noms de batailles sur l'Arc de Triomphe de Paris, surmontant une frise de François Rude.
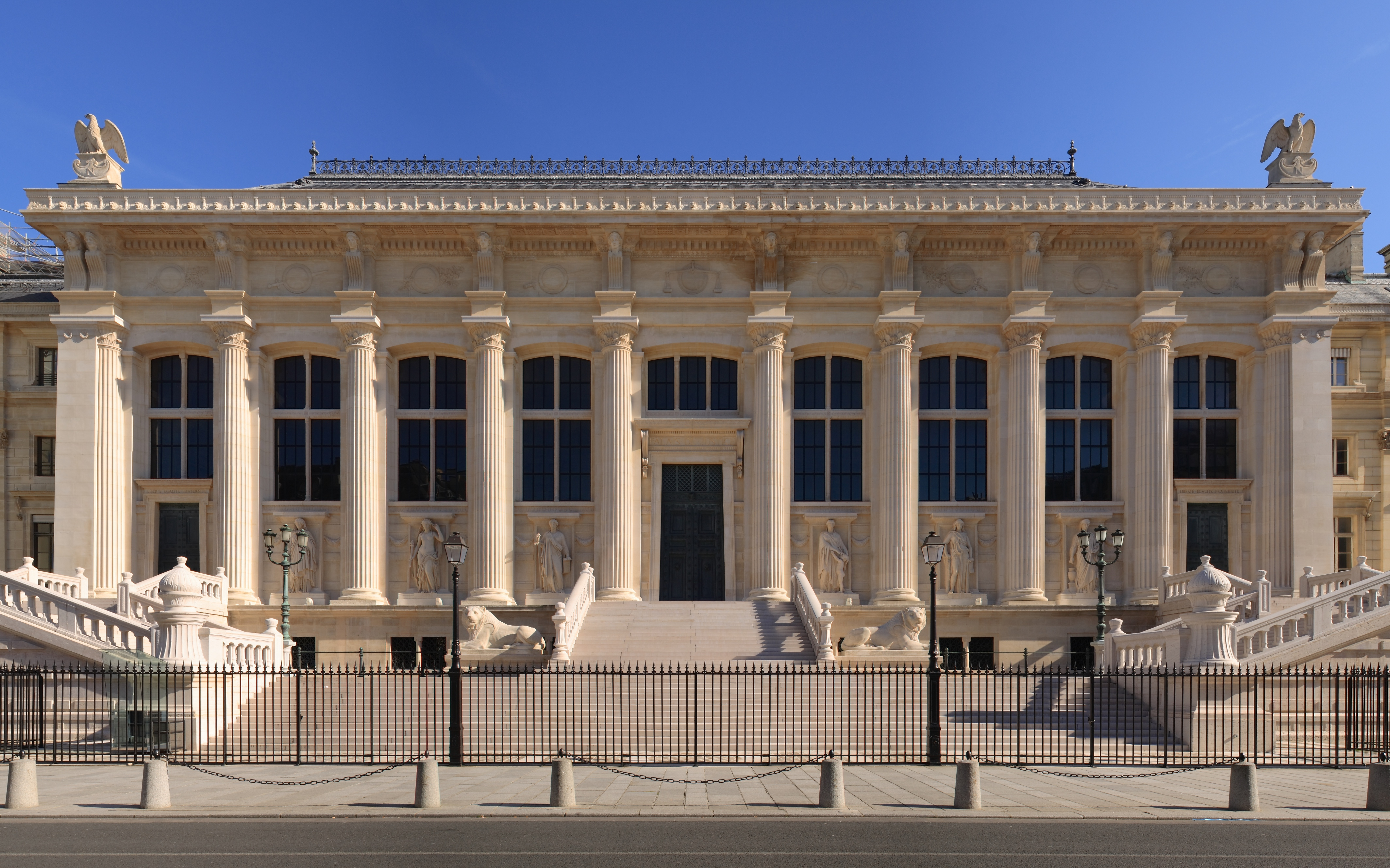
Palais de justice de Paris, façade rue de Harlay, entrée de la Cour d'assises
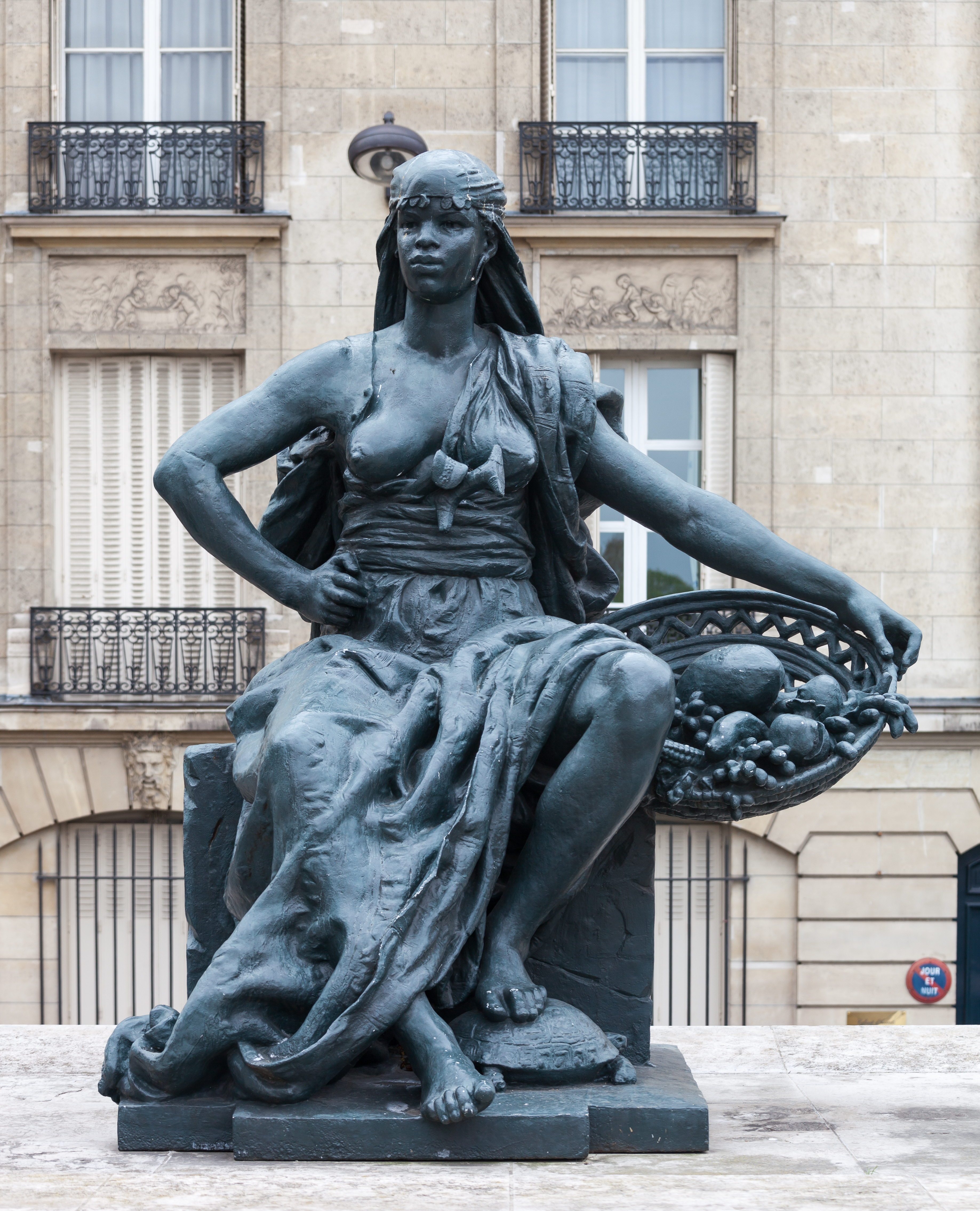
Statue allégorique de L'Afrique sur l'esplanade du musée d'Orsay.
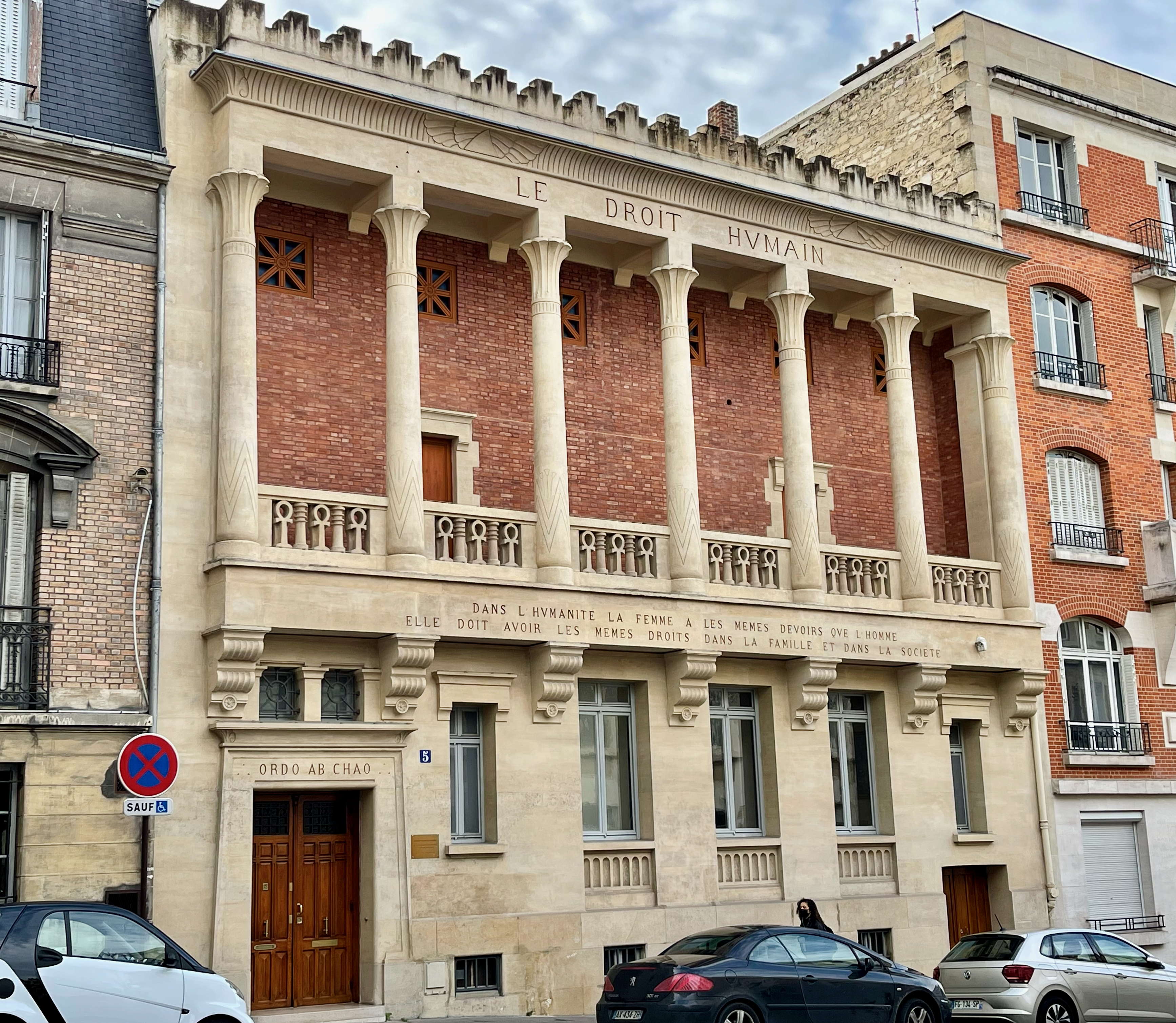
Loge maçonnique « Le Droit humain », Paris.
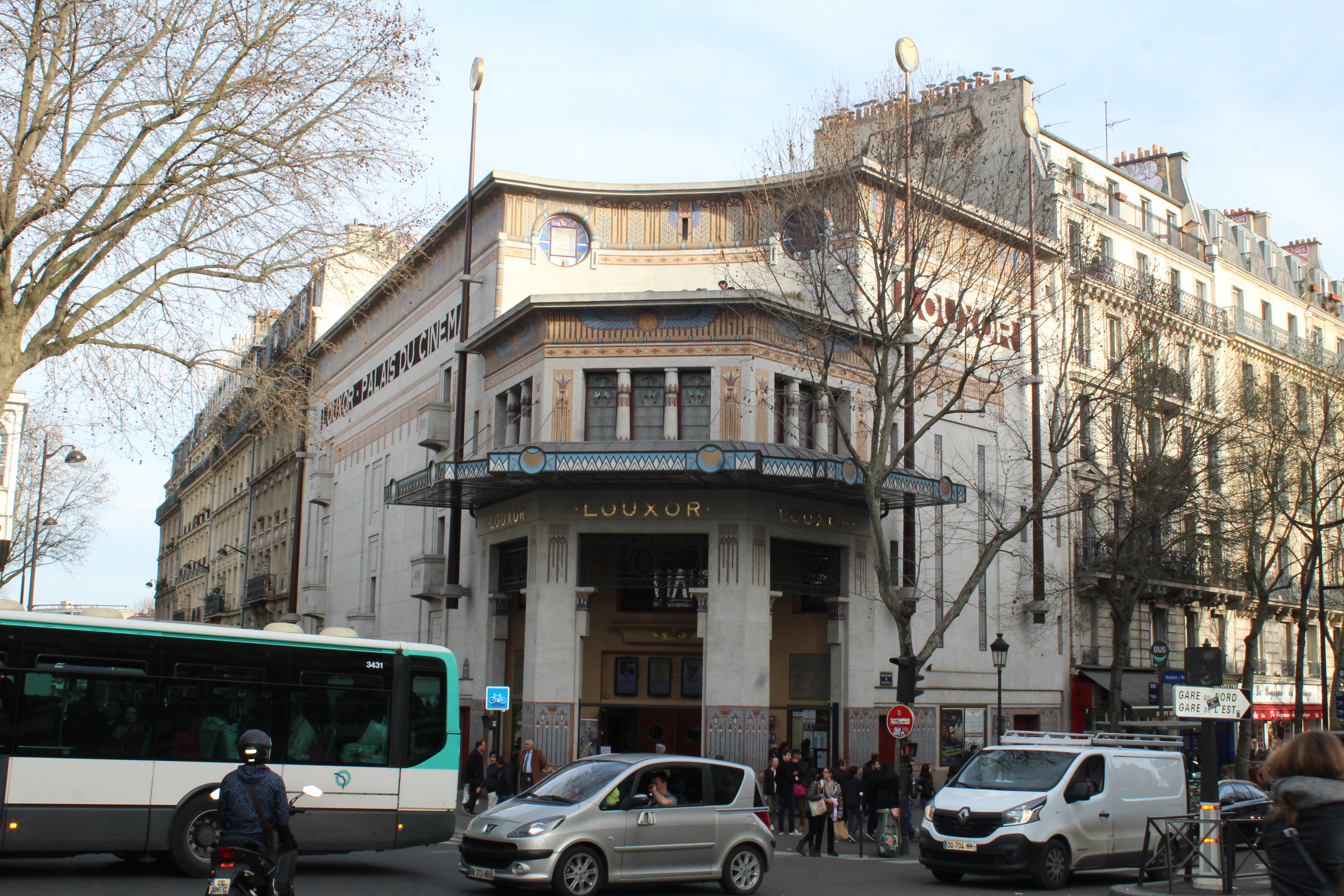
Façade du Louxor à Paris.
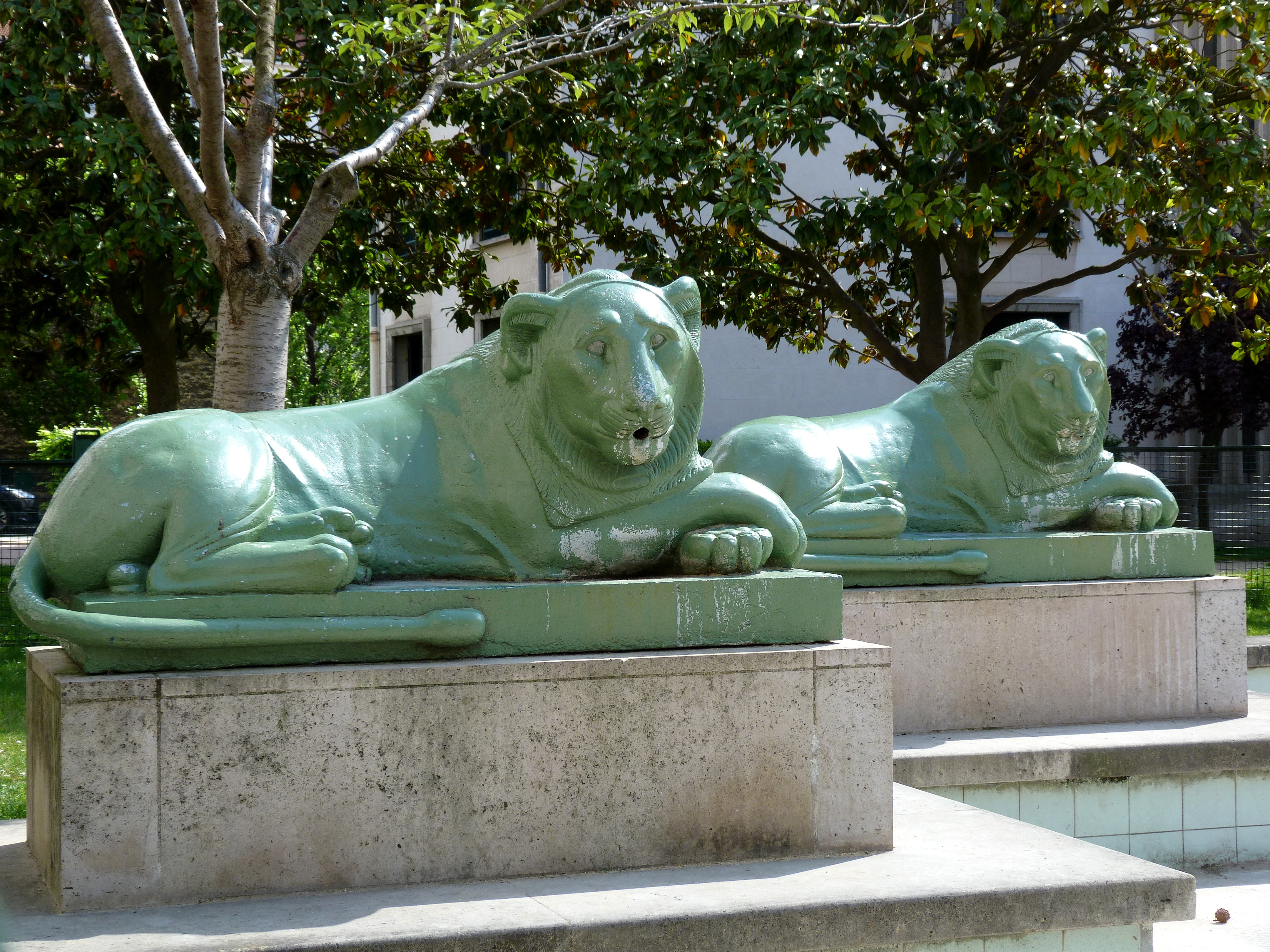
Deux des quatre lions actuellement installés dans le square des frères Farman à Boulogne-Billancourt.
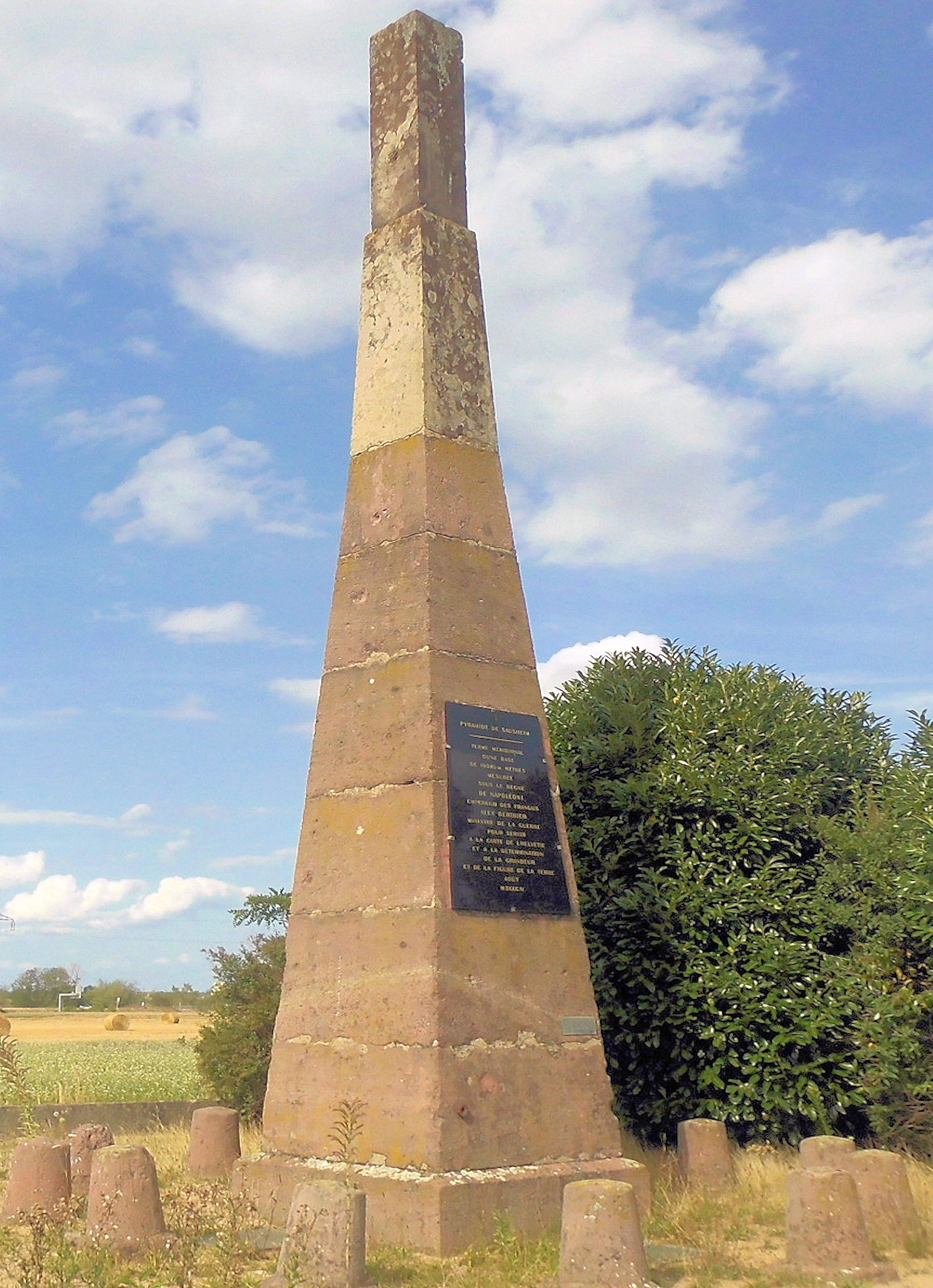
Stèle géodésique de Sausheim
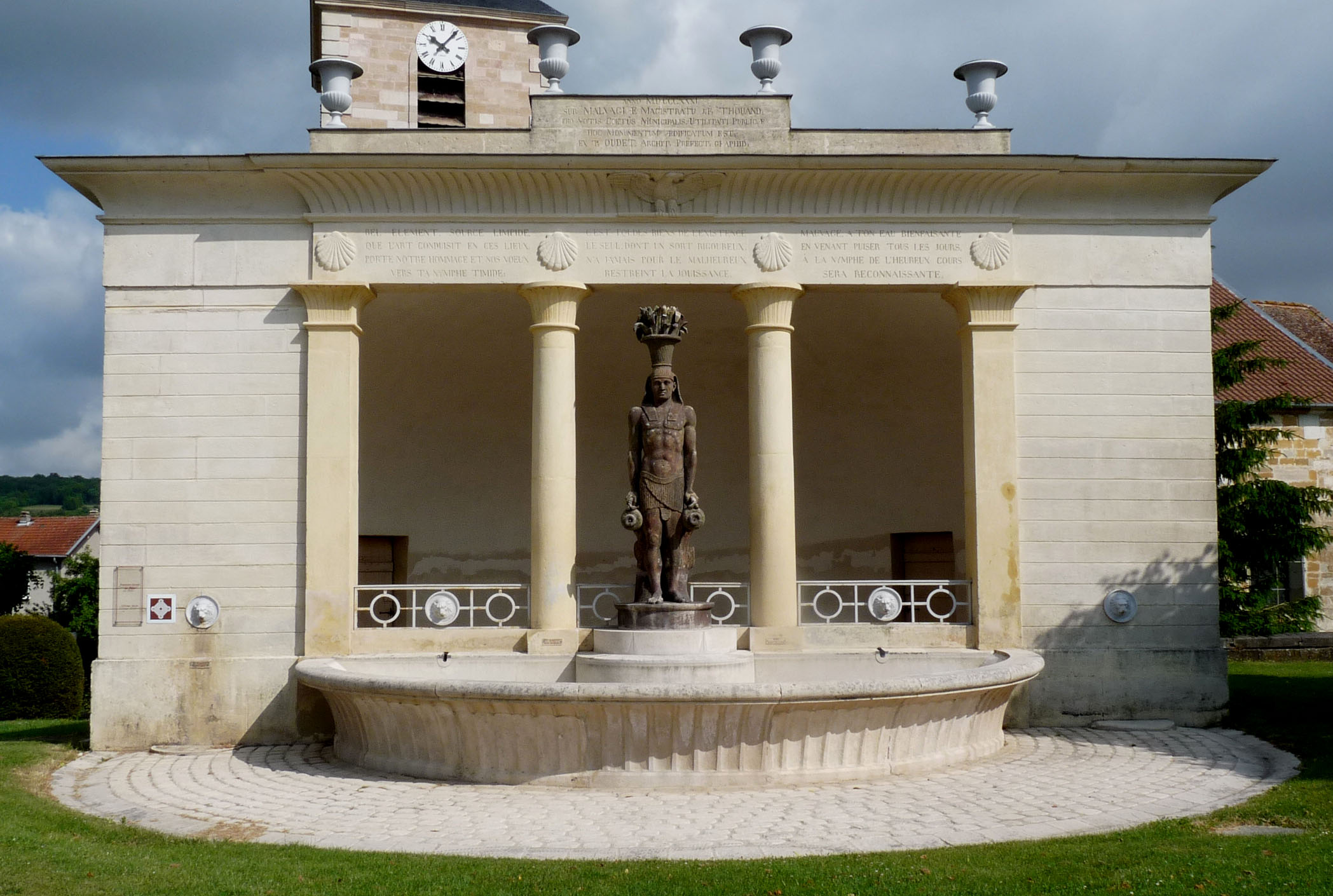
Fontaine-lavoir à Mauvages
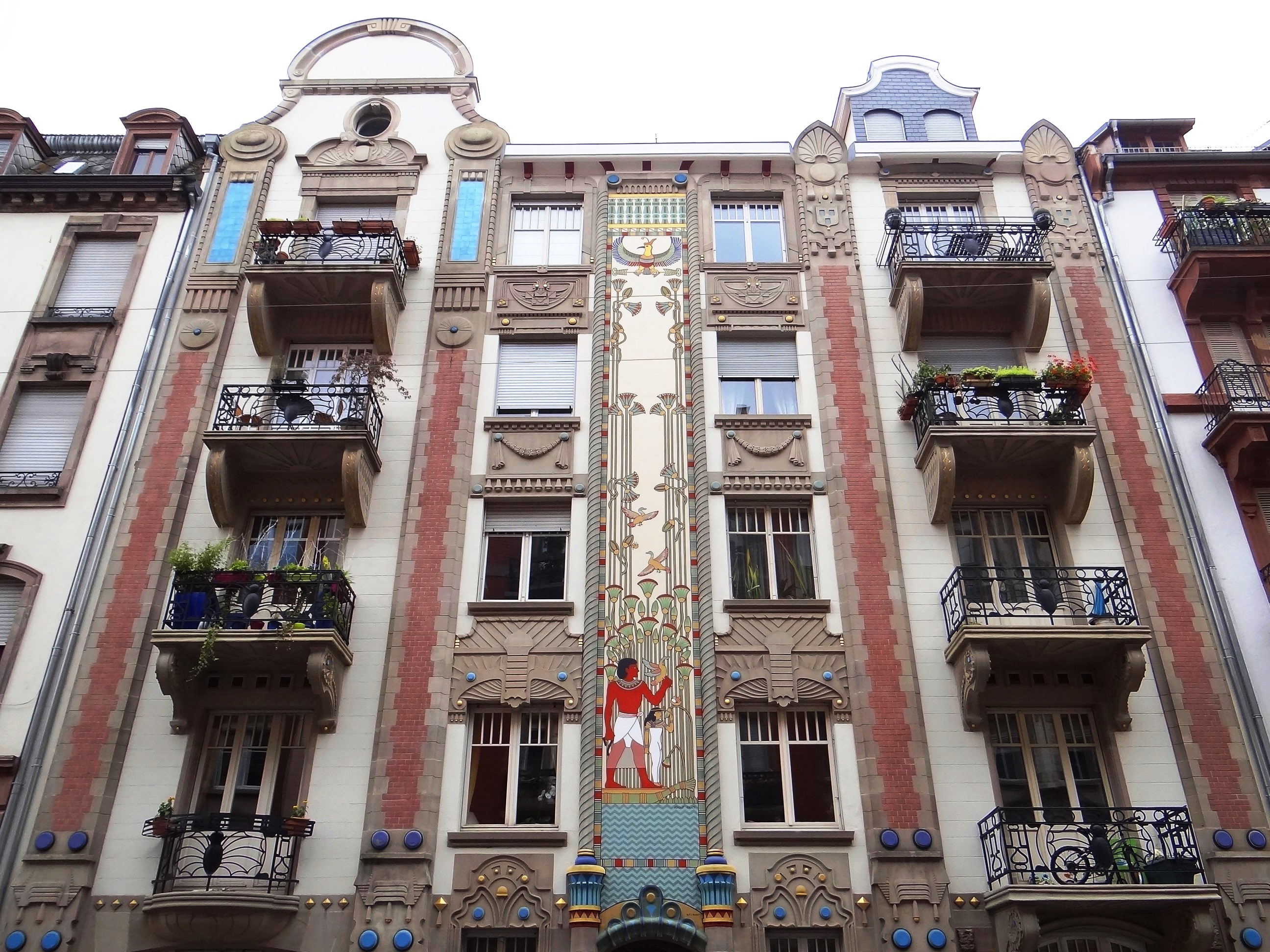
Maison égyptienne, Strasbourg.
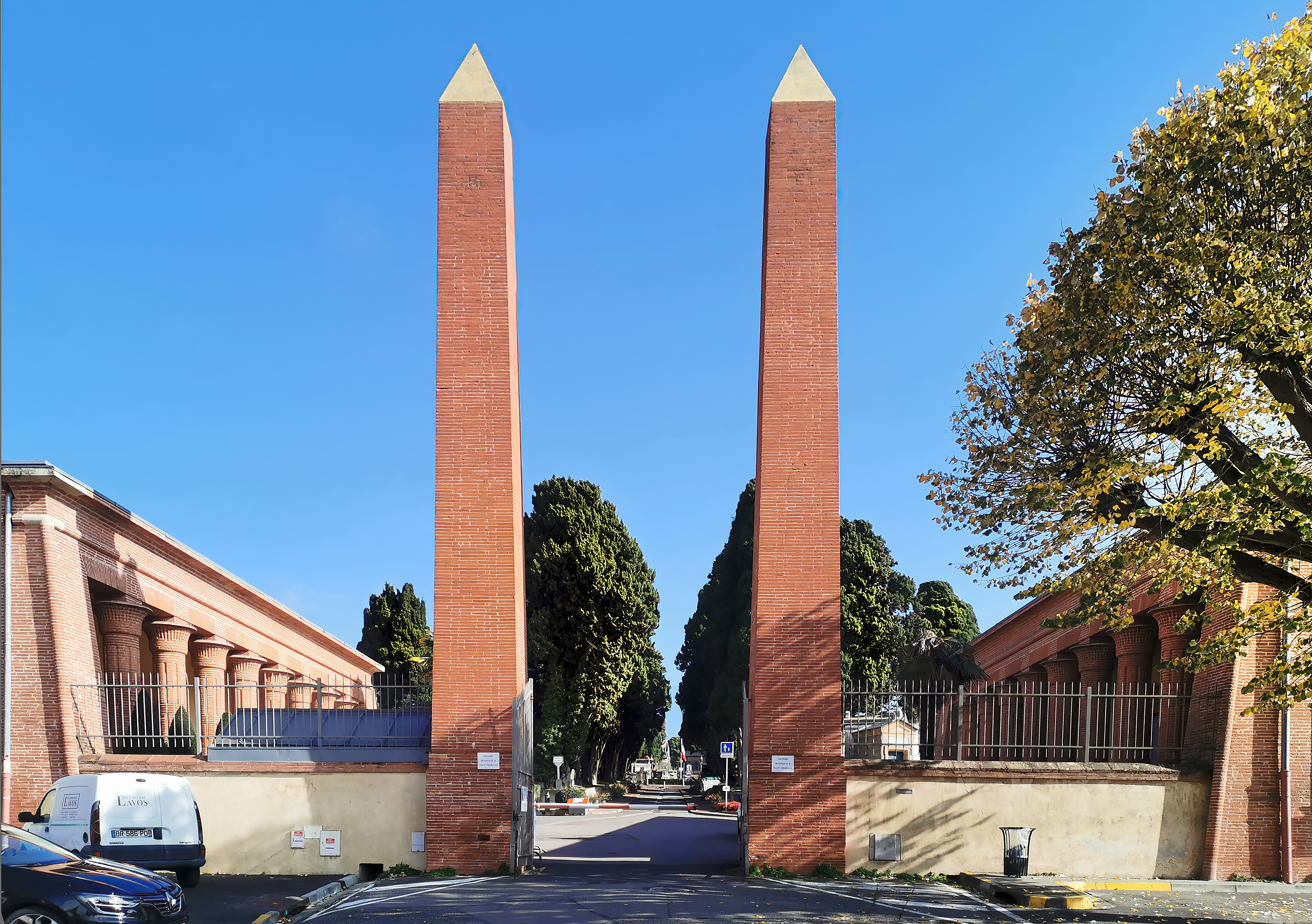
Entrée principale du Cimetière de Terre-Cabade à Toulouse
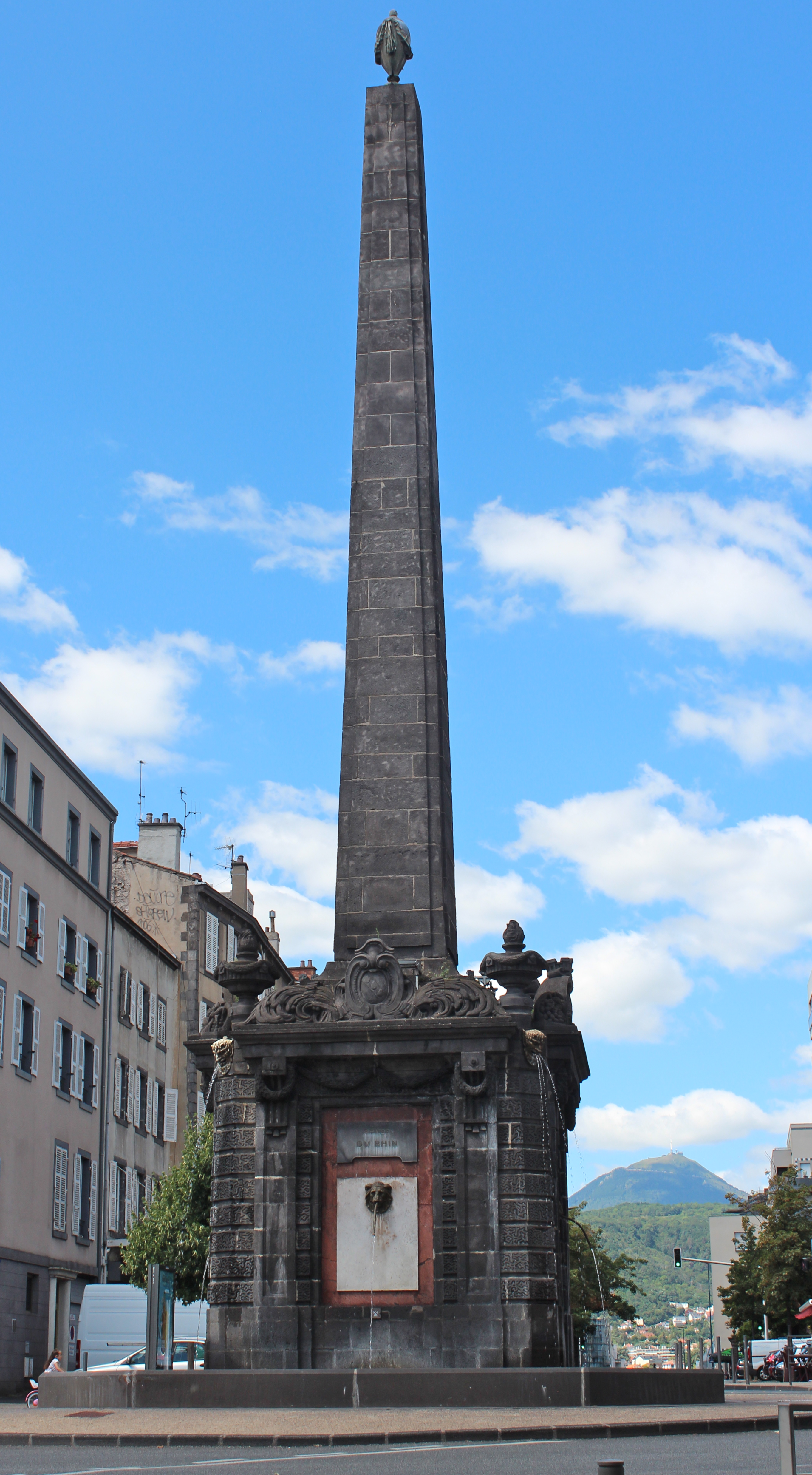
Fontaine de la Pyramide, Clermont-Ferrand

### Allemagne
- Karlsruhe :
  - la Synagogue de Weinbrenner (de), 1798, détruite en 1871.
  - la pyramide de Karlsruhe, 1825.
- la cour égyptienne du Neues Museum à Berlin, 1843-1855, actuellement détruite.

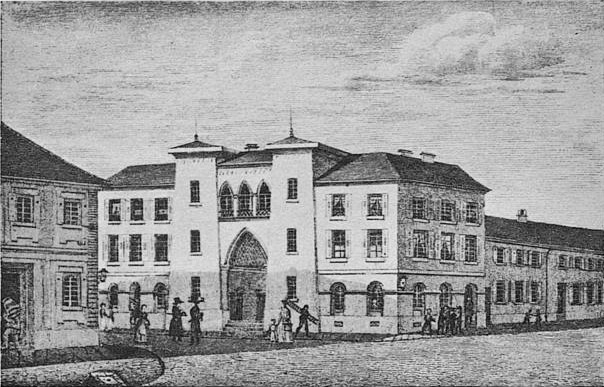
Synagogue de Weinbrenner.
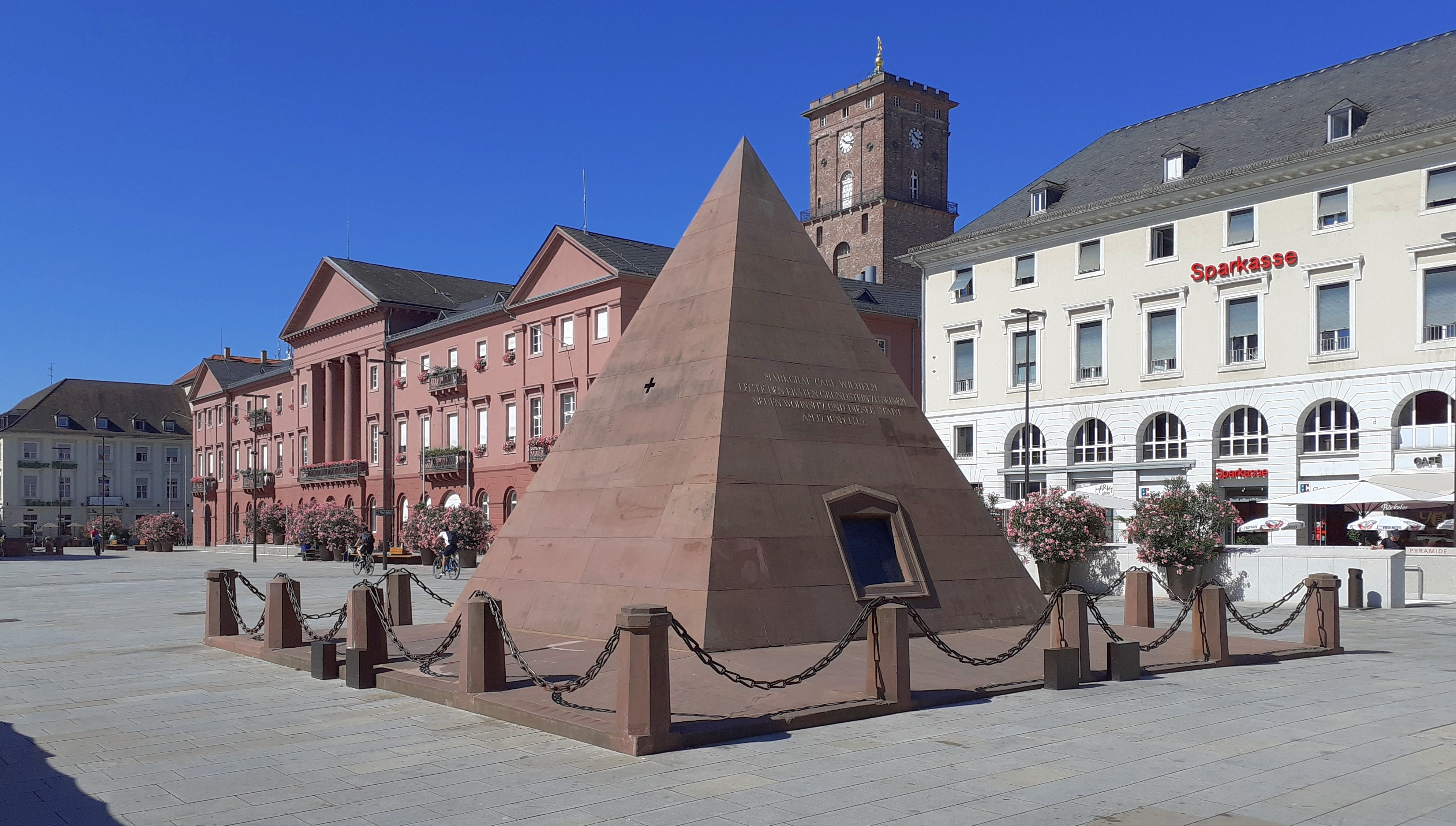
La pyramide sur la place du marché de Karlsruhe.
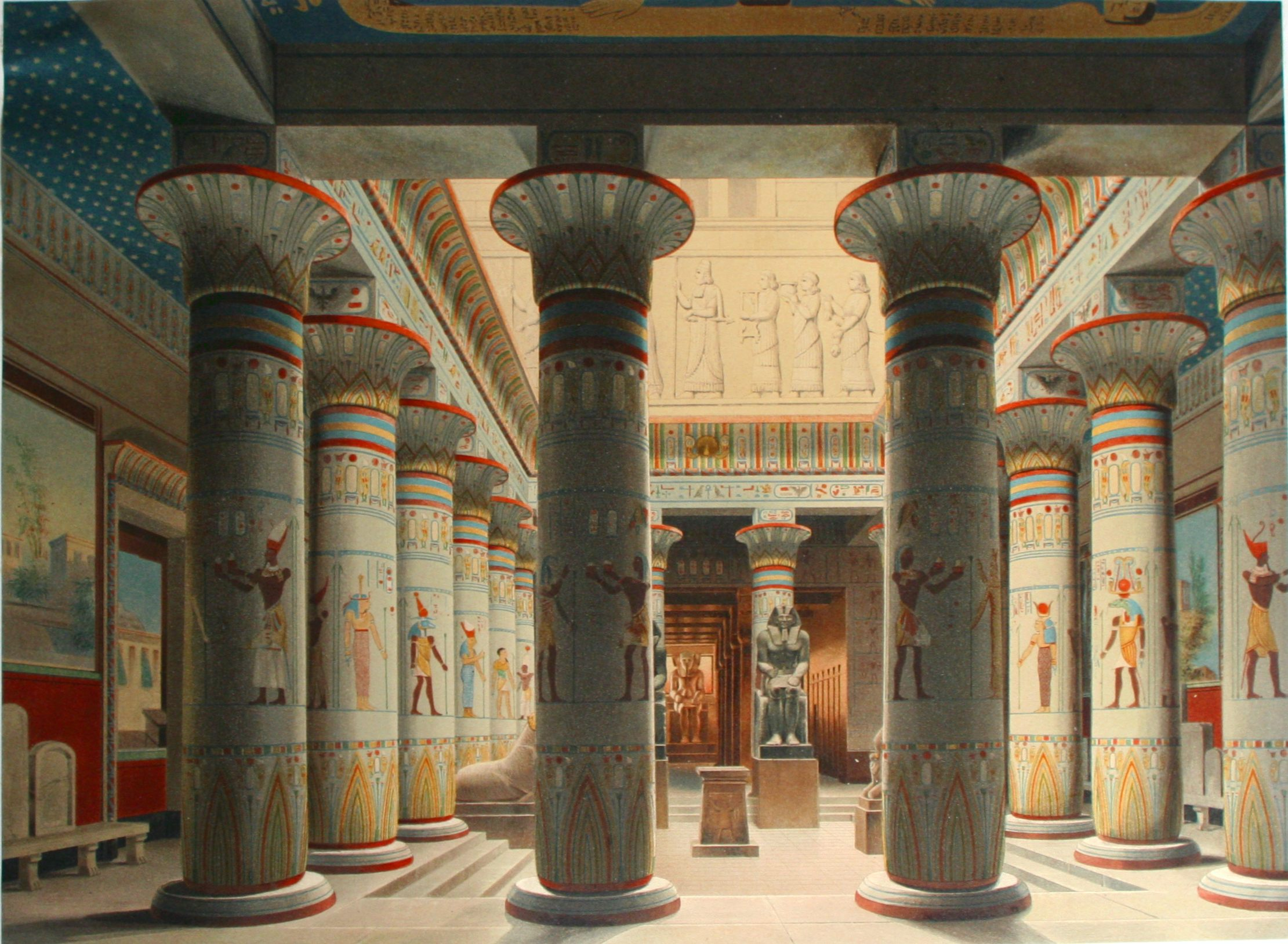
Cour égyptienne du Neues Museum, lithographie d'après une aquarelle d'Eduard Gaertner.

### Suède
- L'obélisque de Slottsbacken à Stockholm par Louis-Jean Desprez, 1800.

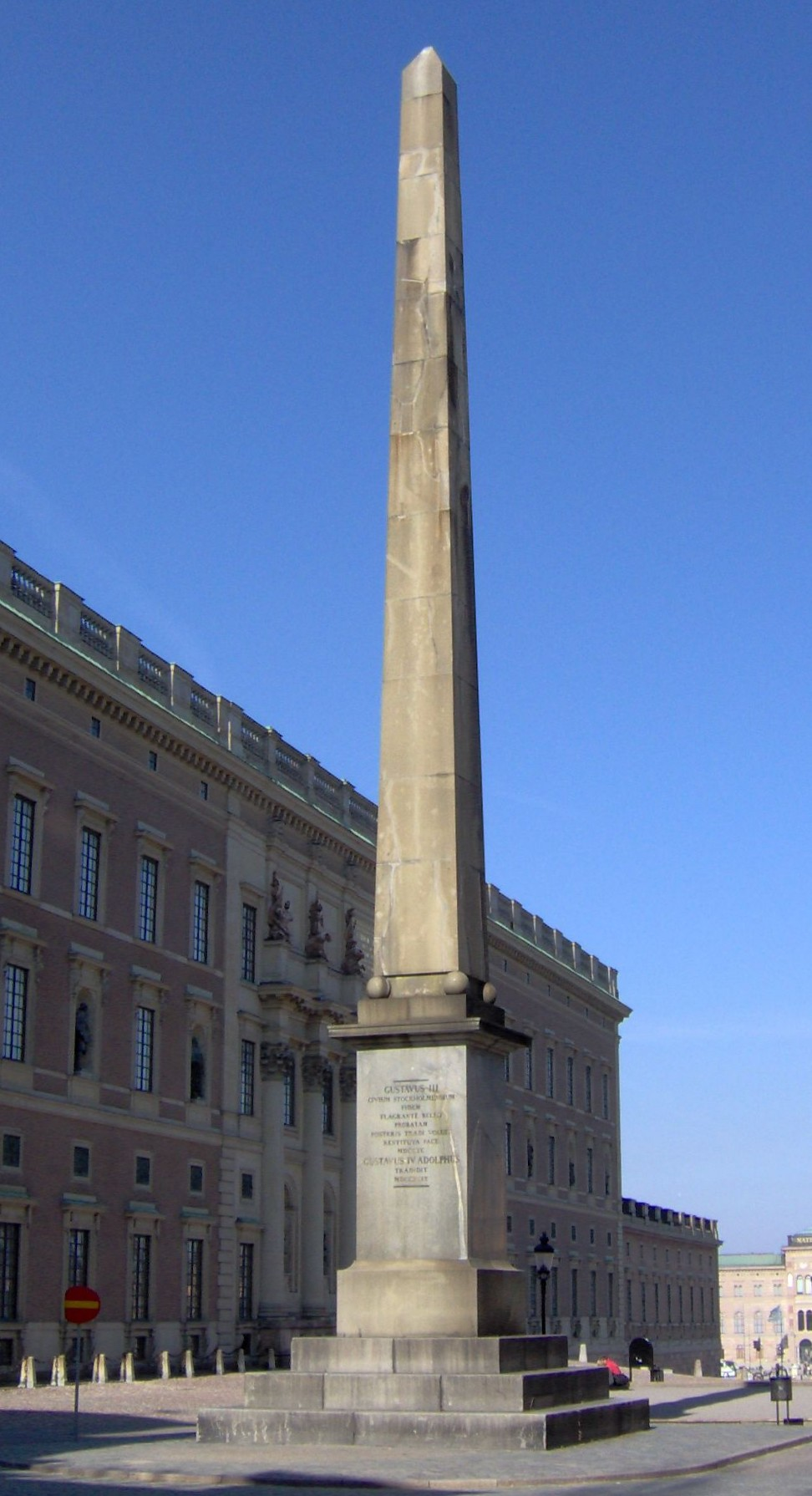
Obélisque de Slottsbacken

### Royaume-Uni
À Londres, l'intérêt purement archéologique mêlé de ferveur impériale donna par exemple l'Egyptian Hall de Londres. Conçu sur les dessins de Peter Frederick Robinson (en) et terminé en 1812, il sera démoli en 1905. Citons aussi la galerie égyptienne conçue par Thomas Hope pour sa maison, expert en la matière, pour exposer ses antiquités égyptiennes, et, illustré de gravures venant de ses dessins méticuleux, dans ses meubles de maison (1807). Tous deux sont des bases du style Regency en ce qui concerne le mobilier britannique. Avec l'ouverture du cimetière de Highgate en 1839, avec ses avenues égyptiennes, le style égyptien rencontra une popularité particulièrement bien adaptée au contexte mortuaire, notamment avec le portail du cimetière.
- Angleterre
  - Londres :
    - maison de Thomas Hope au 10 Duchess Street (en), réaménagée en 1799 et démolie en 1851[14] ;
    - Metropolitan Sepulchre (en), immense pyramide proposée à la construction à Primrose Hill pour faire face à la pénurie de sépulture dans la capitale, XIXe siècle ;
    - Egyptian Hall, 1812 ;
    - Avenues égyptiennes du cimetière de Highgate, 1839 ;
    - Temple Lodges (en) du cimetière d'Abney Park, 1840 ;
    - les œuvres (statues et ornements de banc en forme de sphinx) entourant l'Aiguille de Cléopâtre, obélisque égyptien érigé sur Victoria Embankment en 1878 ;

  - Le Wellington Monument à Wellington, 1817 - 1854 ;
  - Egyptian House (en), à Penzance, 1835 - 1836.
  - Le cimetière général (en), à Sheffield, ouvert en 1836, s'inspire de l'esthétique égyptienne, notamment pour sa porte égyptienne.
  - Temple Works (en), ancien moulin à lin (en) de Leeds, conçu par l’égyptologue Joseph Bonomi, 1836 - 1840.
  - Une source égyptienne a été ajoutée par Joseph Bonomi à Hartwell House en 1850.
- Écosse :
  - The Egyptian Halls (en) à Glasgow, 1870–72.

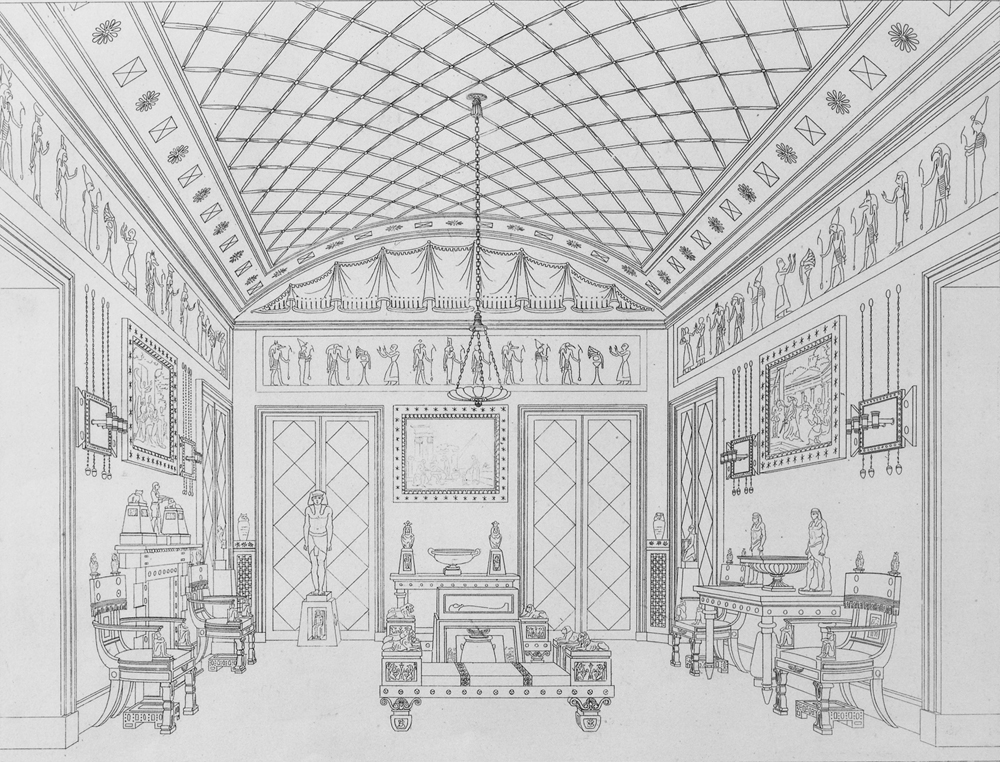
Egyptian room, Thomas Hope, 1807.
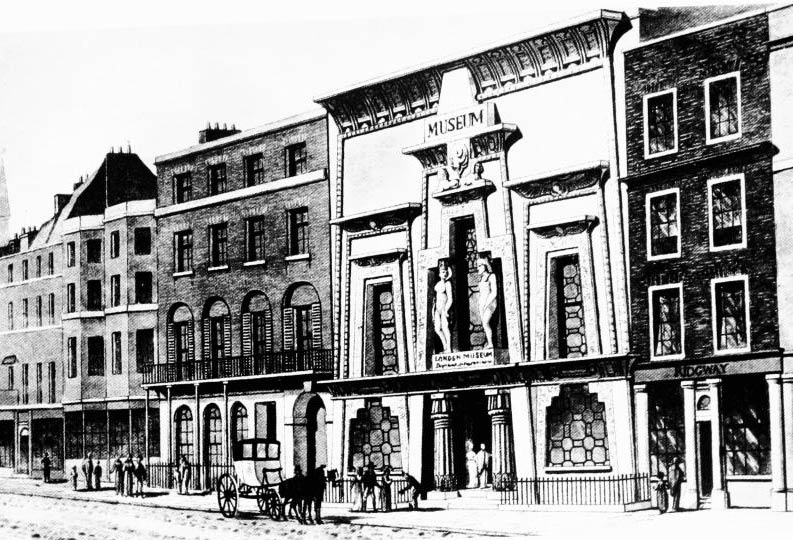
La façade de l'Egyptian Hall en 1815.
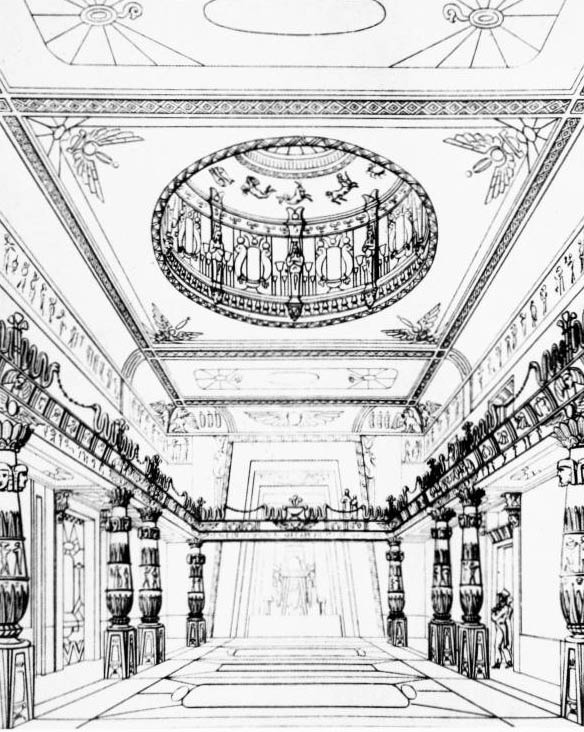
La grande salle de l'Egyptian Hall redessinée par J.B. Papworth (en), en 1819.
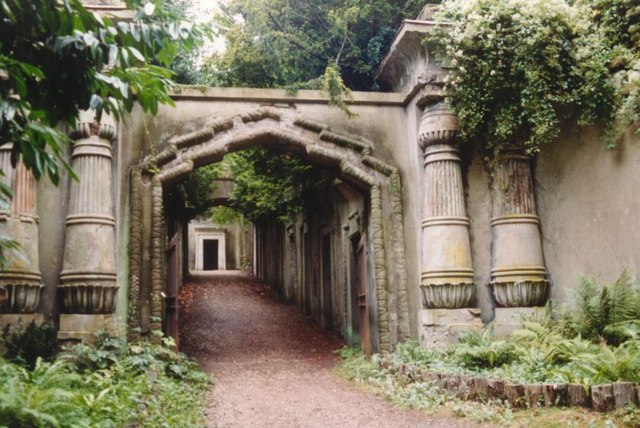
Photo de l'entrée de Egyptian Avenue au cimetière de Highgate, Londres, Angleterre.
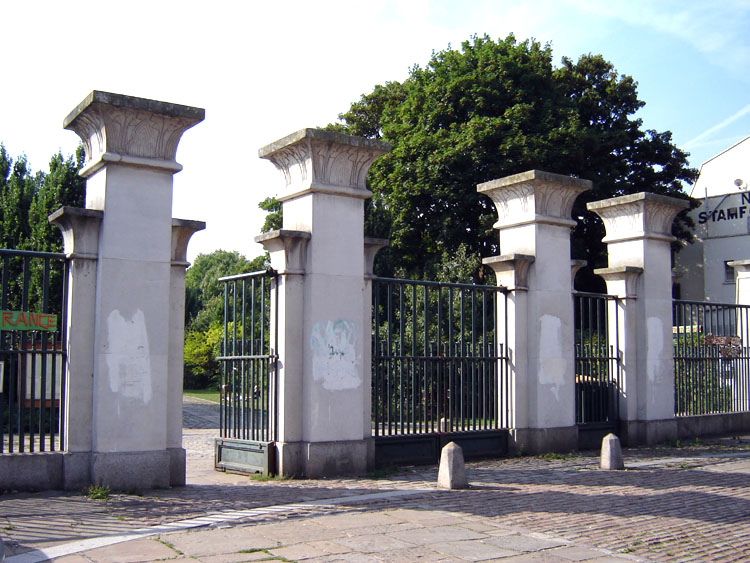
Temple Lodges Abney Park.
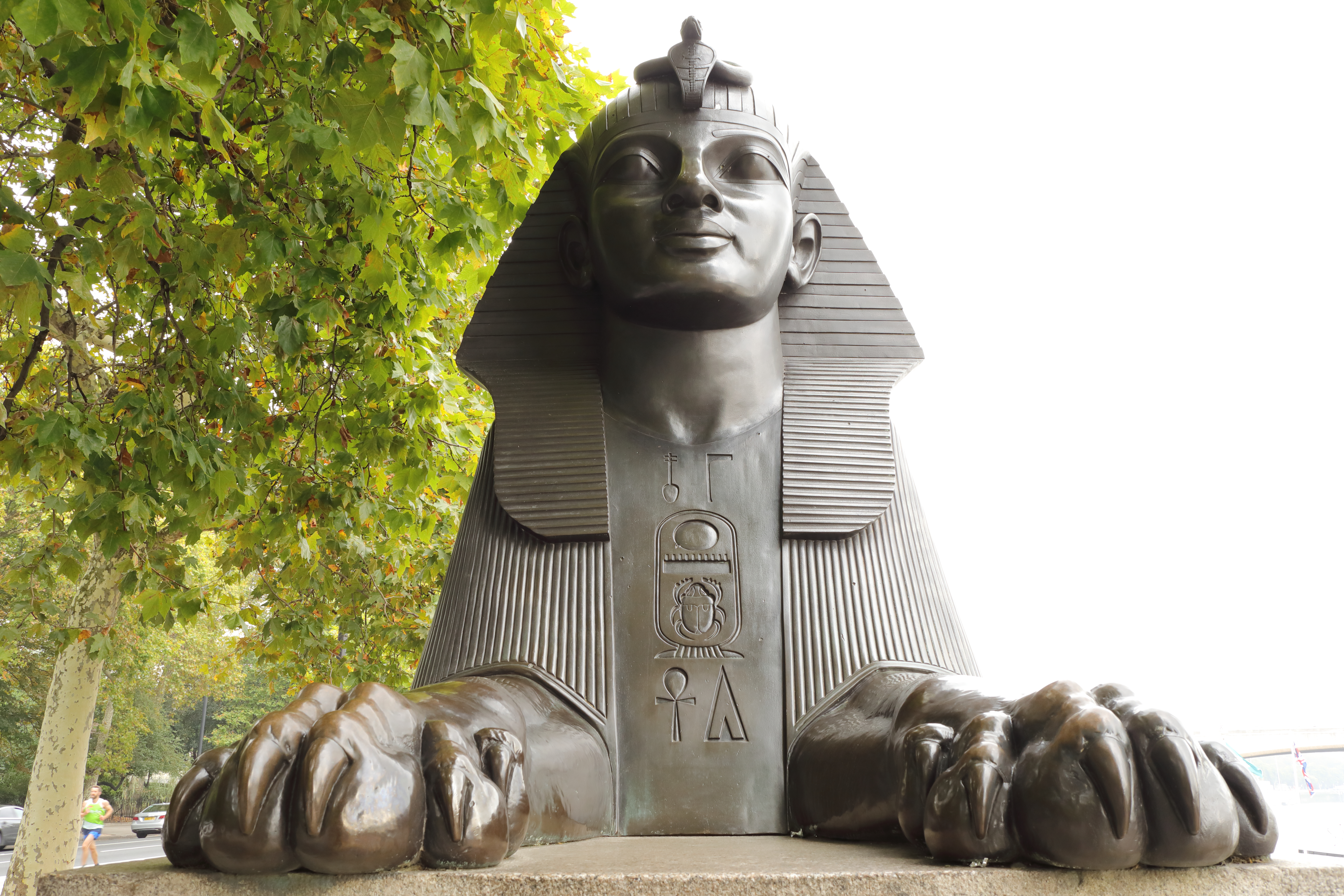
Sphinx de l'Aiguille de Cléopâtre.
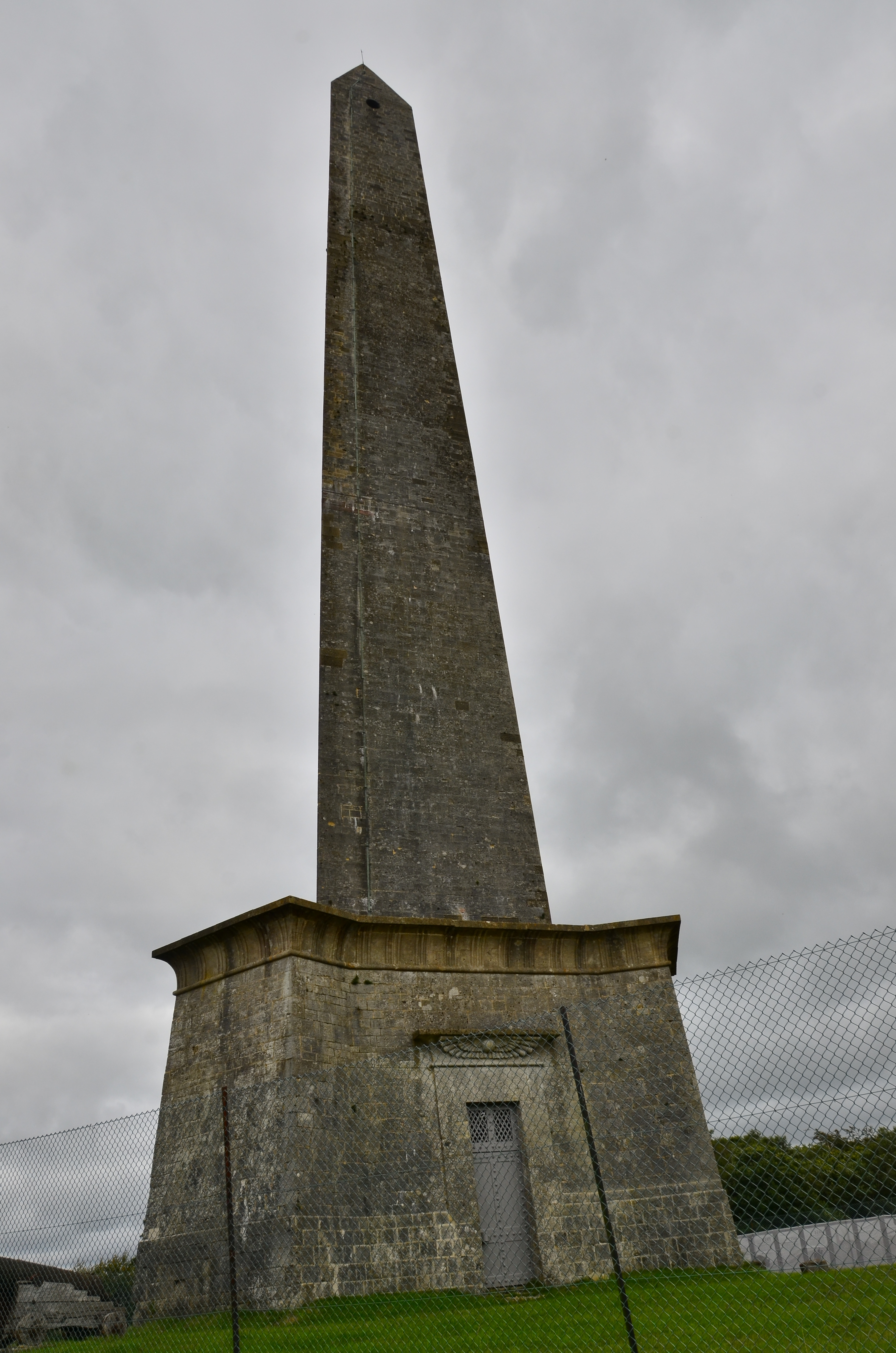
Wellington Monument, obélisque à section triangulaire.
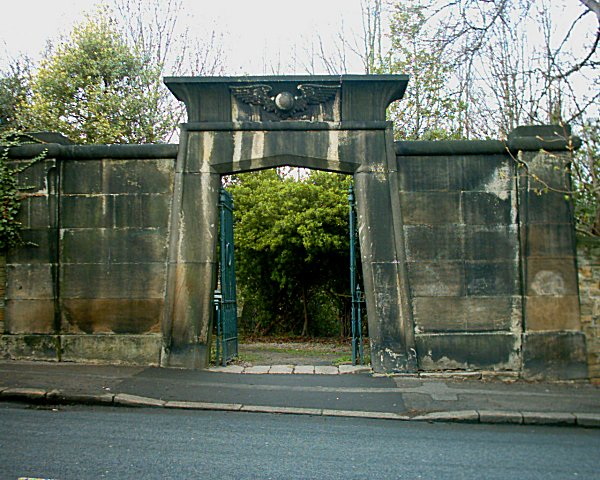
Cimetière général de Sheffield, porte égyptienne
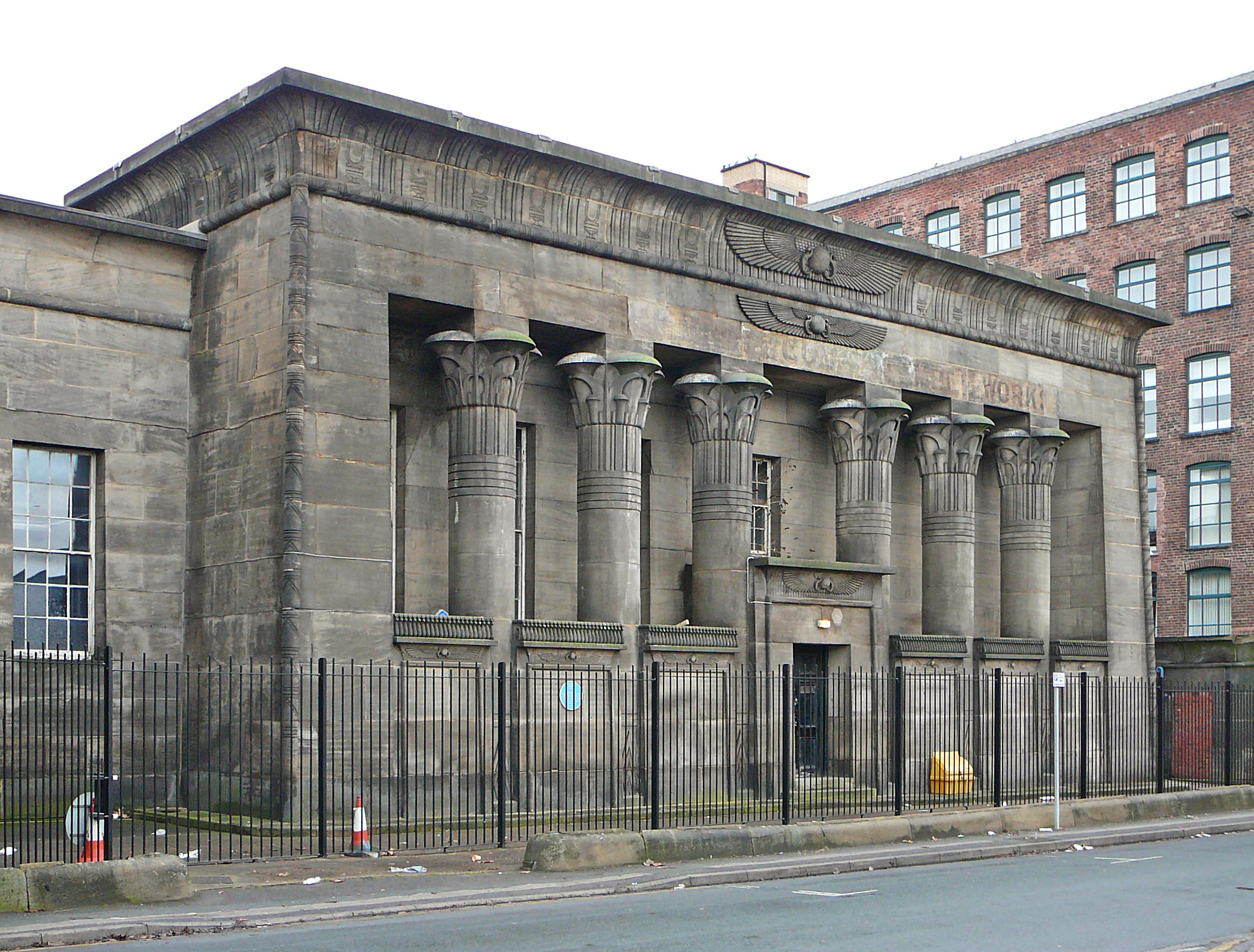
Temple Works (en), Leeds.
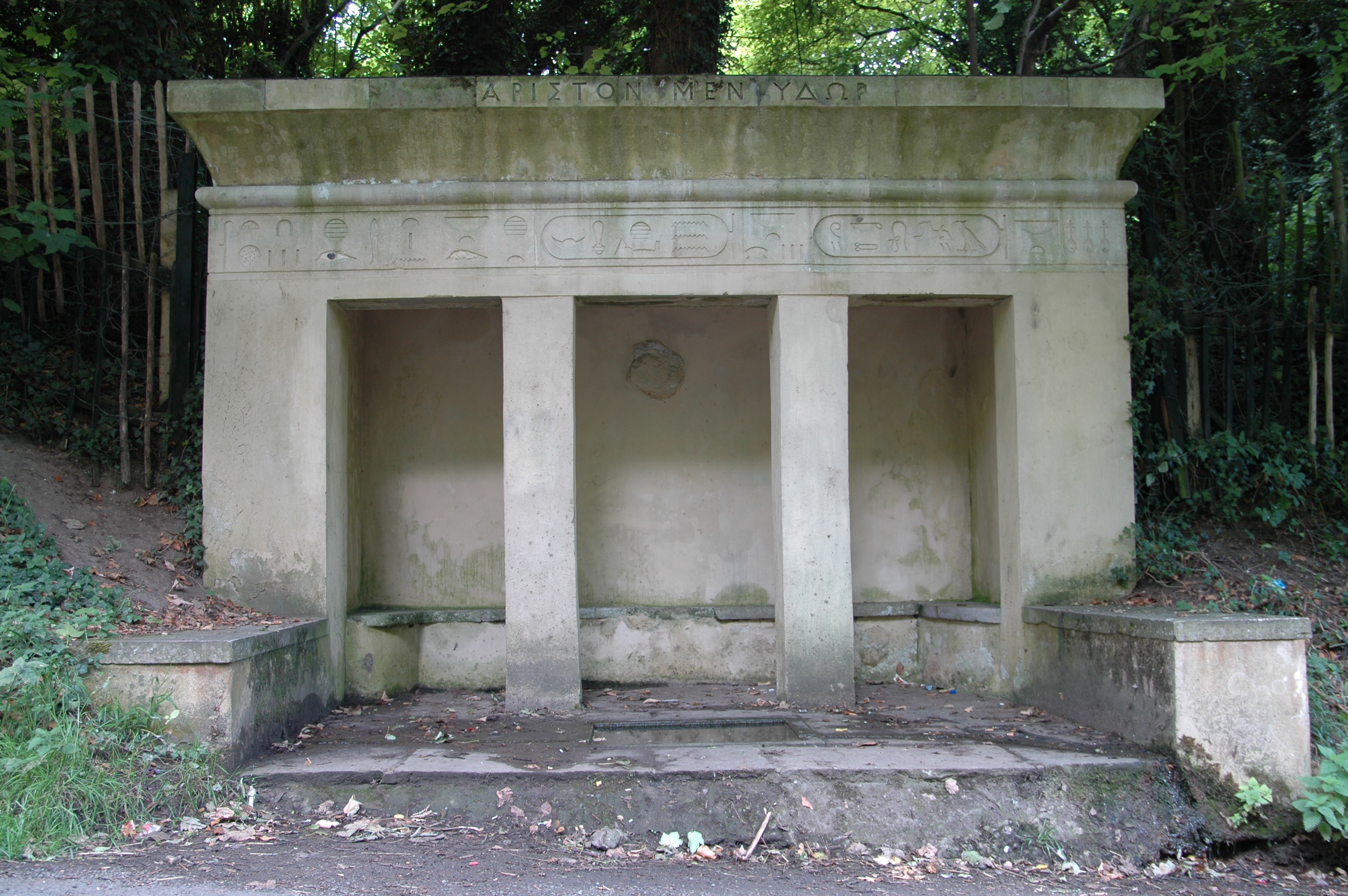
La source égyptienne de Lower Hartwell.
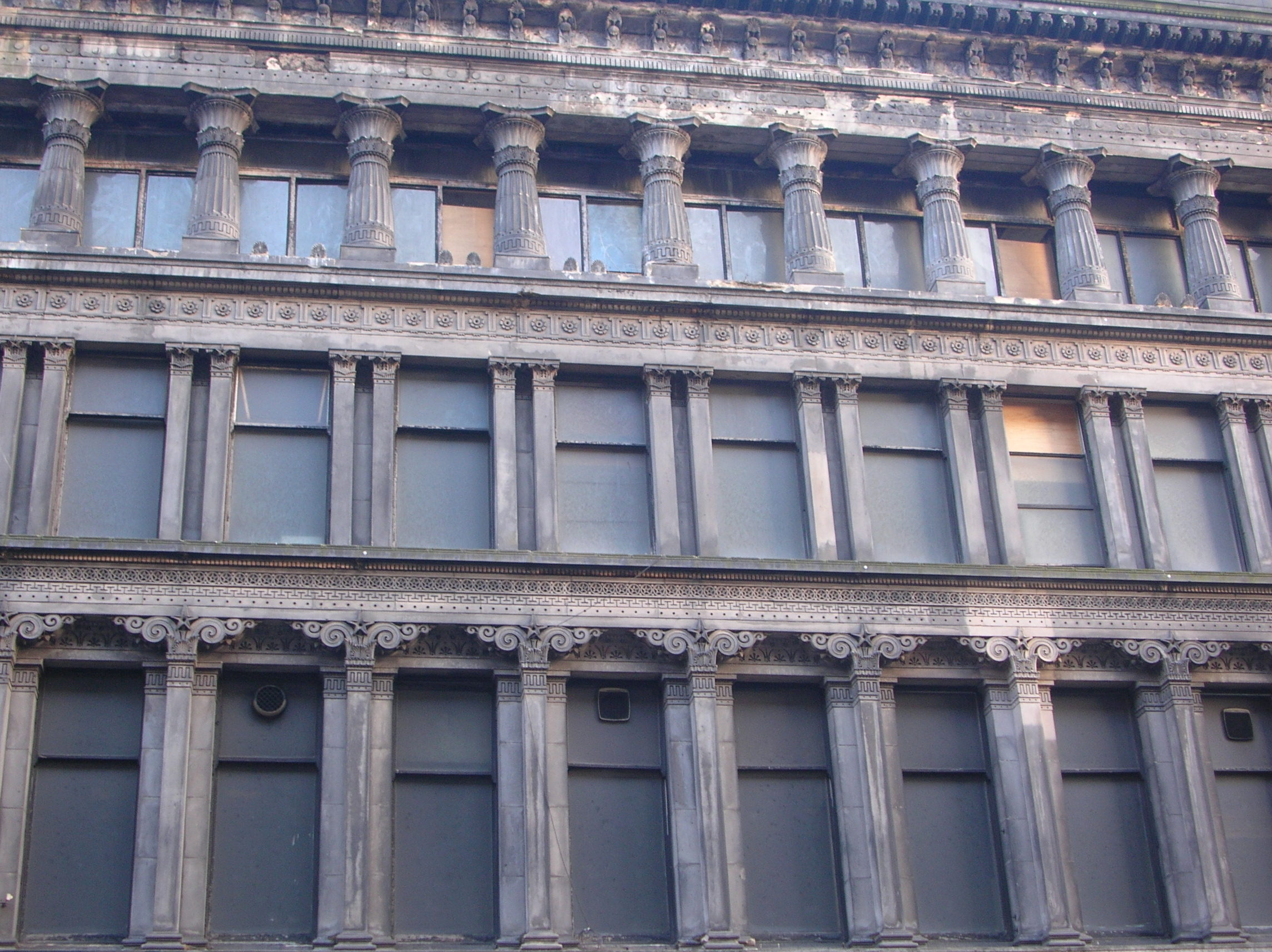
The Egyptian Halls, Glasgow.
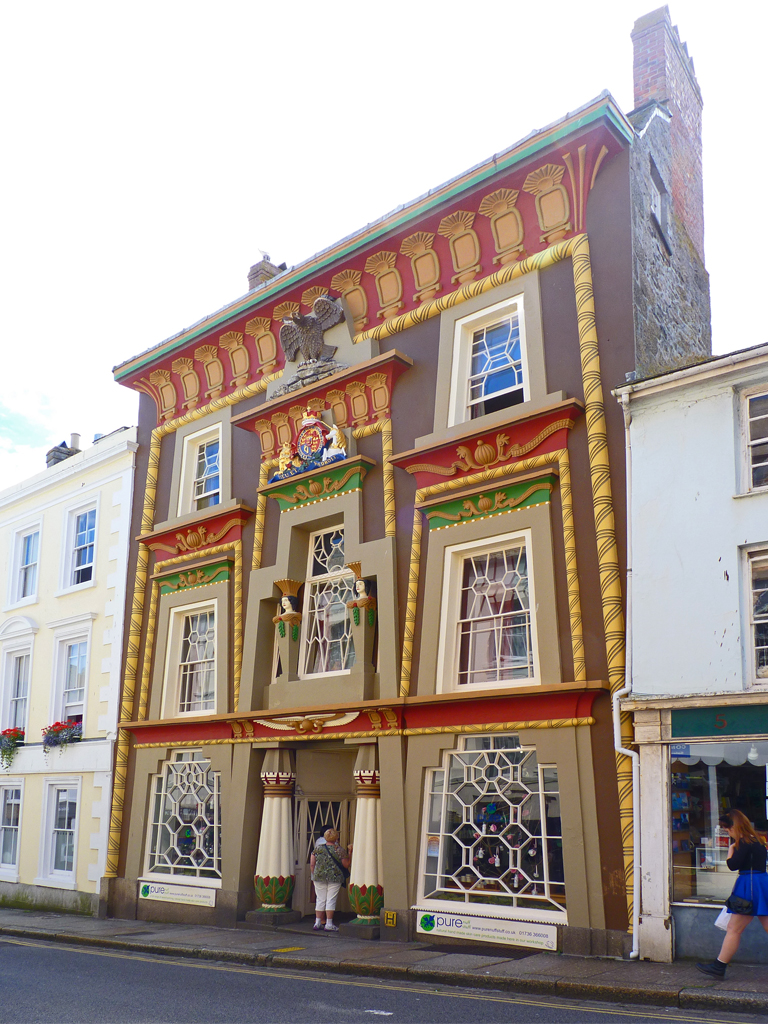
cimetière général (en), Penzance.

### Russie
Cette vague, d'abord associée aux découvertes de Champollion, a produit des monuments similaires : 
- Saint-Pétersbourg :
  - le pont Égyptien, 1826 ;
  - le quai aux sphinx dessiné par Constantin Thon devant le bâtiment de l'Académie impériale des Beaux-Arts (1832-1834) ;
- la Porte égyptienne de Tsarskoye Selo (ru) à Pouchkine, 1829 ;
- le musée régional à Krasnoïarsk, 1913-1929.

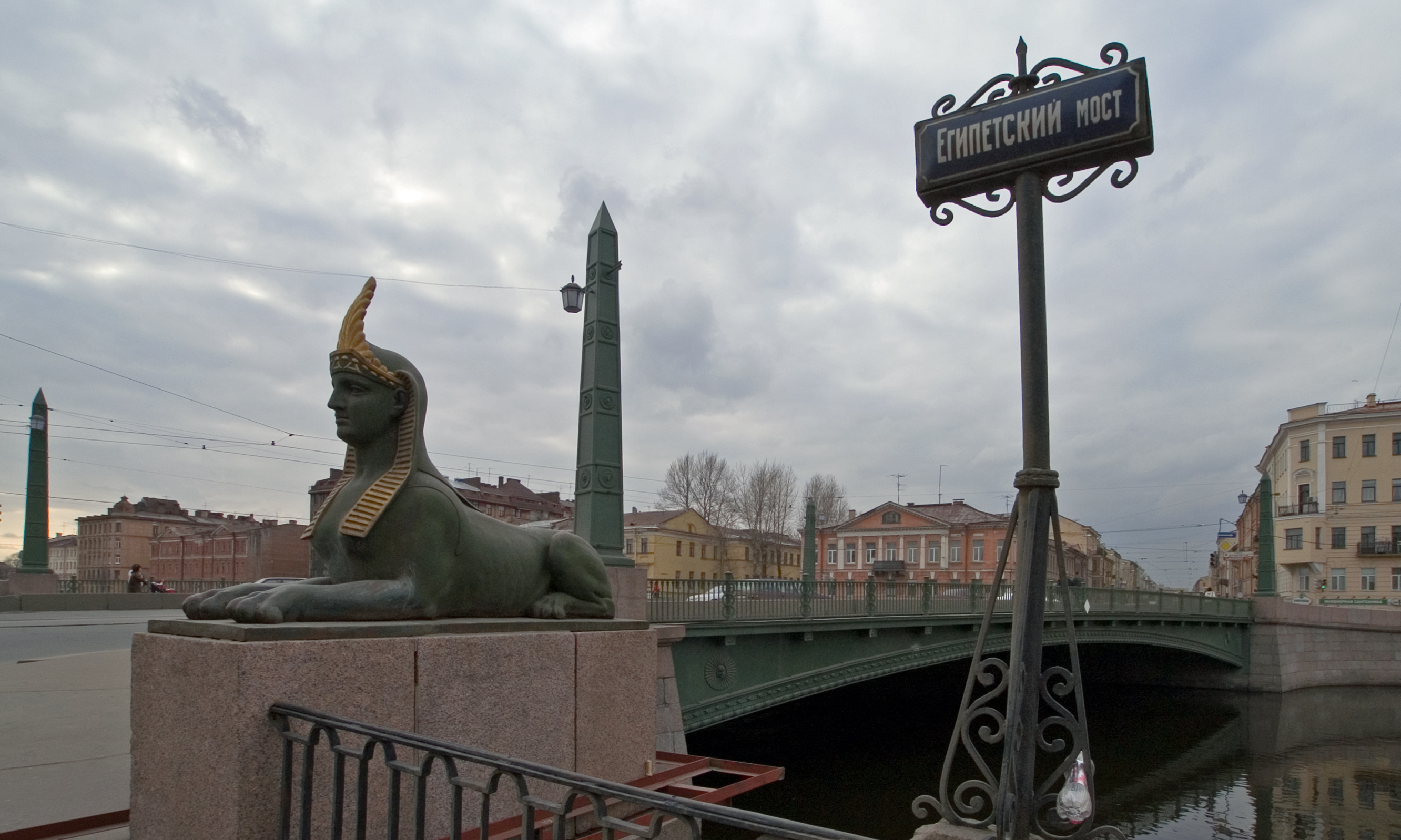
Pont Égyptien, avec ses sphinx.
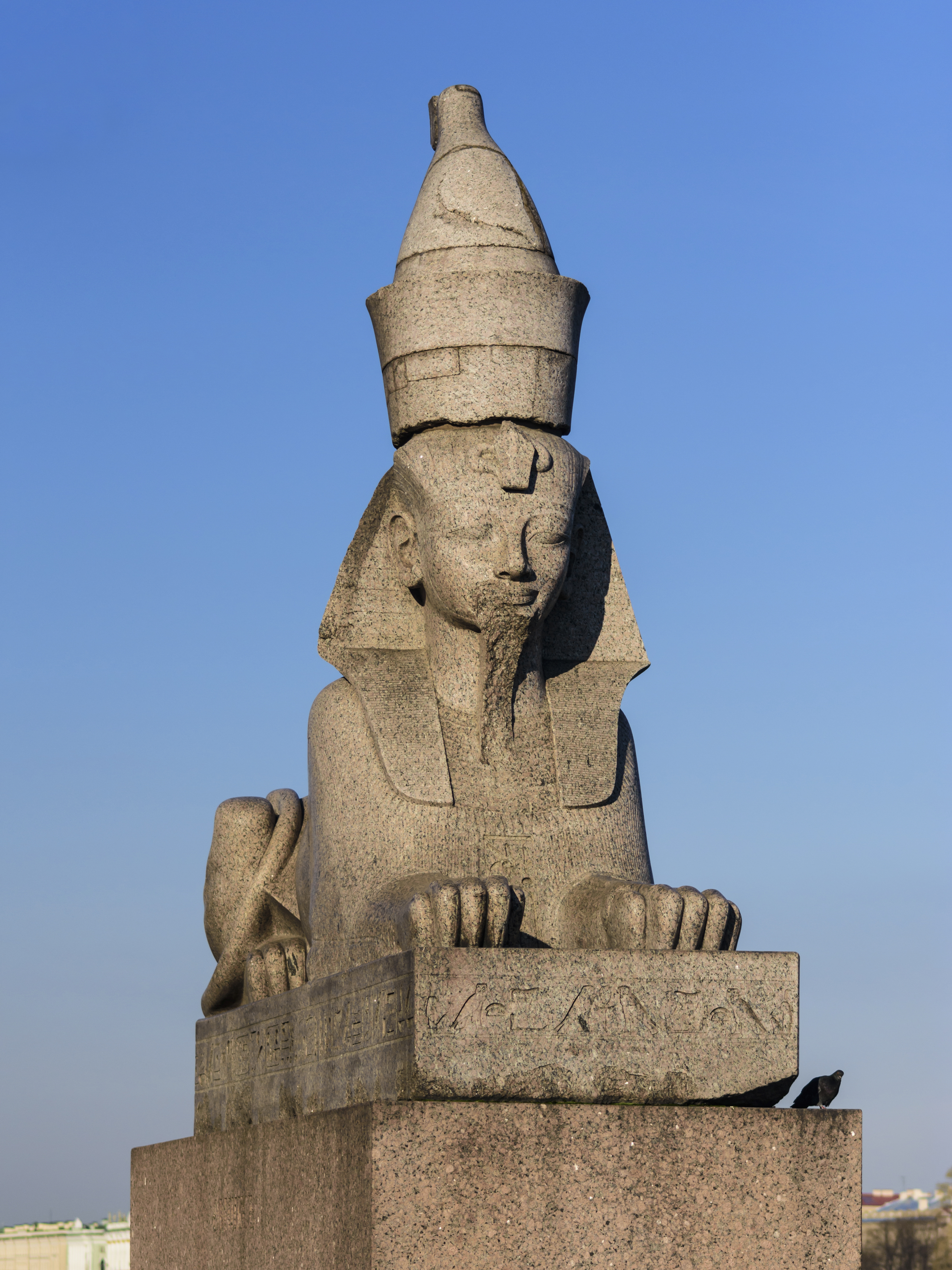
Sphinx du quai de l'université de Saint-Pétersbourg
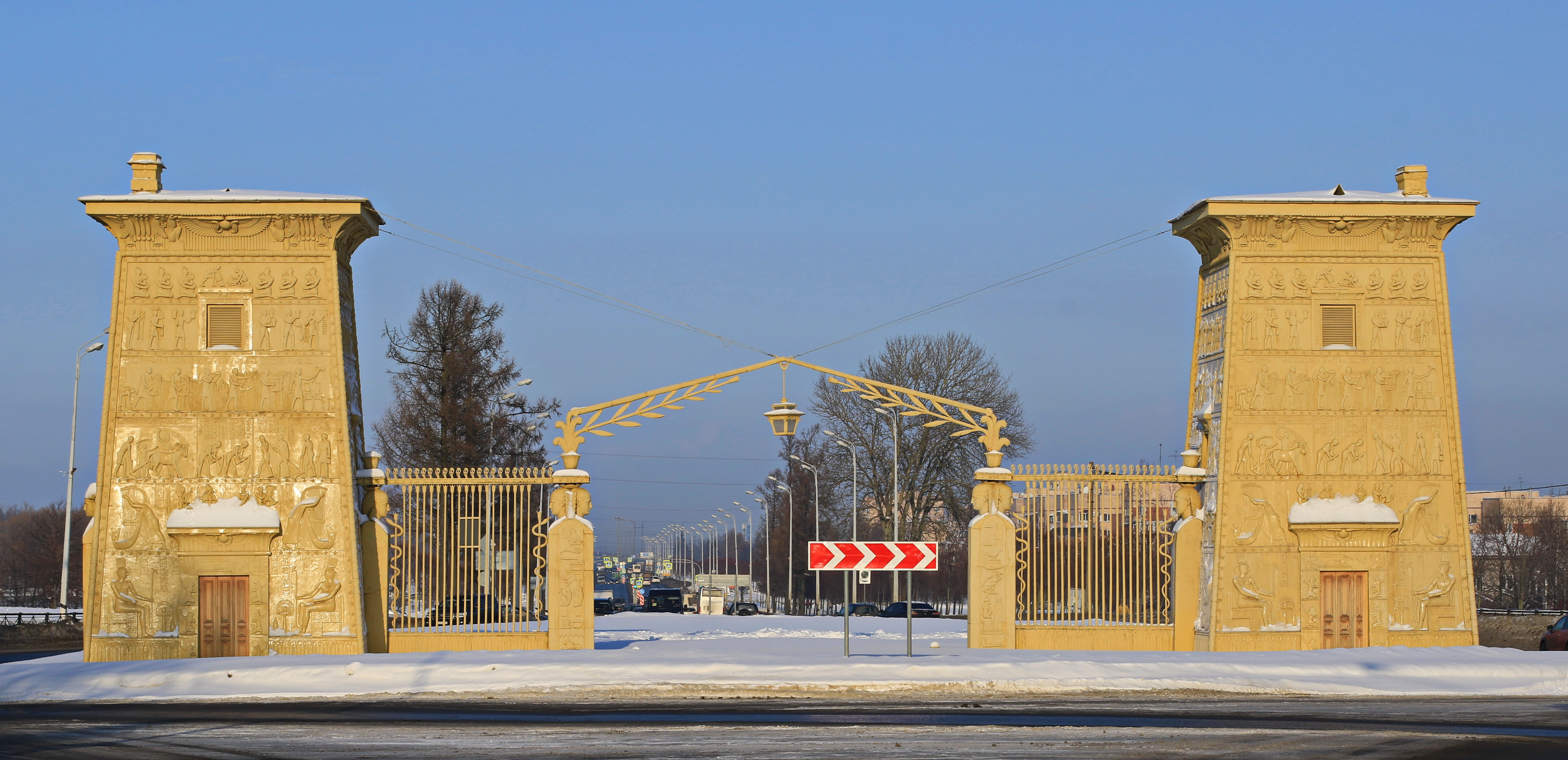
Porte égyptienne de Tsarskoye Selo.
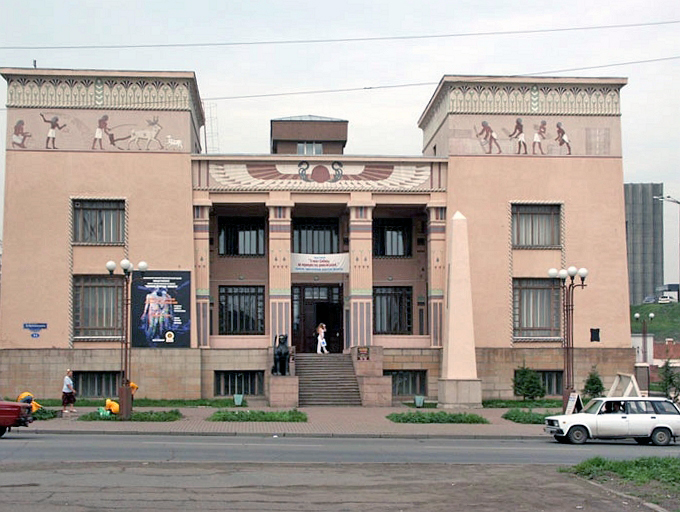
Le musée régional de Krasnoïarsk au centre de la Sibérie.

### Pays-Bas
- la pyramide d'Austerlitz, construite par des soldats de l'armée napoléonienne à Austerlitz, 1804.

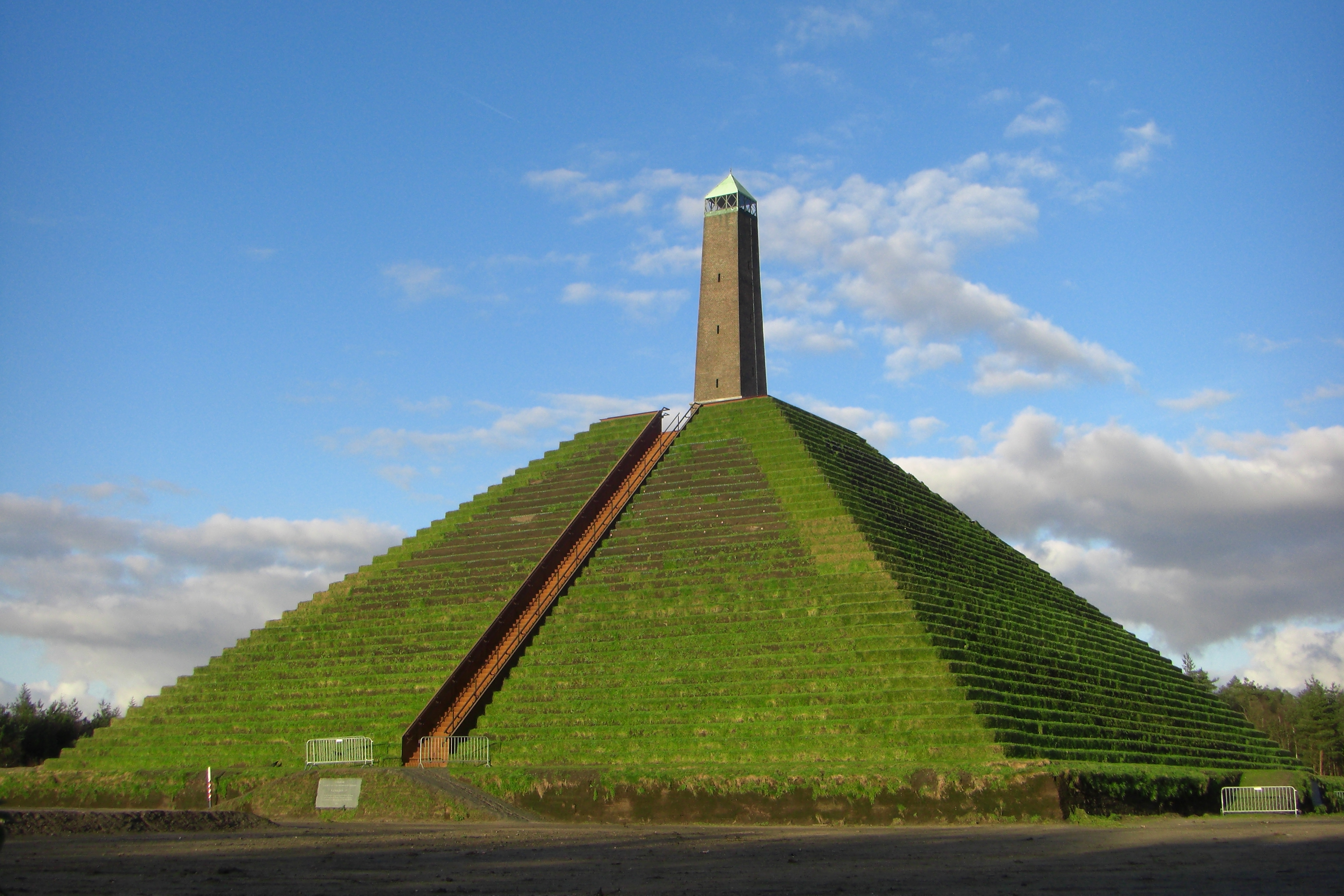
Pyramide d'Austerlitz en 2008.

### Australie
- Sydney :
  - L'obélisque du Macquarie Place Park (en), 1811.
  - Le premier bâtiment de la Grande Synagogue de Sydney (en), 1844.
- La Synagogue de Launceston (en) à Launceston, 1844.
- La synagogue d'Hobart (en) à Hobart, 1845.
- L'ancien bâtiment de l'Adelaide Hebrew Congregation, 1850[15].

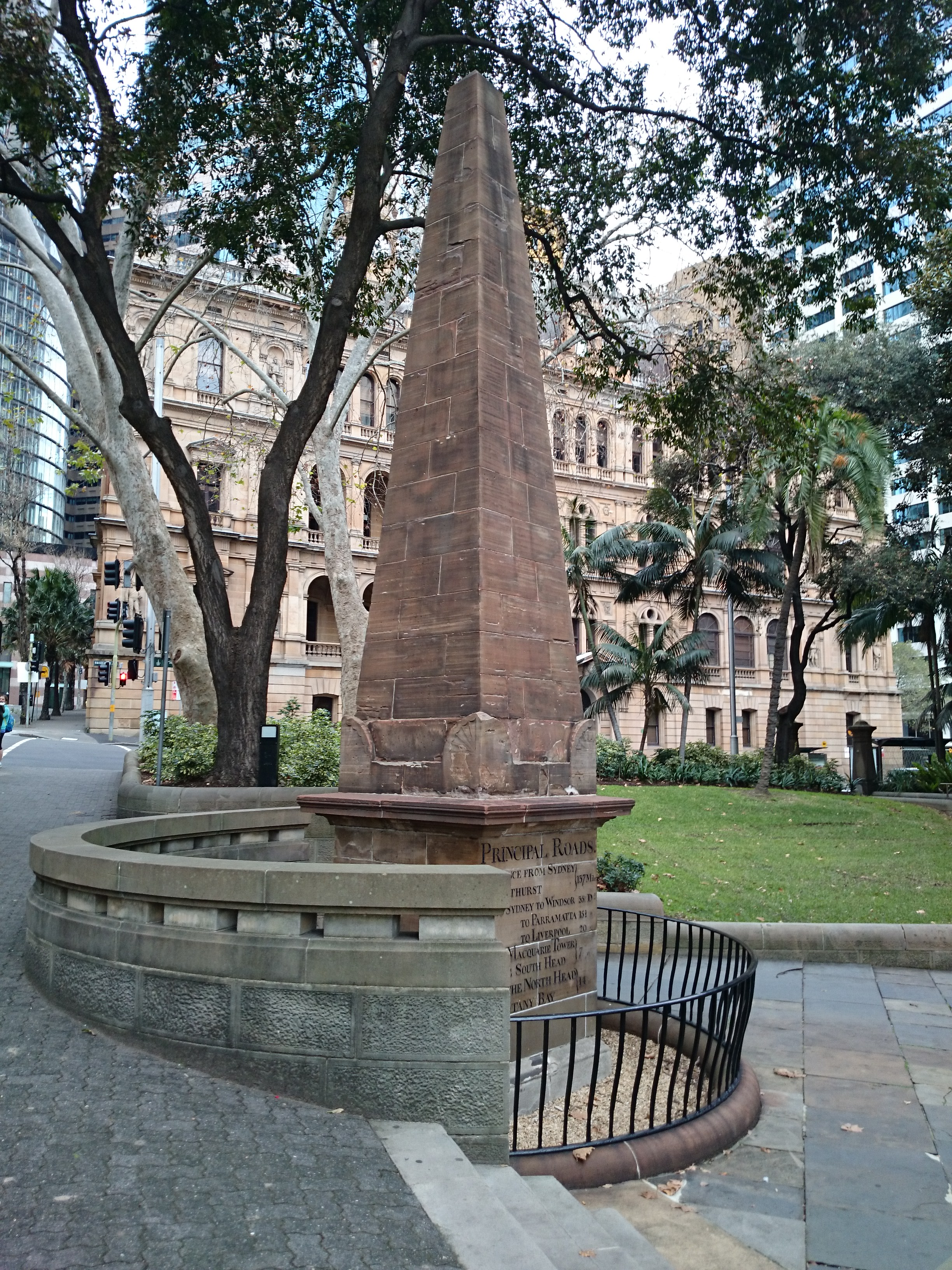
Macquarie Obelisk
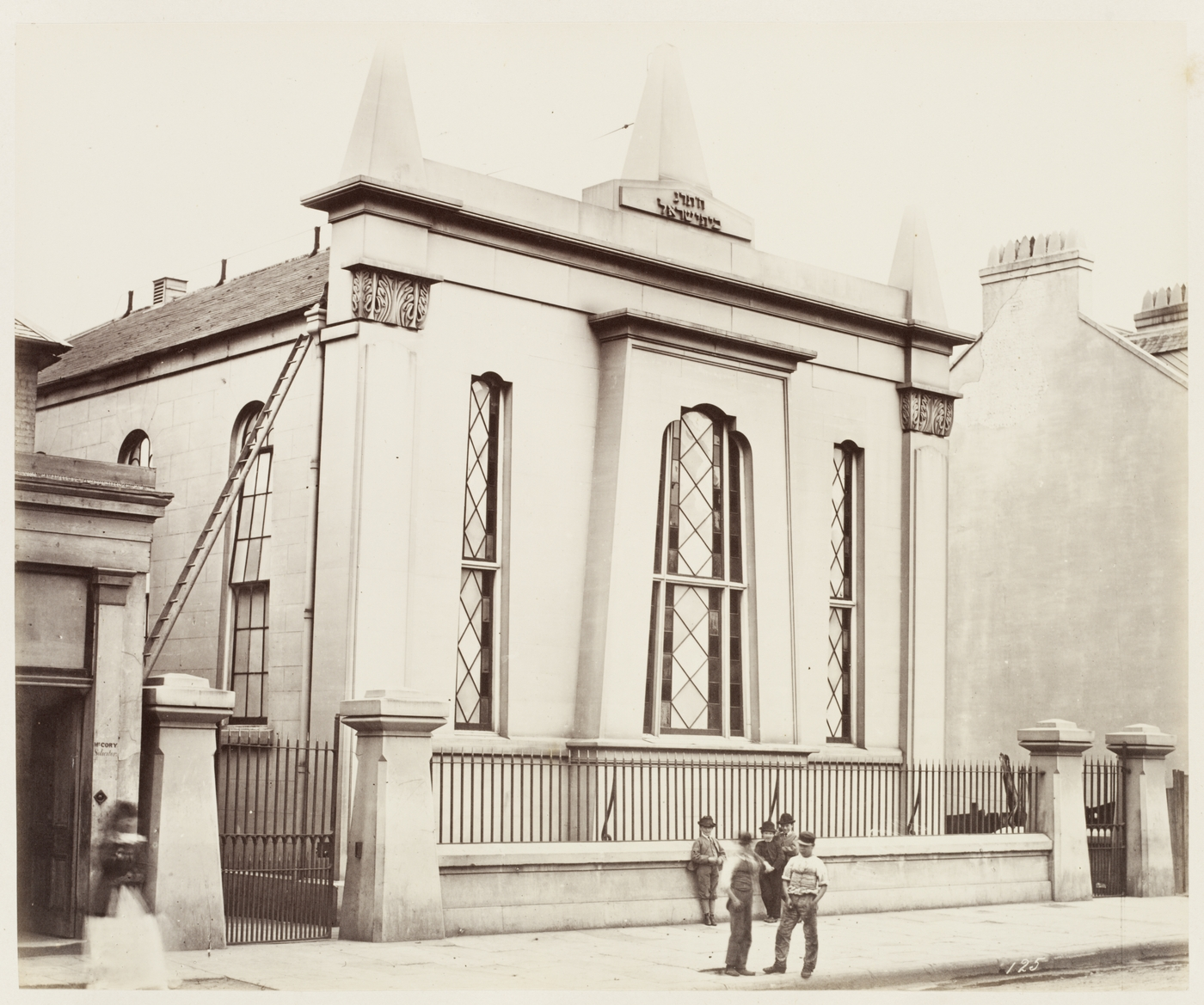
Premier bâtiment de la Grande Synagogue de Sydney (en).
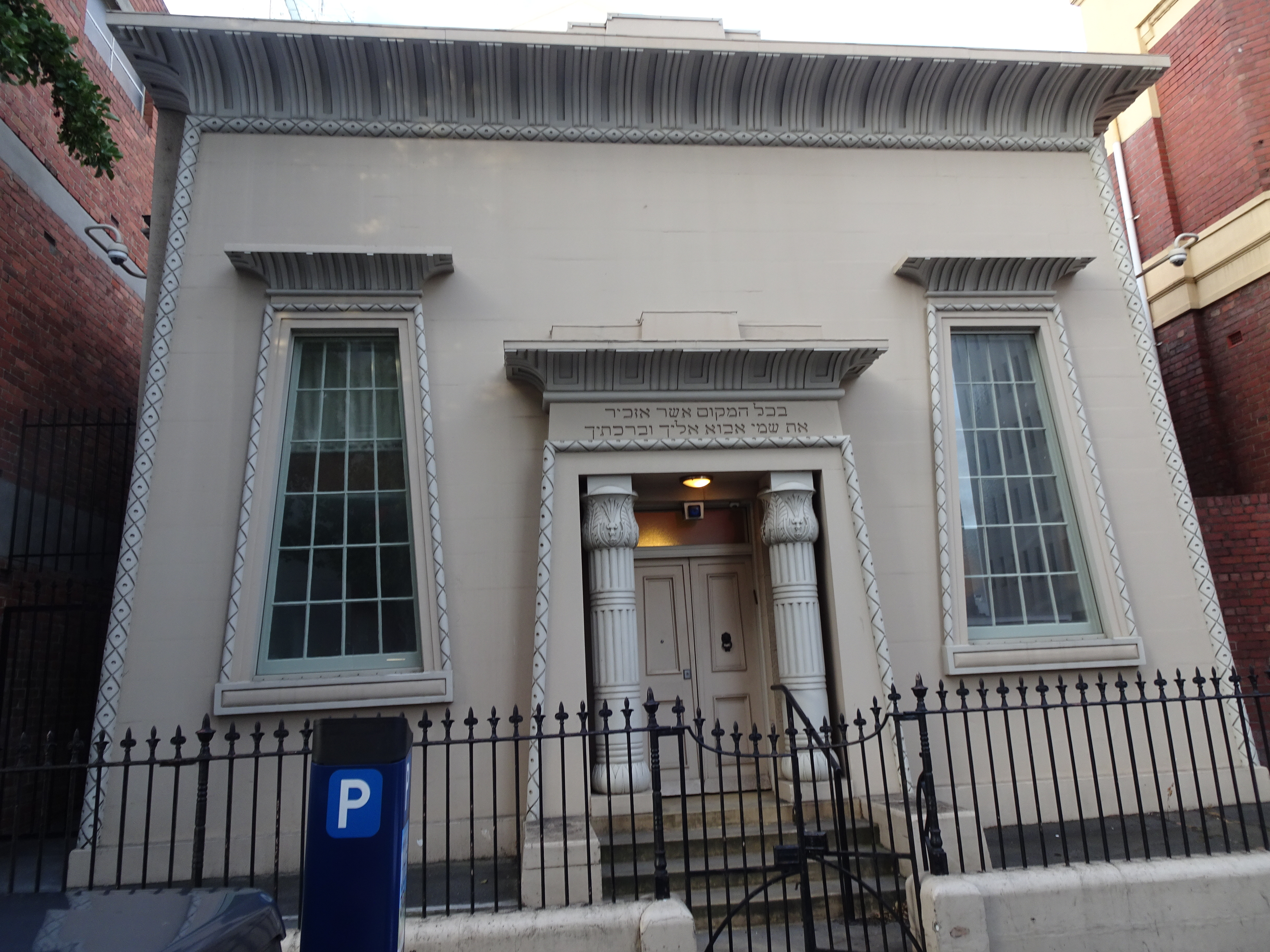
Synagogue d'Hobart (en).
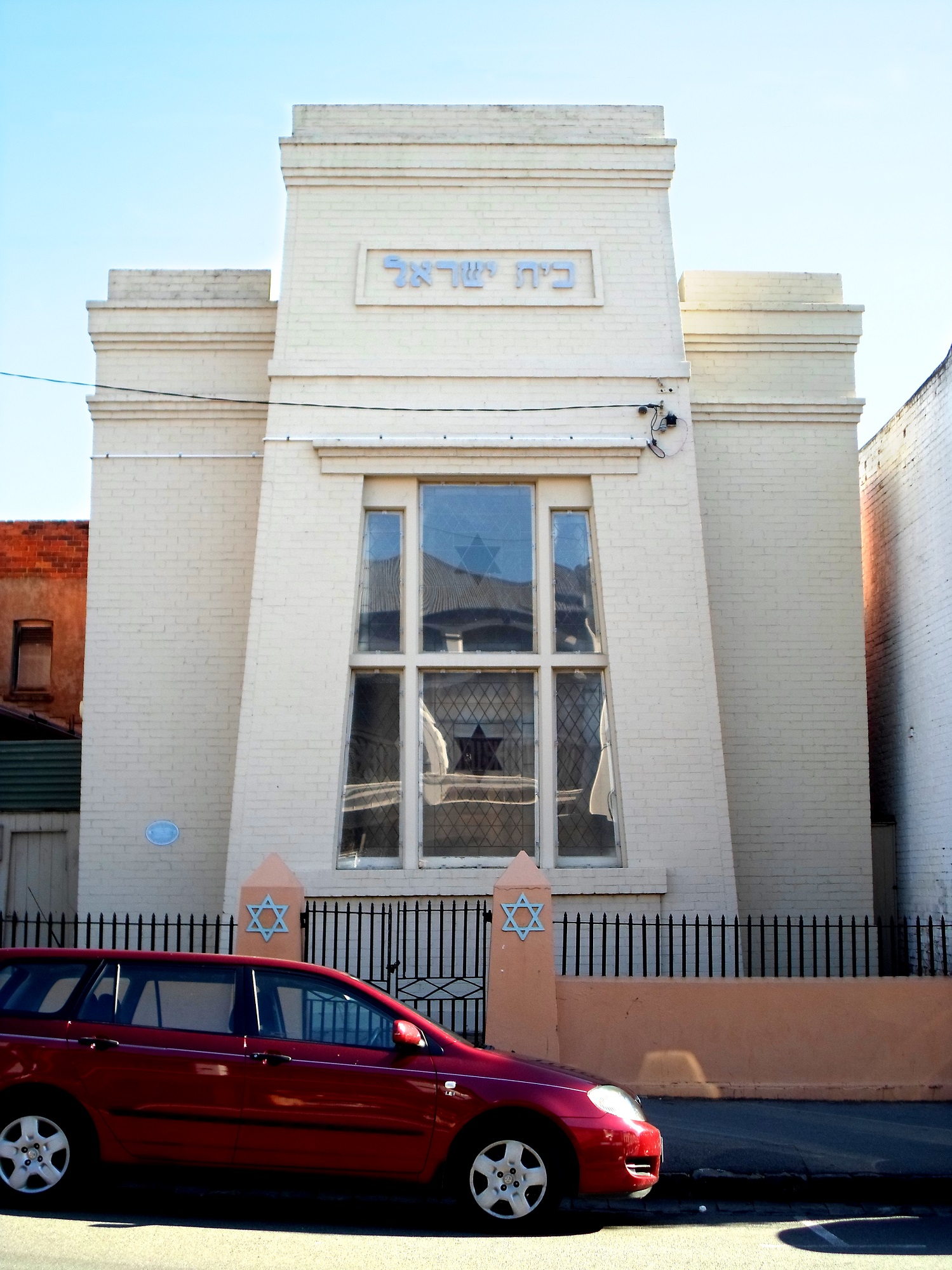
Synagogue de Launceston.

### Malte
- Spencer Monument (en) à La Valette, 1831.

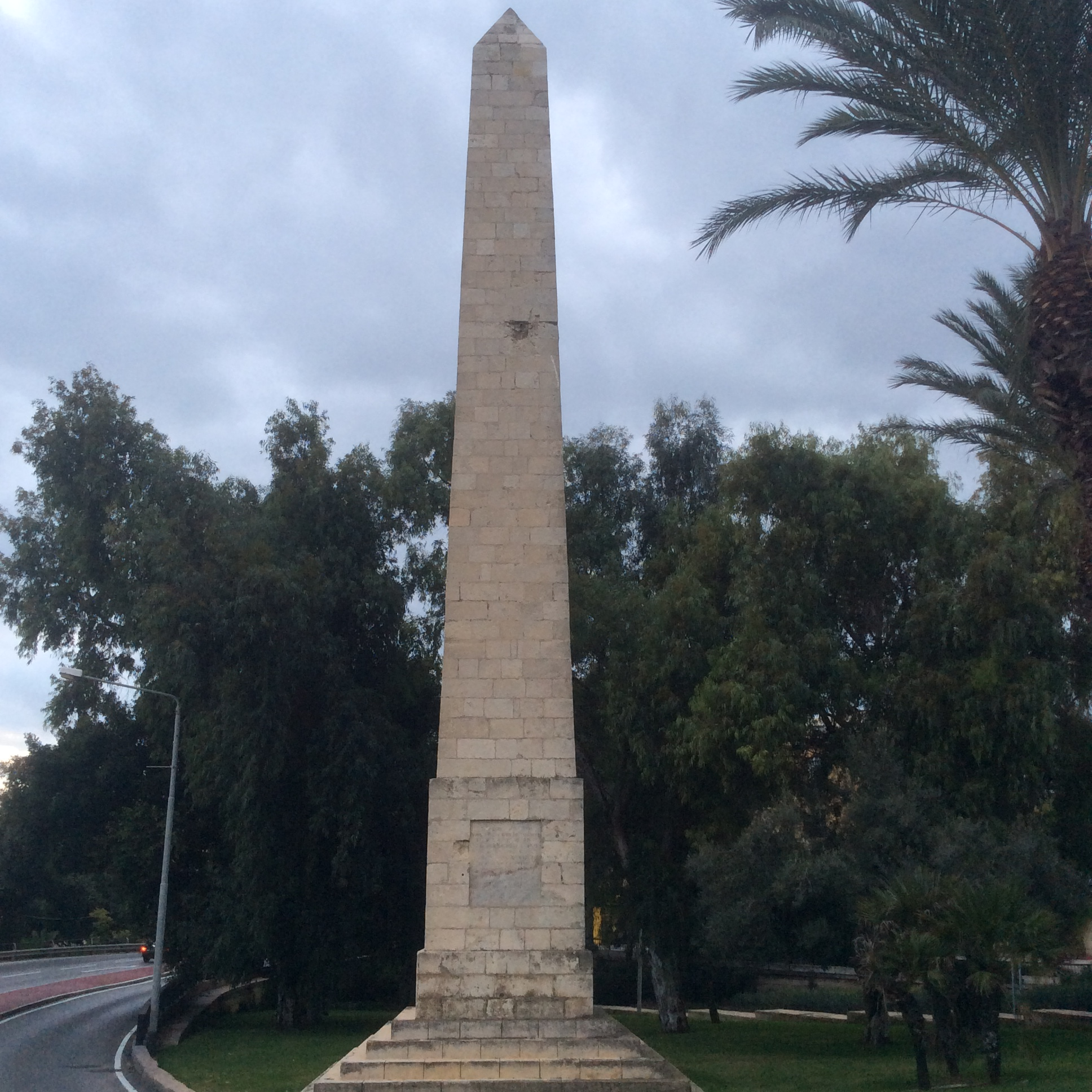
Spencer Monument

### États-Unis
La première vague de renouveau égyptien aux États-Unis était principalement architecturale, tandis que les objets décoratifs de cette période sont relativement rares. Au XIXe siècle, des critiques européens affirmaient que les États-Unis étaient un pays sans histoire. Il s'agissait donc pour ses habitants de créer leur propre architecture, un patrimoine national hybride, en puisant dans des styles anciens. Le défi était donc d'utiliser les formes des civilisations passées pour construire une identité pour une nouvelle nation, tout en s'en distinguant. L'architecture égyptienne véhiculait spécifiquement la permanence, la grande richesse et le génie technologique, susceptibles de plaire à la jeune nation. Cependant, la mise en œuvre de telles innovations était difficile. Et comme l'a dit Clarence King, « tant qu'il n'y a pas de race américaine, il ne peut y avoir de style américain ». La création du style américain a également été entravée par le fait que le mélange ethnique du peuple américain ne constituait pas une race. Au fil du temps, les obélisques, les sphinx et les tombes de style égyptien sont devenus si courants dans le paysage américain, pour devenir « typiquement américain ».
- Philadelphie :
  - en 1822, ancienne synagogue de la Congregation Mikveh Israel (en), détruite en 1860 ;
  - en 1832, ancienne Moyamensing Prison (en), démolie en 1968 ;
- en 1836, le poste de police de La Nouvelle Orléans, rue Rousseau ;
- en 1836 a lieu le concours afin de décider de la nature du Washington Monument à Washington, remporté par Robert Mills, qui érige le plus haut obélisque du monde[17], achevé en 1884 ;
- en 1838, la première version du complexe de détention de Manhattan, surnommé The Tombs , à New York ;
- en 1843 l'entrée du cimetière de Mount Auburn, puis en 1872 le Sphinx monument, Cambridge.
- en 1844, l'Old Whaler's Church (en) de Sag Harbor.
- en 1845, le portail d'entrée en brownstone massif du Grove Street Cemetery dans l'université Yale, New Haven dans le Connecticut, dessiné par Henry Austin ;
- en 1845, le bâtiment égyptien (en) de l'école de médecine de Virginie (en) de Richmond[18] ;
- en 1846, la première église baptiste (en) d'Essex, Connecticut ;
- en 1851, l'église presbytérienne (en) à Nashville au Tennessee par l'architecte William Strickland (qui a aussi construit la préfecture de l'État du Tennessee) ;
- l'ancienne prison du comté de Dubuque dans l'Iowa, dessinée par John Francis Rague et terminée en 1859, transformée depuis en musée historique[19]. Rague est mieux connu en tant qu'architecte de l'ancienne préfecture de l'État de l'Iowa à Iowa City.
- en 1893, le Mausolée de la pyramide de Peter Schoenhofen (en) au cimetière de Graceland, par l'architecte Richard E. Schmidt (en), à Chicago.

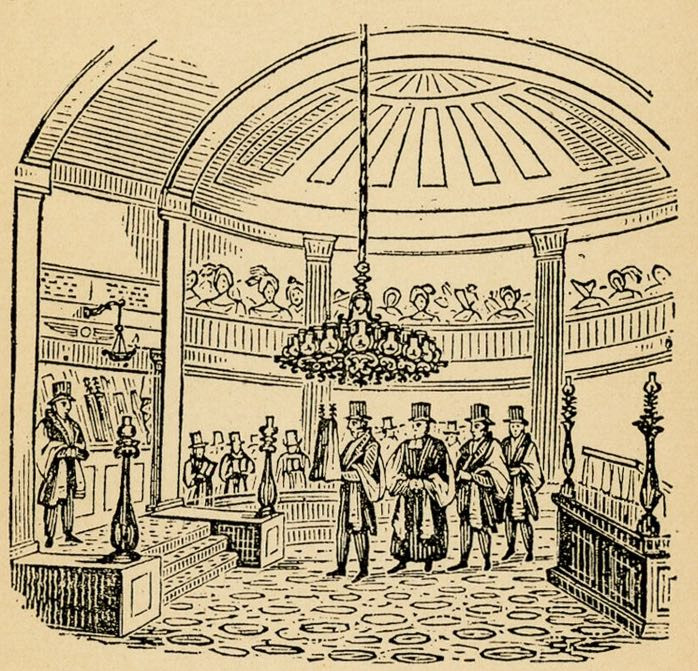
Ancienne synagogue de la Congregation Mikveh Israel (en).
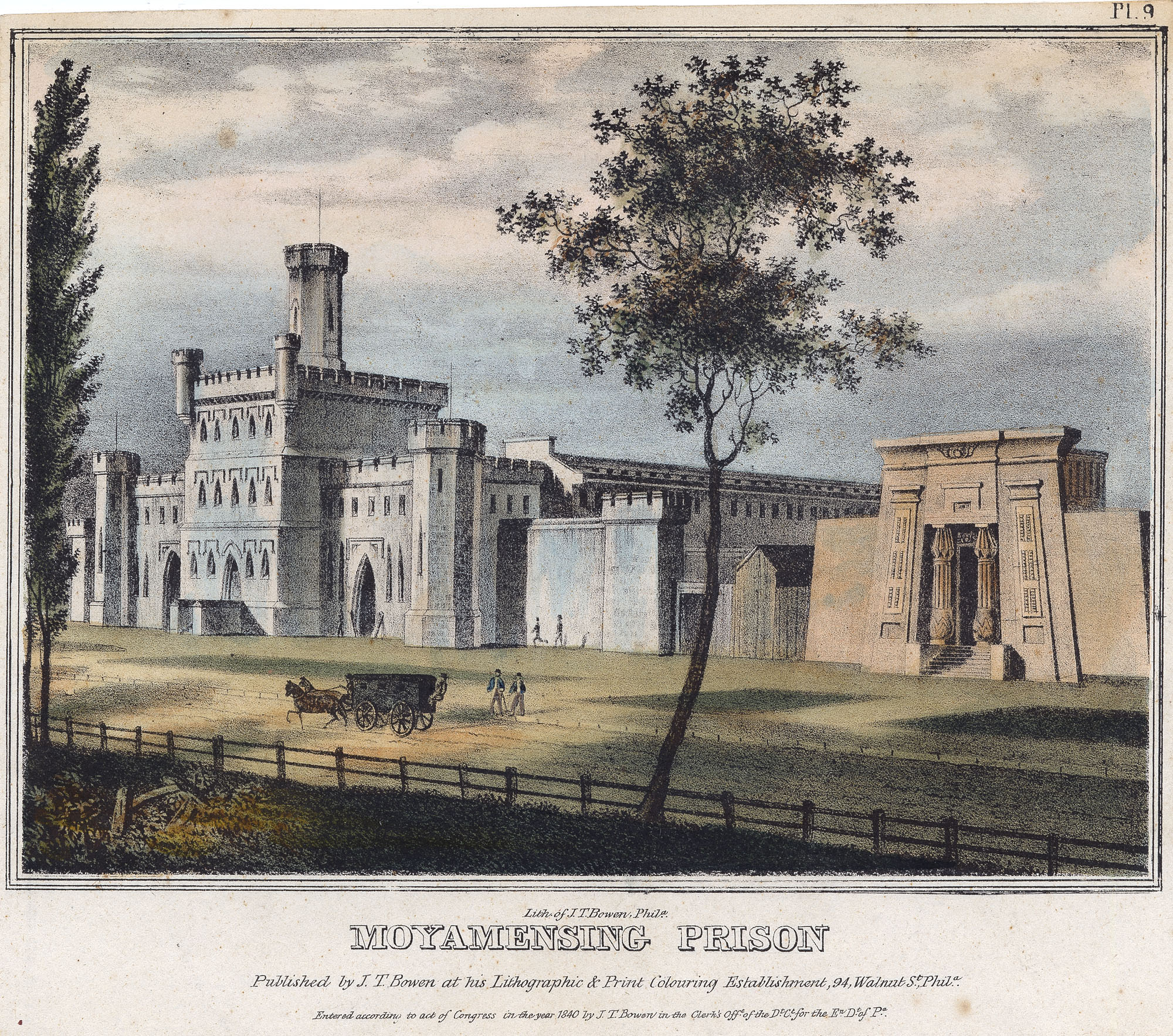
Lithographie de la Moyamensing Prison (en).
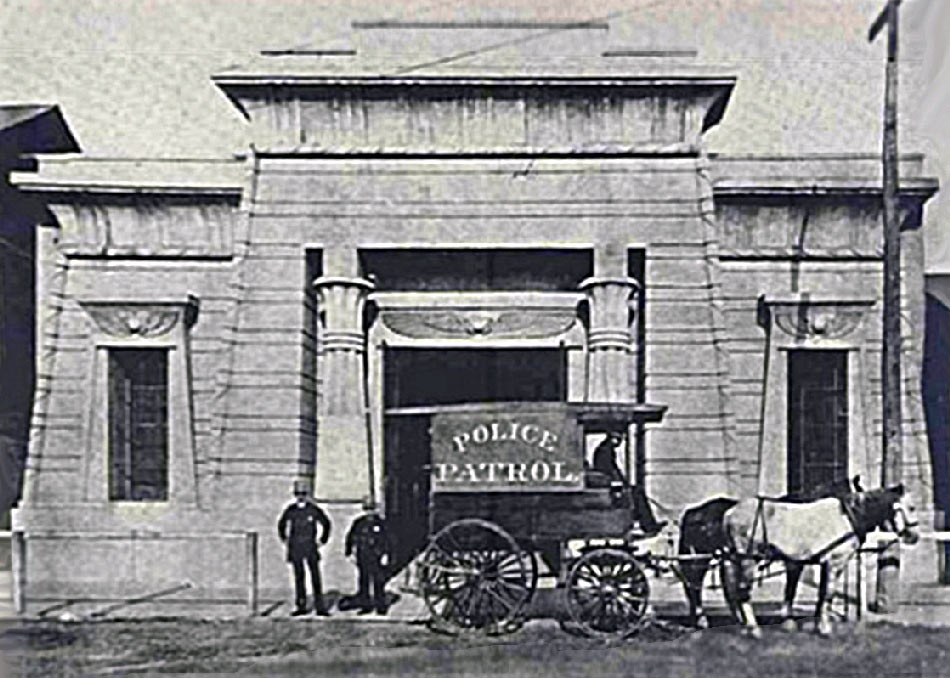
Poste de police de La Nouvelle-Orléans, rue Rousseau.
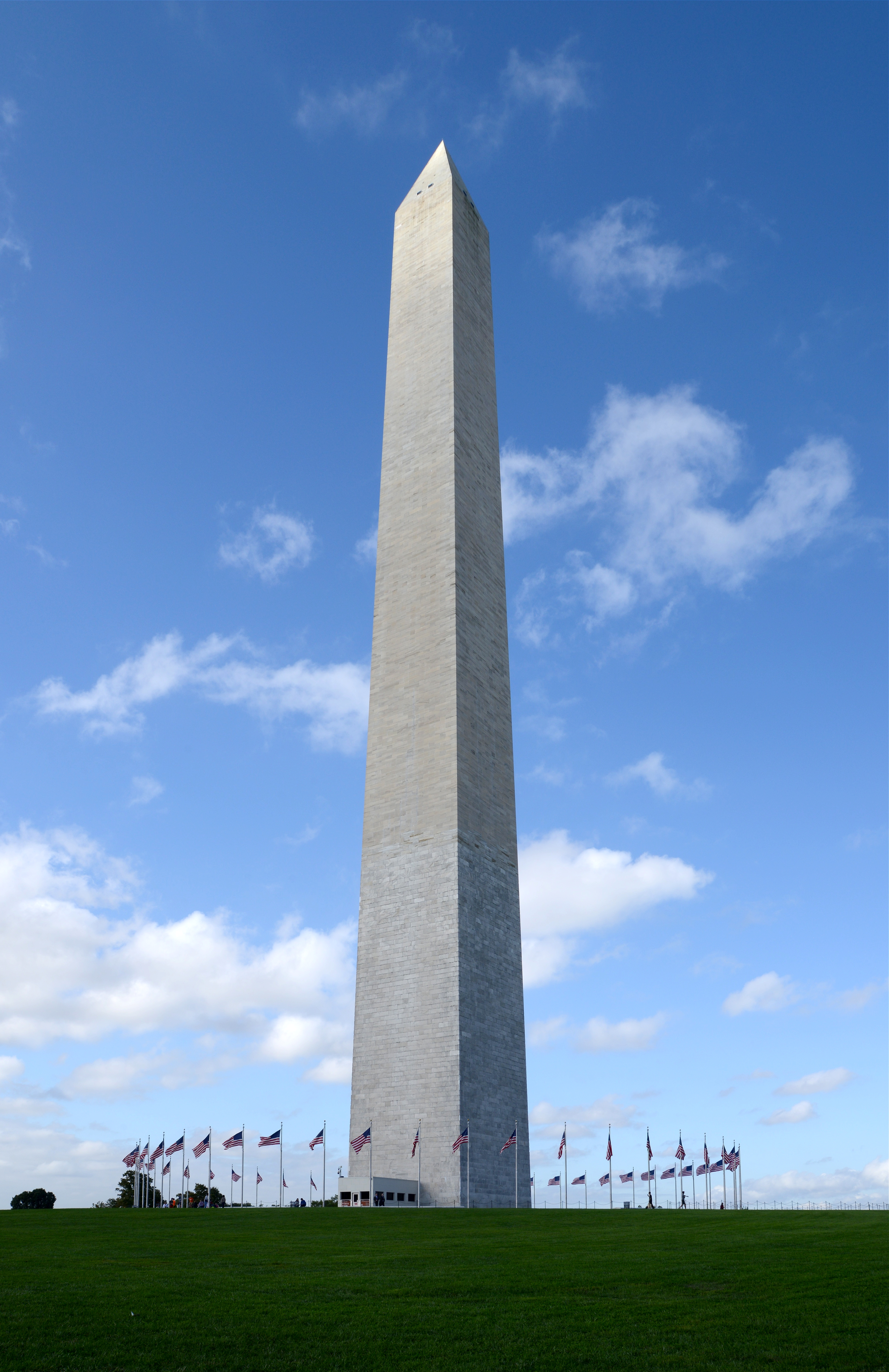
Washington Monument
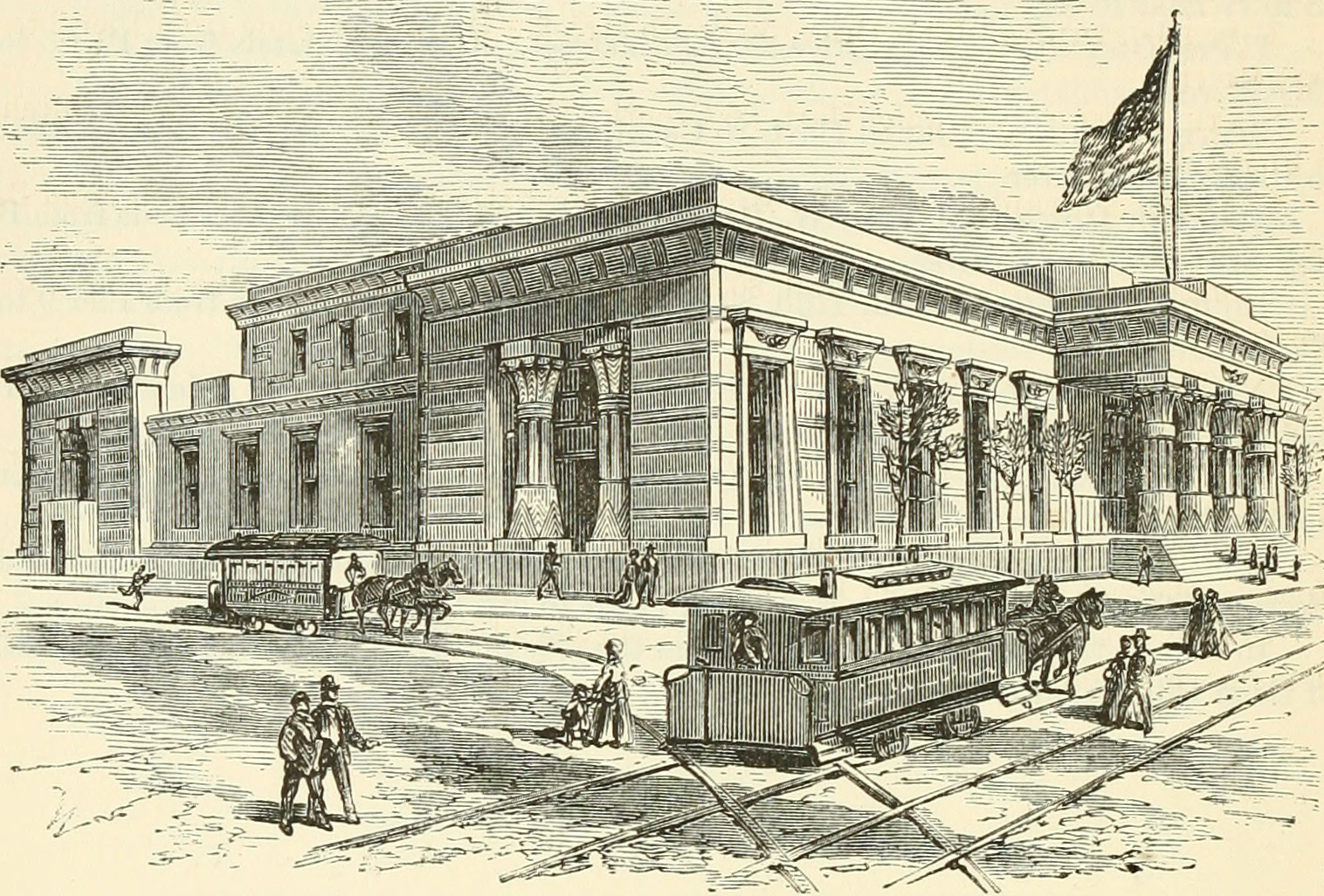
Le bâtiment original de The Tombs, sur une gravure de 1870.
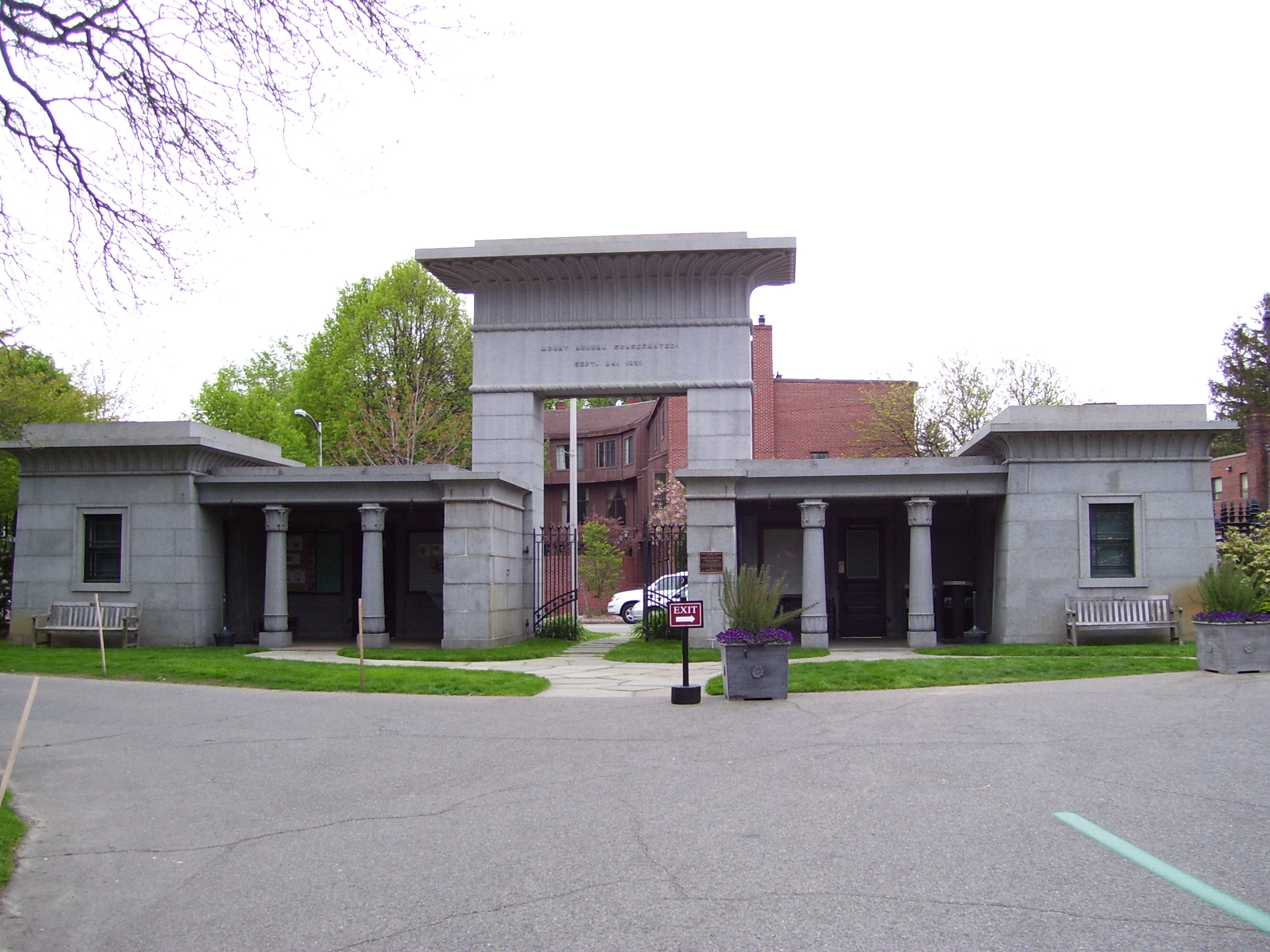
Entrée du cimetière de Mount Auburn.
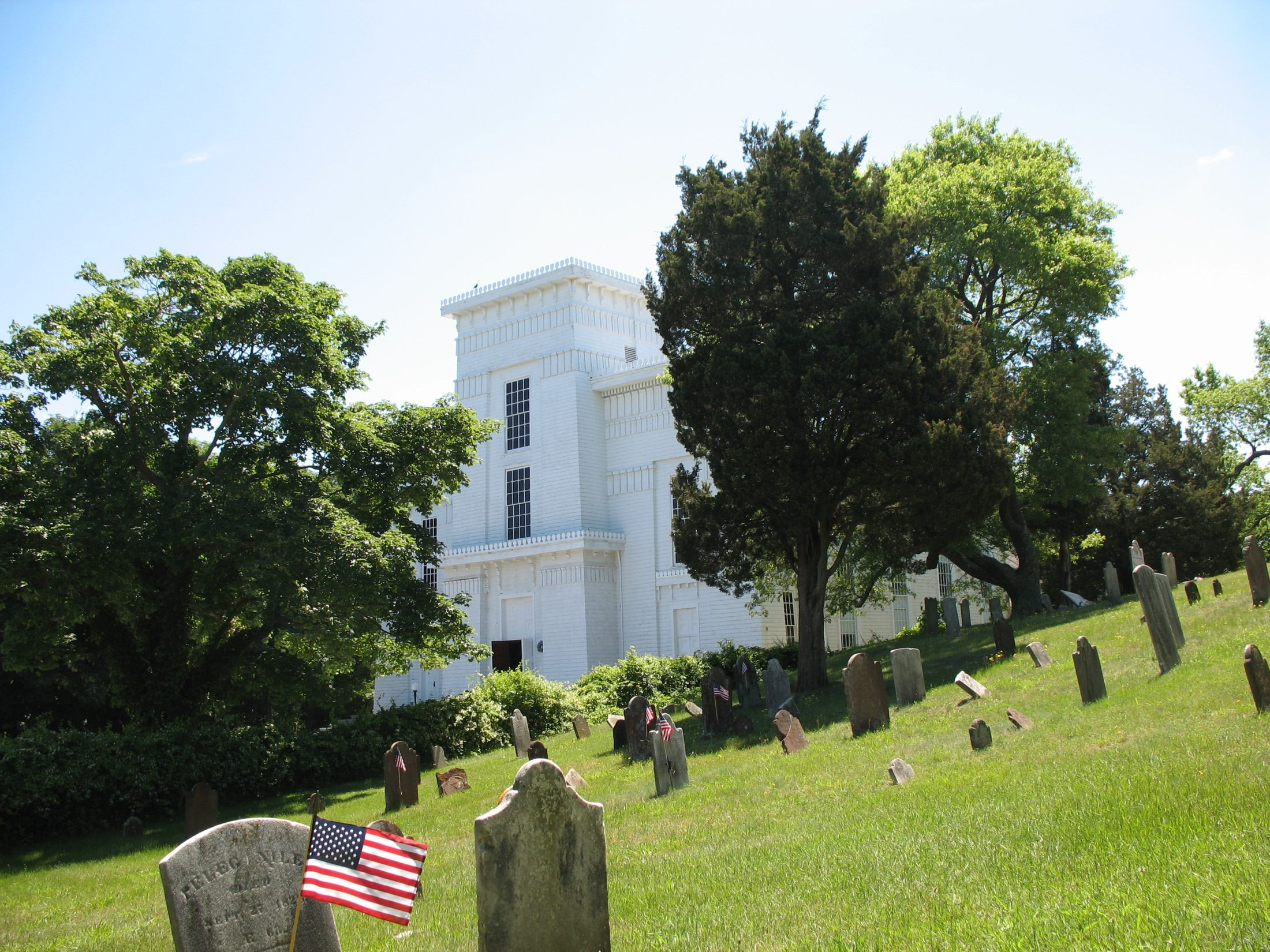
Old Whaler's Church de Sag Harbor.
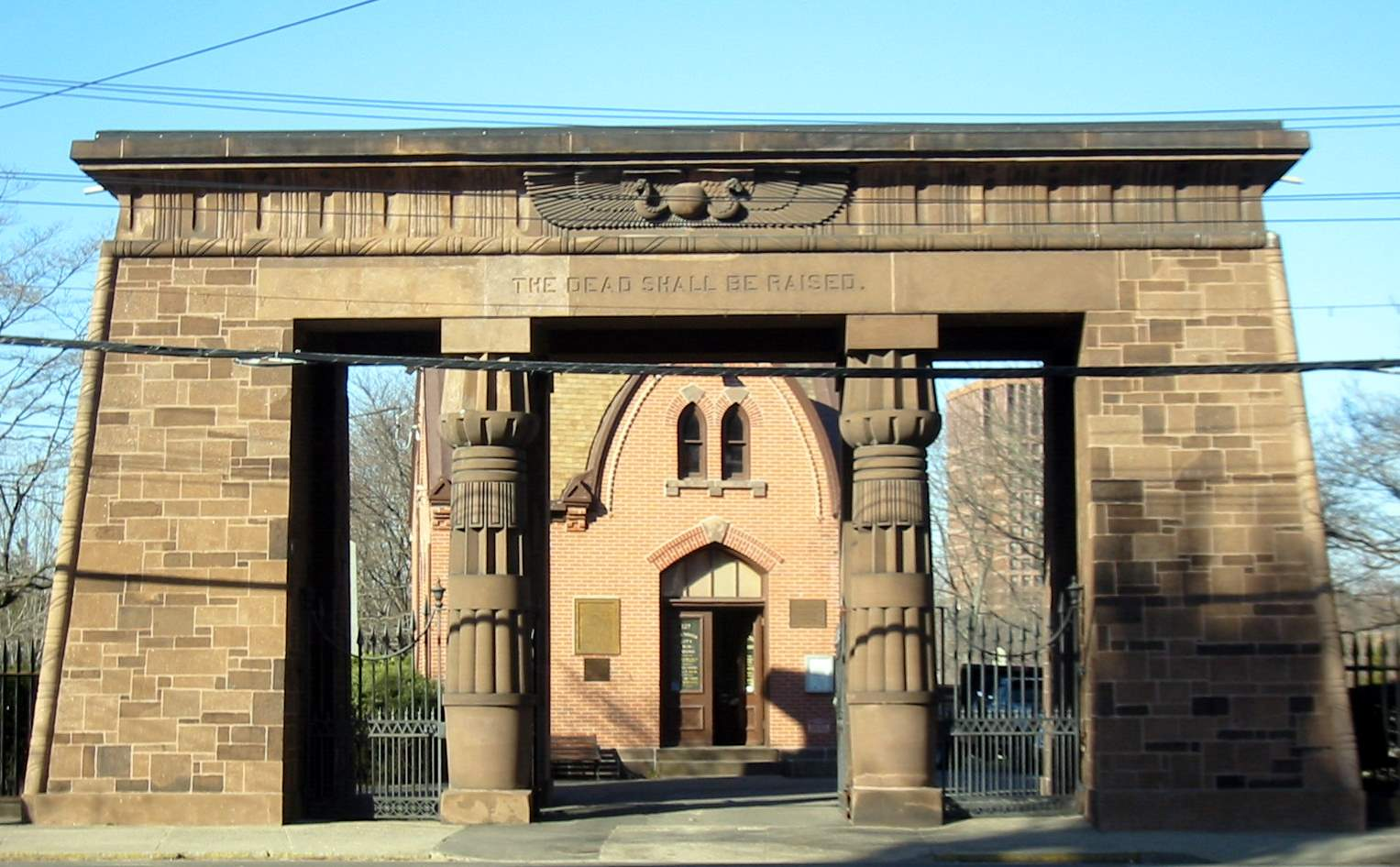
Entrée du Grove Street Cemetery.
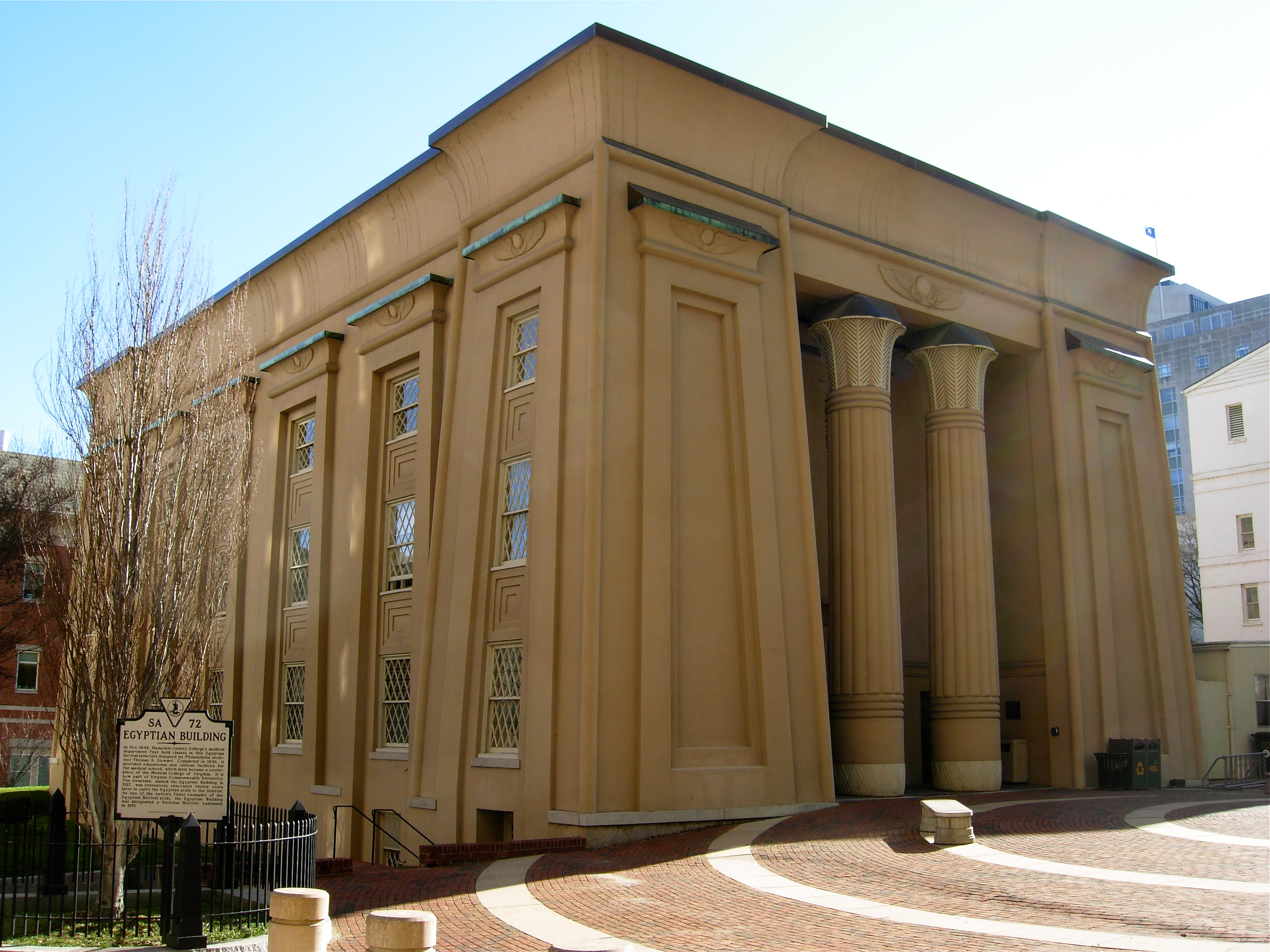
Egyptian Building, Richmond
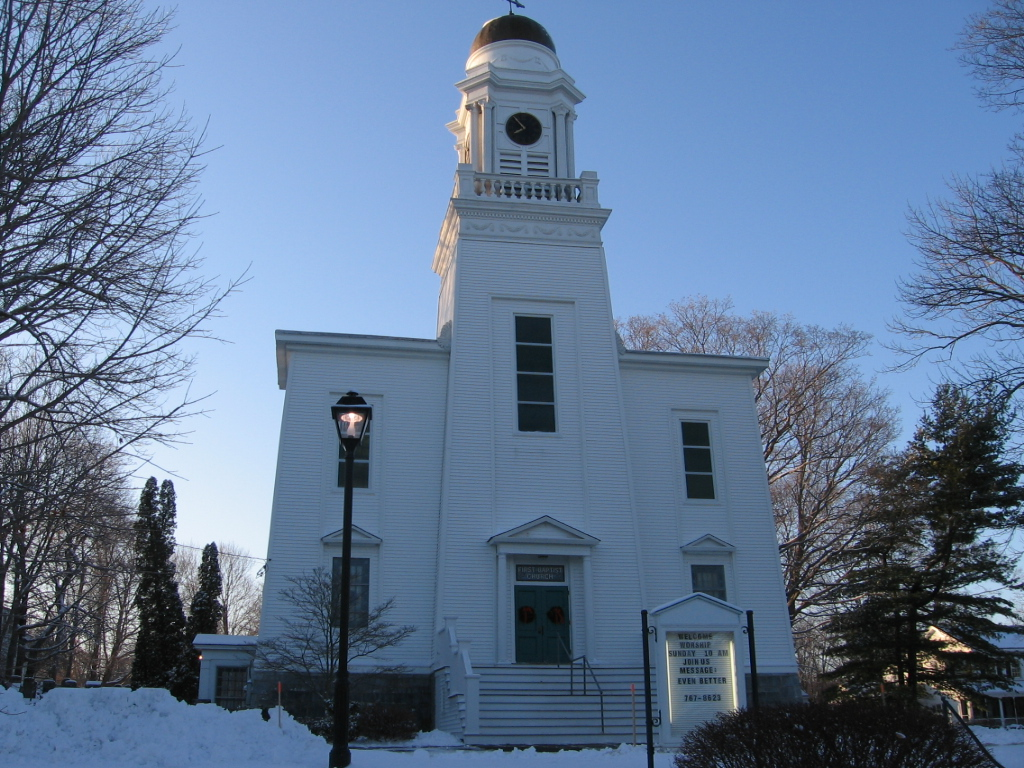
Première église baptiste d'Essex.
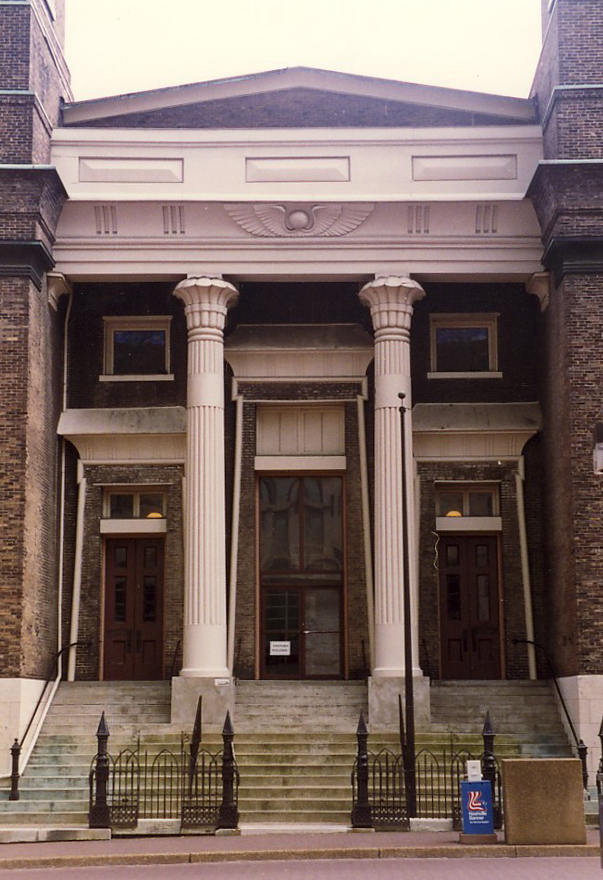
Portique de l'église presbytérienne (en) à Nashville.
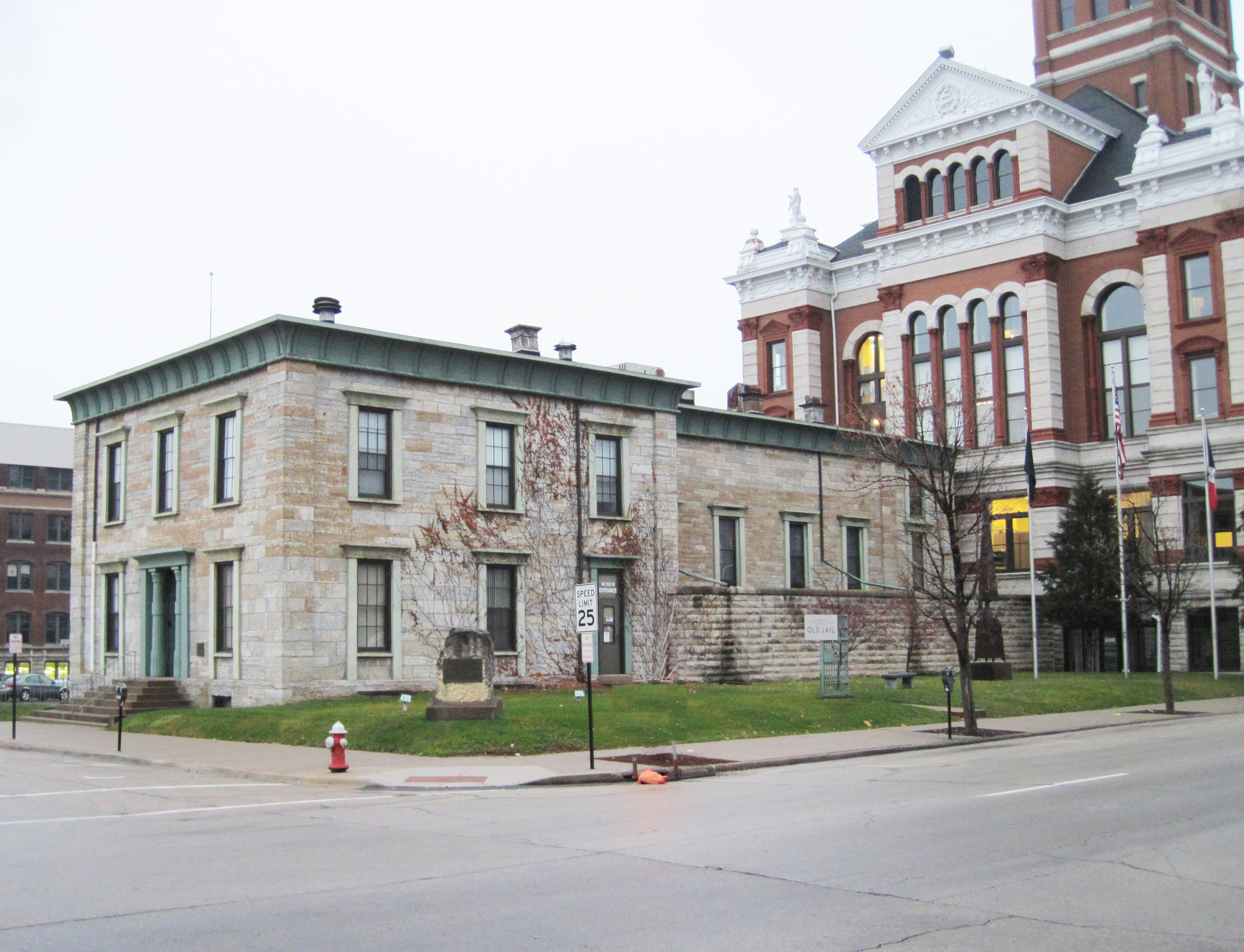
Ancienne prison du comté de Dubuque.
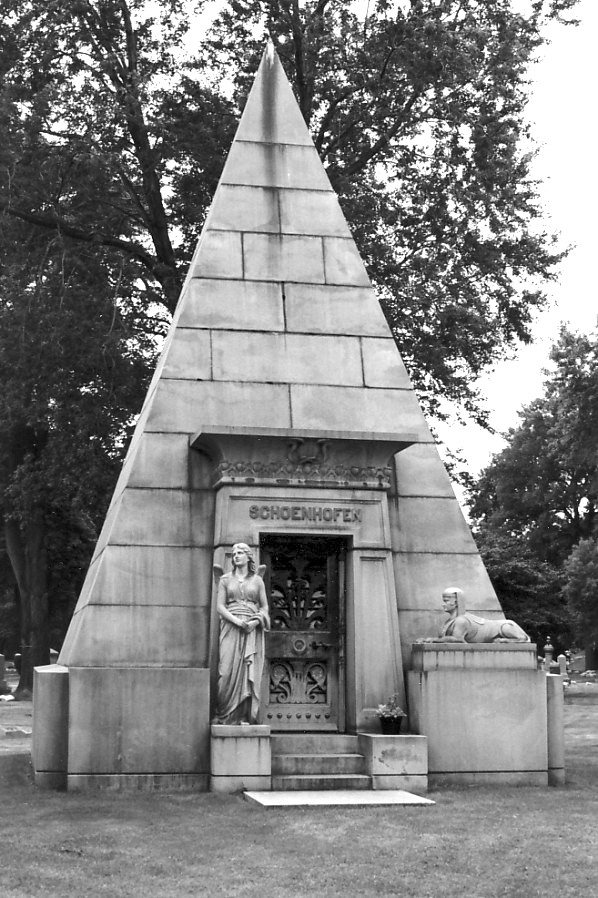
Mausolée de Schoenhofen (en), Chicago.

### Afrique du Sud
- Le Cap :
  - Le bâtiment égyptien (en) de l'université du Cap, 1841.
  - La synagogue Gardens Shul (en), 1905.

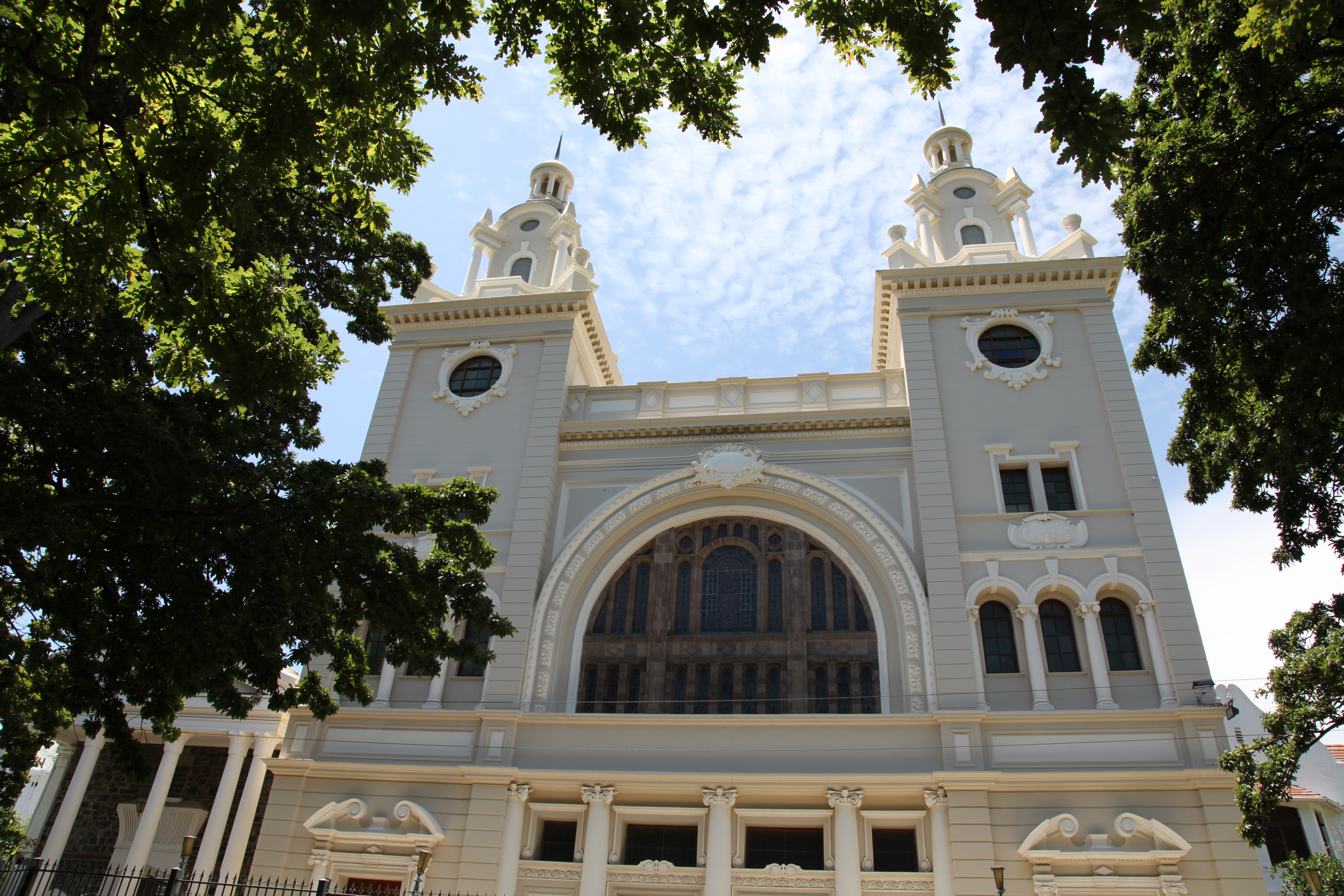
Gardens Shul.
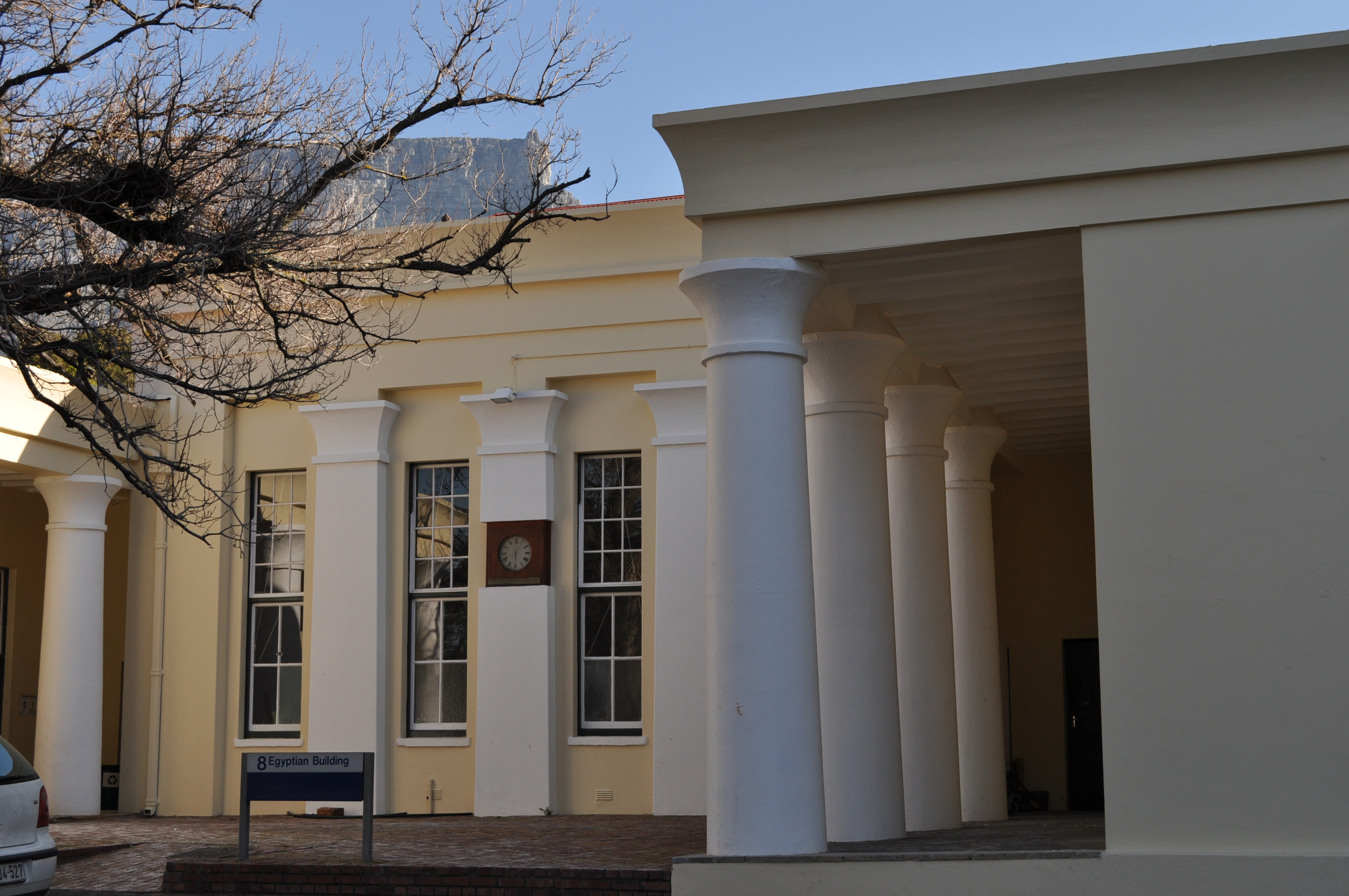
Bâtiment égyptien de l'université du Cap.

### Belgique
- Le Temple égyptien du zoo d'Anvers, 1856.
- Le mausolée Goblet d'Alviella à Court-Saint-Étienne, mêlant différentes influences, dont égyptienne, 1887-1889.
- Le bâtiment de a loge maçonnique La Parfaite Union de Mons, sur les plans de l'architecte Hector Puchot qui furent retenus en 1890
- Le temple maçonnique des Vrais Amis de l'union et du progrès à Bruxelles, 1910[20].

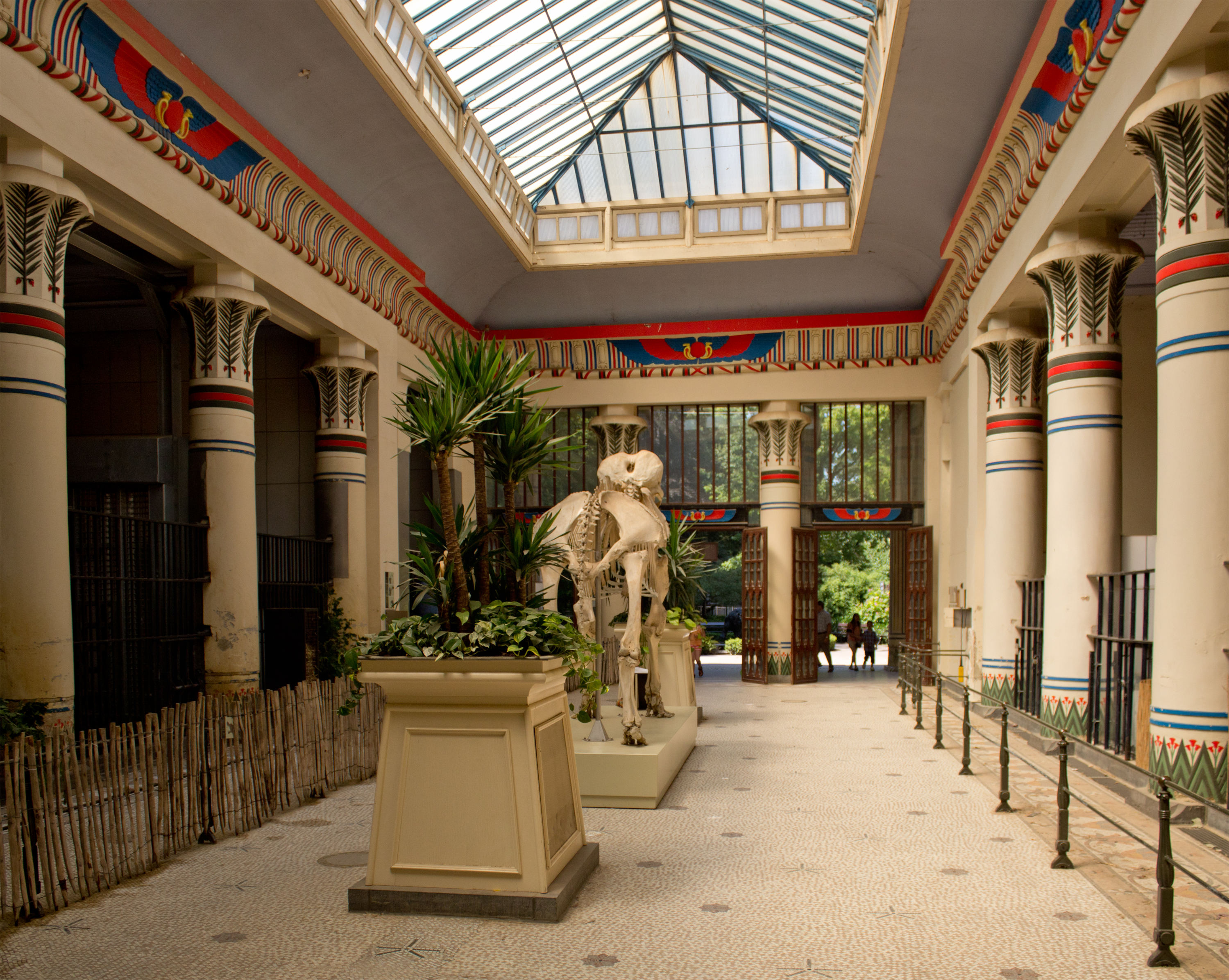
Zoo d'Anvers : Temple égyptien des grandes espèces animales africaines.
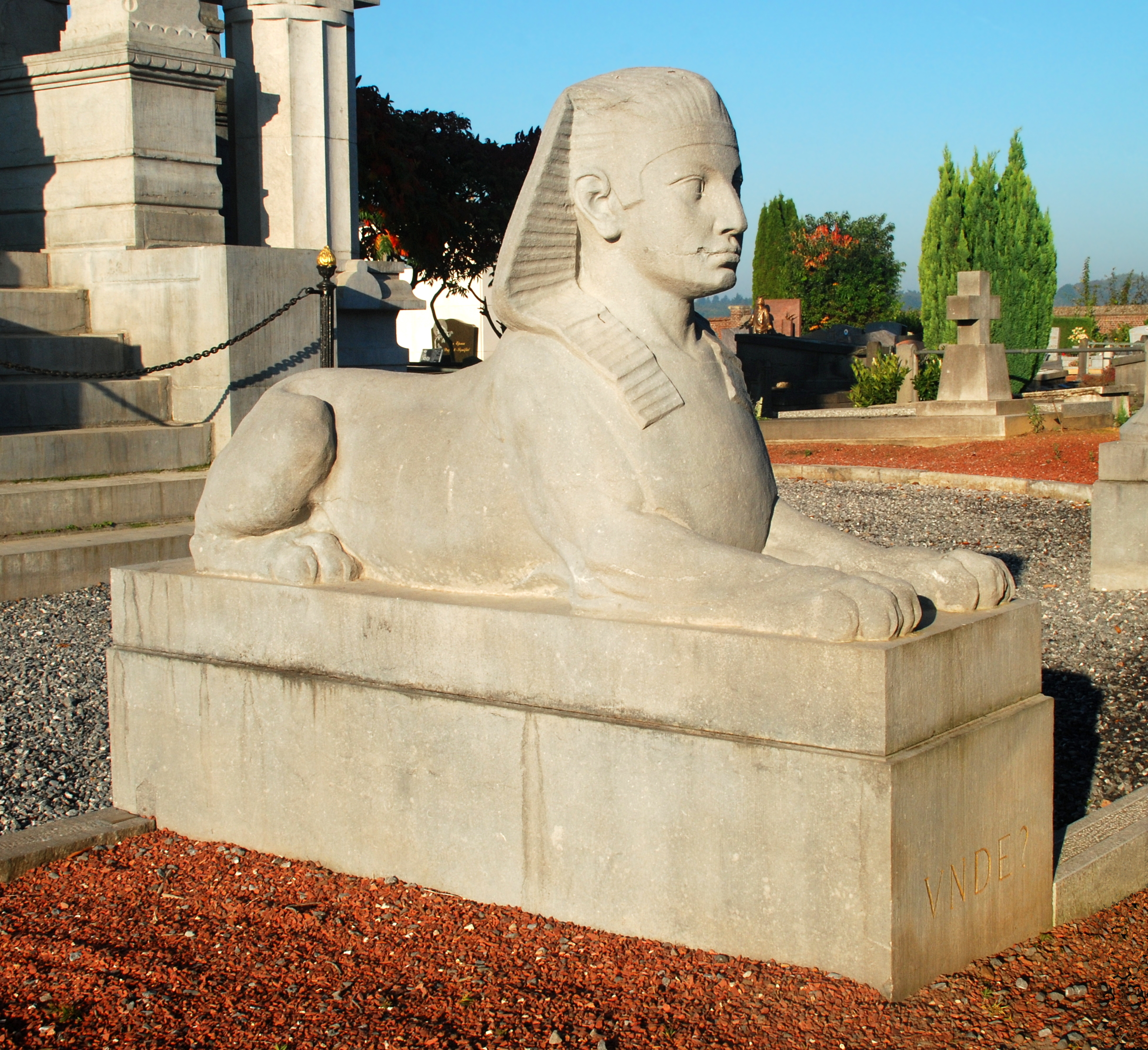
Sphinx du mausolée Goblet d'Alviella.
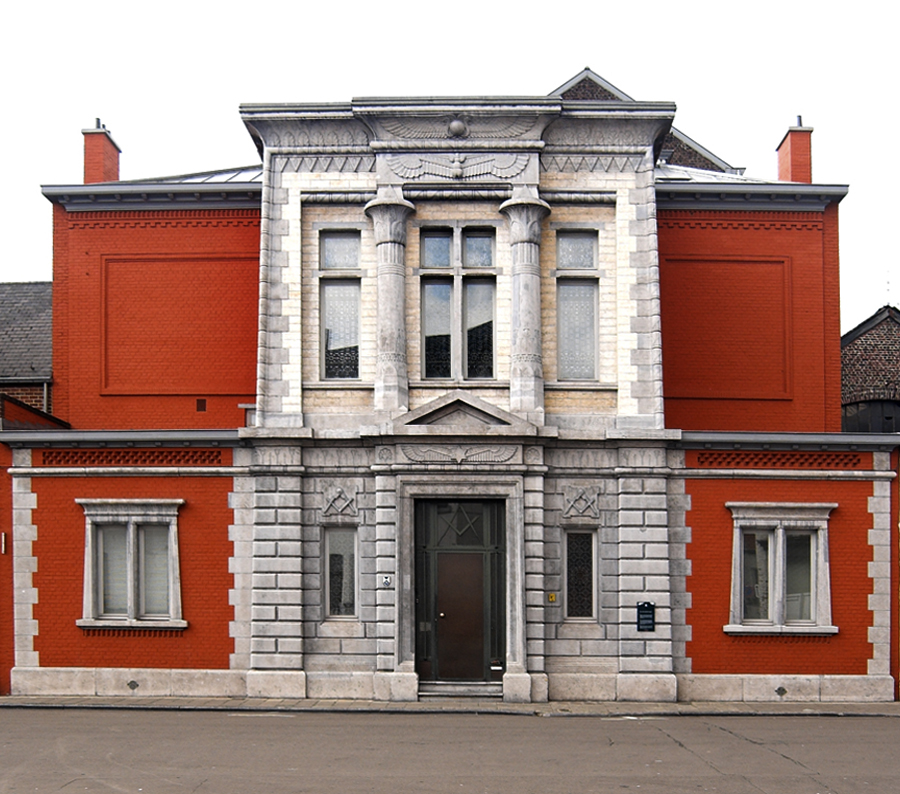
Loge de la Parfaite Union, Mons.
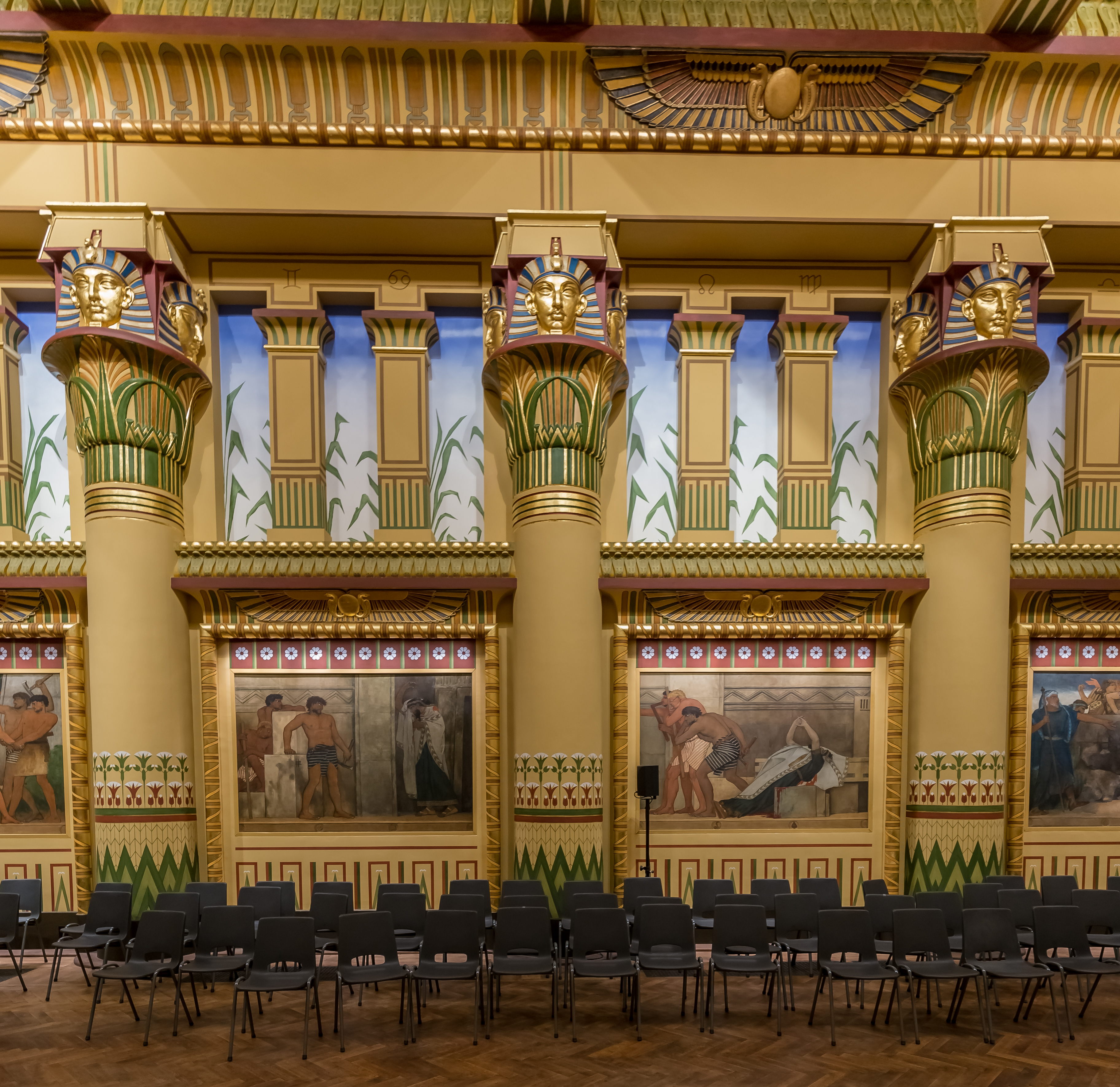
Temple maçonnique des Vrais Amis de l'union et du progrès.

### Hongrie

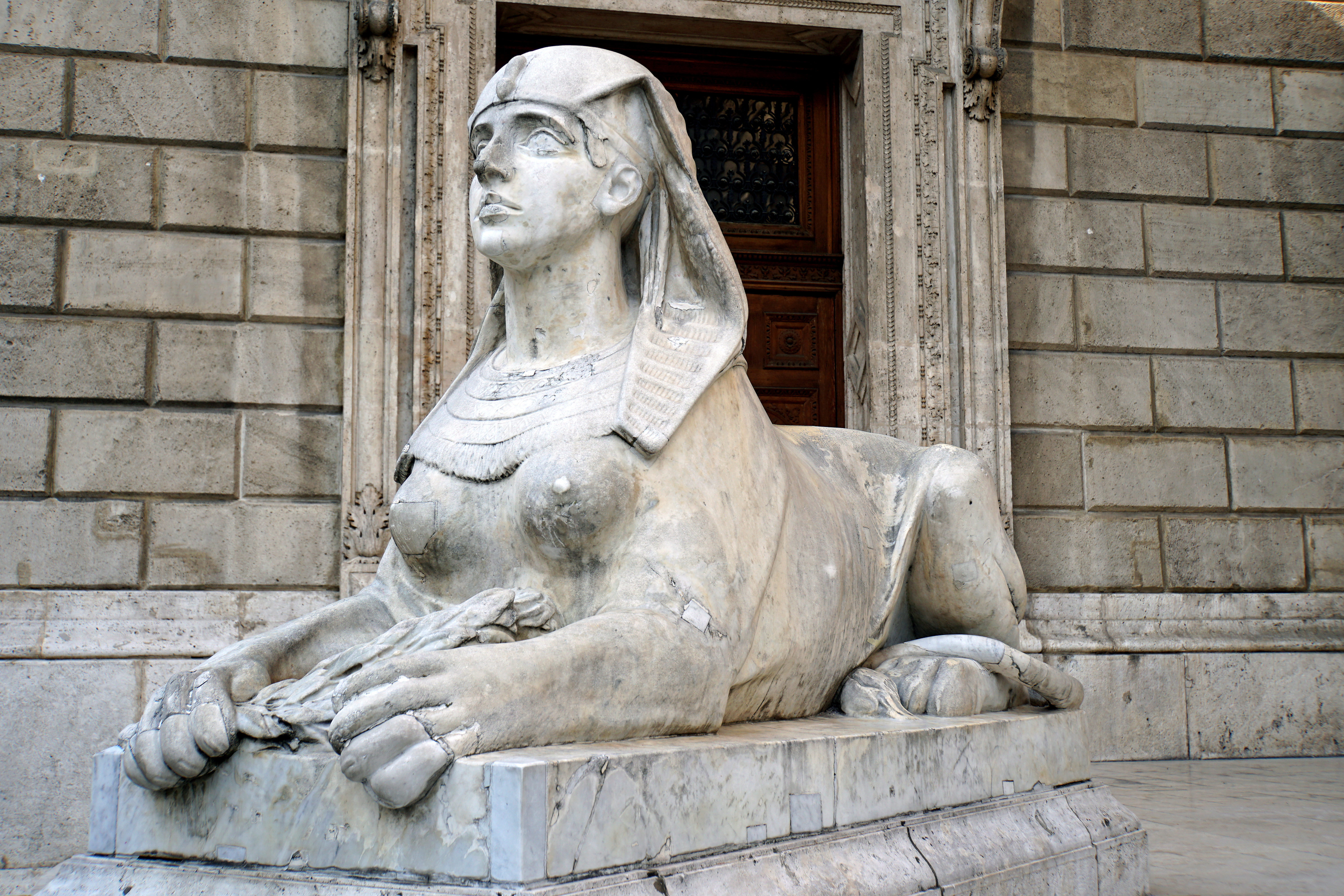
Les statues de sphinx autour de l'Opéra d'État hongrois, Budapest, 1875-1884.  - Sphinx devant l'Opéra d'État hongrois, Budapest.

### Égypte
- Sculptures de la porte principale du Musée égyptien du Caire, ouvert en 1902.

### Espagne
- Temple maçonnique de Santa Cruz de Tenerife, ouvert en 1902.

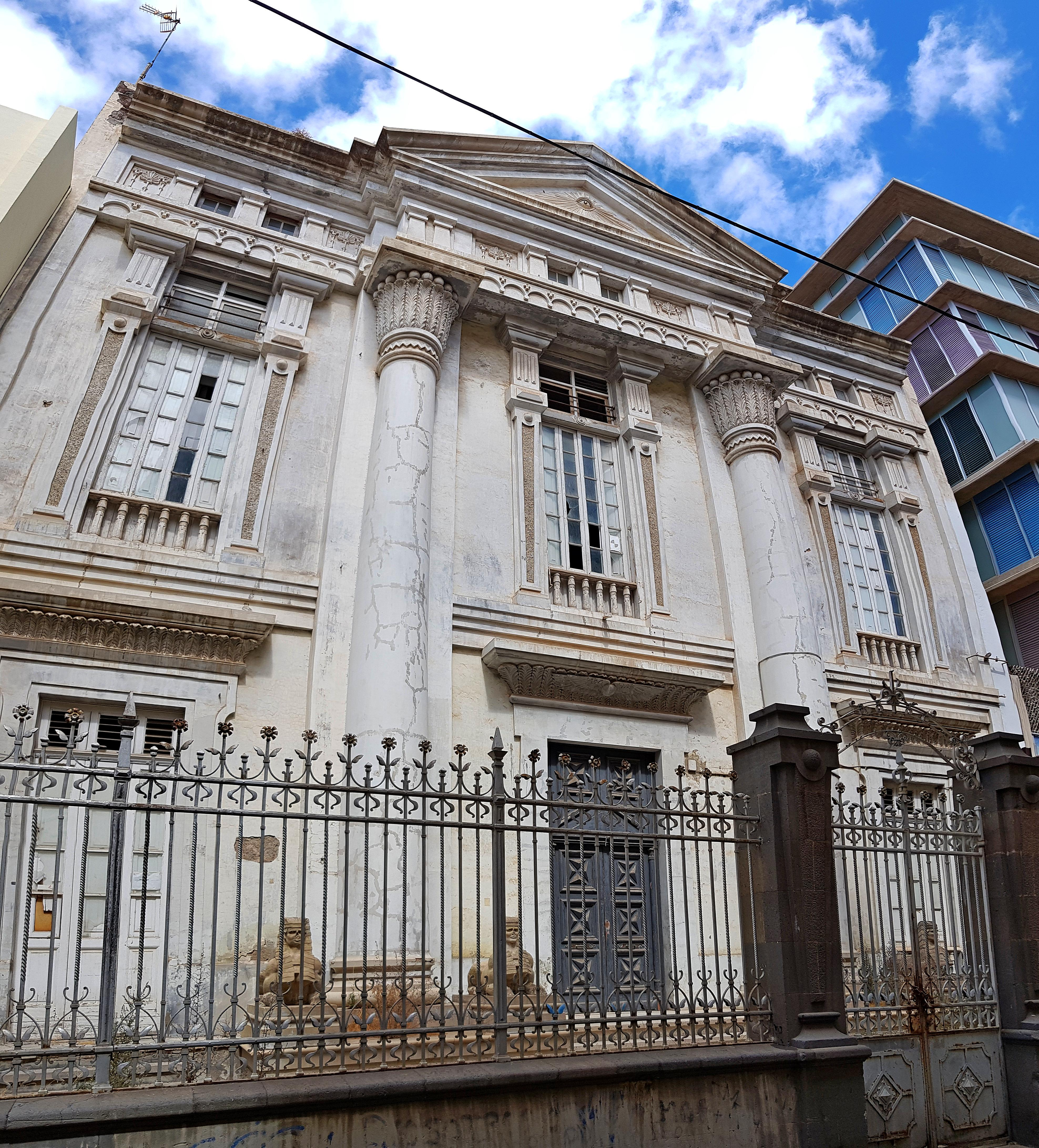
Façade du Temple maçonnique de Santa Cruz de Tenerife.

### Roumanie
- La maison de Romulus Porescu à Bucarest, 1905.

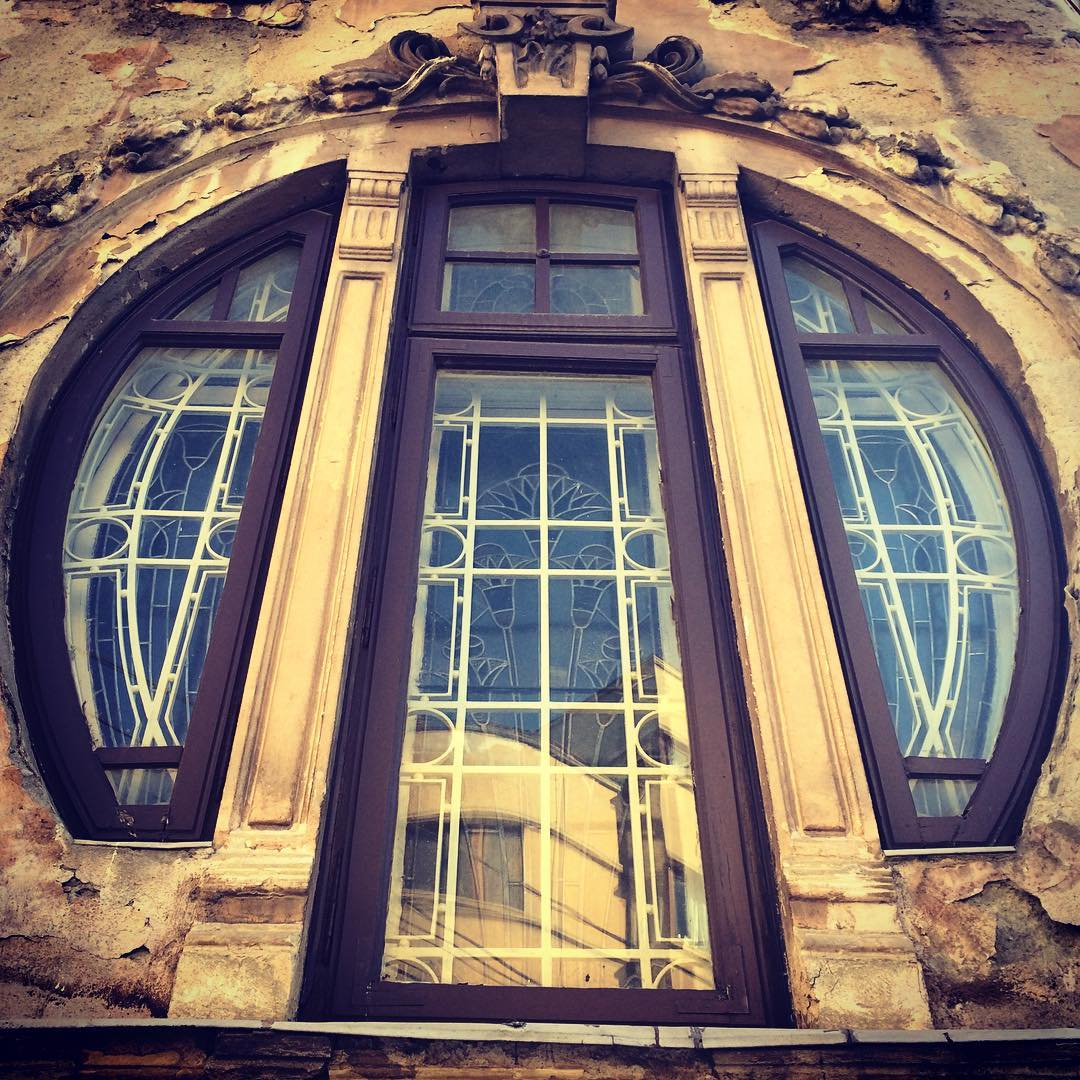
Vitrail de la maison Romulus Porescu, décoré de fleurs de lotus.

### Italie
- Statues de sphinx du Grand Hôtel Excelsior (Lido de Venise), 1907.

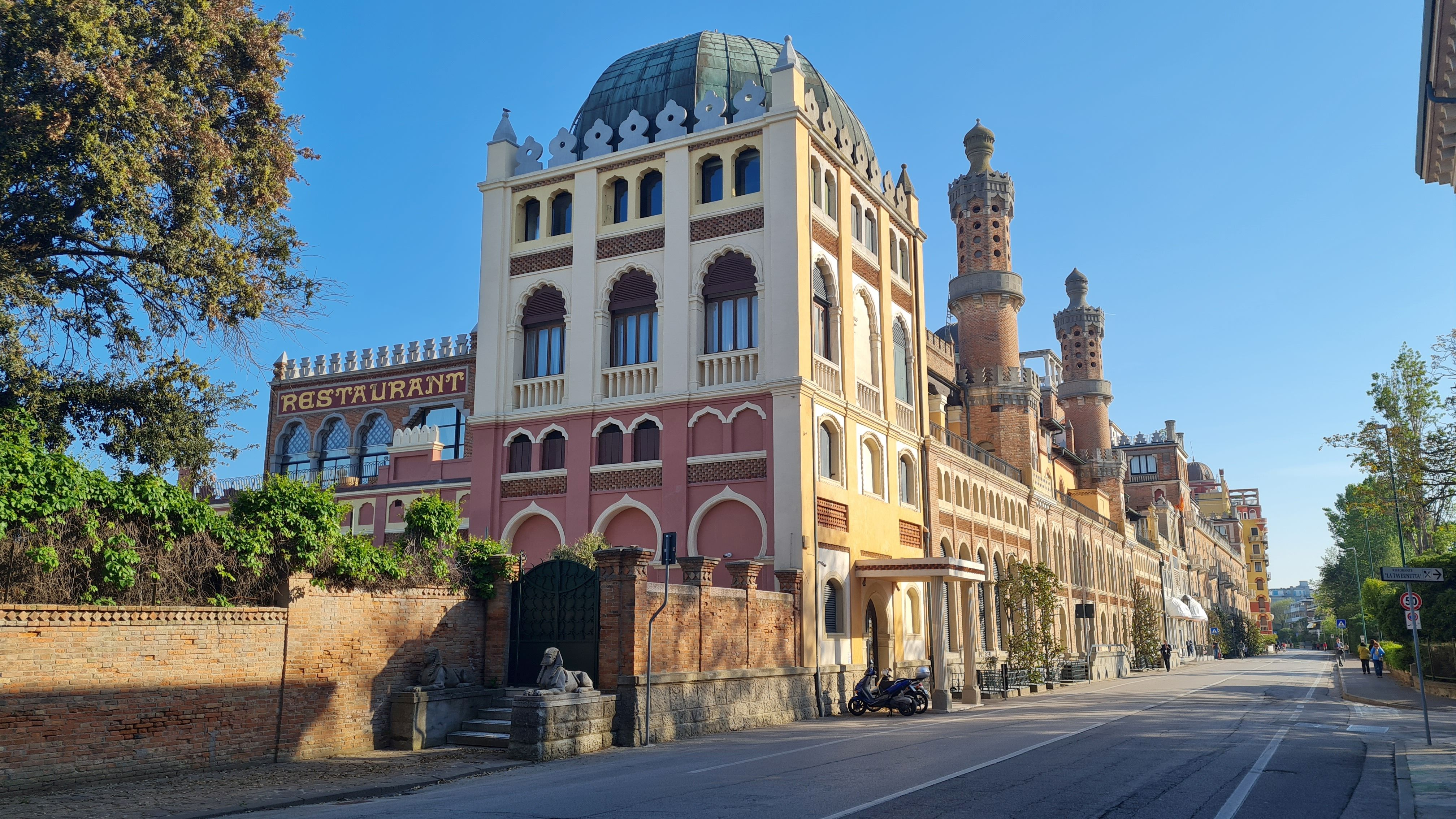
Grand Hôtel Excelsior à Venise et ses statues de sphinx.

## Deuxième période
Une seconde vague se développa aux États-Unis vers 1870, dans un pays apaisé après la guerre de Sécession. Les Américains ont vu l'achèvement du Washington Monument comme une réparation de la nation elle-même, fusionnant la commémoration égyptienne avec la reconstruction de l'Amérique. Cette guerre civile passée, les Américains se sont intéressés à d'autres cultures ; ils se sont tournés notamment vers l'Égypte antique pour trouver l'inspiration. Des recherches archéologiques continues ont conduit à de nouvelles découvertes constantes d'antiquités en Égypte. Des évènements comme l'ouverture du canal de Suez en 1869 et les fouilles de Tell El-Amarna en 1887 ont maintenu l'intérêt pour l'Égypte dans la presse. Des réalisations artistiques telles que l'opéra Aida de Giuseppe Verdi (composé en 1871), captiva le public. Des publications académiques continues d'expéditions archéologiques fournissent des idées de motifs égyptiens à réutiliser. Les formes pyramidales sont alors très en vogue, surtout dans la construction de tels monuments et de tombeaux. Ces motifs étaient également utilisés dans différents arts décoratifs. À Brooklyn (New York), l'immigration apporta un mélange de diverses cultures. Ainsi, le parc du cimetière de Green-Wood offrit un environnement favorable à des styles comme le renouveau égyptien. On y trouve diverses constructions monumentales de style néo-égyptien, comme une certaine quantité d'obélisques, ainsi que des pyramides. Elles reflètent la variété des pensées des gens et la culture locale ainsi que l'acceptation du style exotique. En 1905, Louis Comfort Tiffany a construit sa maison Laurelton Hall (en), à Oyster Bay, New York. Une grande partie de la décoration était redevable aux mouvements orientalistes et néo-égyptiens. Les fleurs de lotus et les roseaux sont juxtaposés aux mosaïques géométriques dans les colonnes de la loggia de la maison. Elles témoignent de l'appropriation des formes égyptiennes par les mouvements décoratifs modernes. Cette adaptation plus lâche du vocabulaire de l'ancienne Égypte représente un goût pour l'éclectisme au tournant du siècle. Des monuments hétérogènes, tels que cette demeure, ont unifié le langage de plusieurs styles de renouveau en une seule forme artistique. Bien que les motifs ne suivent pas purement l'esthétique égyptienne, l'esthétique générale y fait écho. Puis, le XXe siècle a vu la montée d'un nombre important d'obélisques commémoratifs. L'architecture d'inspiration égyptienne a été utilisée comme forme de commémoration dans les monuments commémoratifs de la Première et de la Seconde Guerre mondiale, le mouvement des droits civiques, puis, plus tard, les mémoriaux des attentats du 11 septembre 2001.
De cette période, seulement quelques bâtiments existent encore aujourd'hui. D'autres ont été détruits, mais certains de leurs éléments ont été préservés :
- au cours de la deuxième période, plusieurs monuments du cimetière de Green-Wood ;
- en 1881, le bureau de la douane des États-Unis à La Nouvelle-Orléans ;
- en 1882, Ames Monument (en), une pyramide, est érigée à Sherman (Wyoming) (en) à la mémoire de Oakes et Oliver Ames[2] ;
- en 1905 est construite Laurelton Hall (en) à New York, qu'un incendie détruira en 1957. Des pièces ont été récupérées, avant d'être exposées au Charles Hosmer Morse Museum of American Art (en) (Floride) et au Metropolitan Museum of Art ;
- entre 1910 et 1911, Morocco Temple (en) à Jacksonville (Floride) ;
- entre 1921 et 1926, le Mémorial de la Liberté à Kansas City (Missouri).

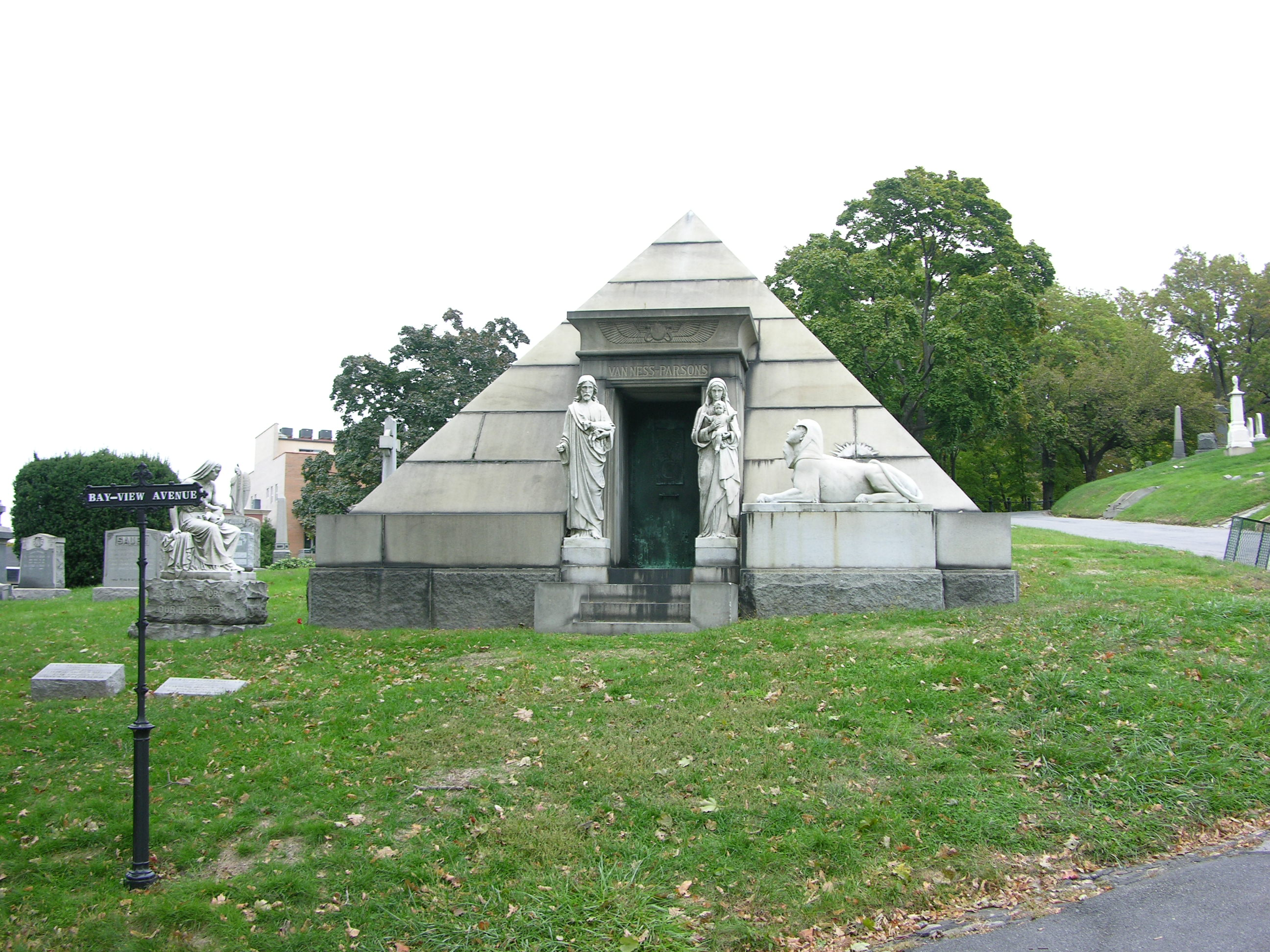
Mausolée de Van Ness et Parsons, cimetière de Green-Wood.
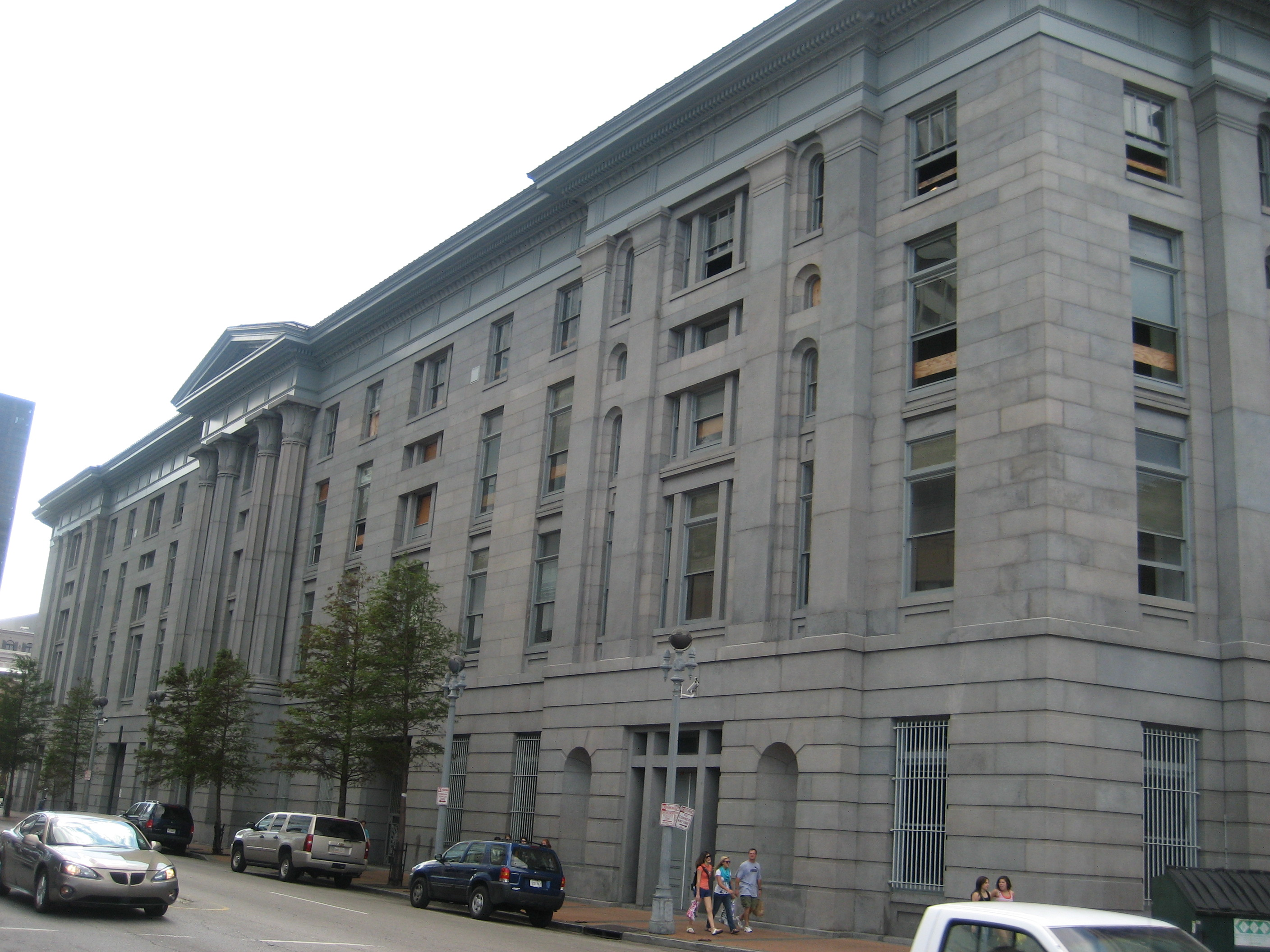
Bureau de la douane des États-Unis à La Nouvelle-Orléans.
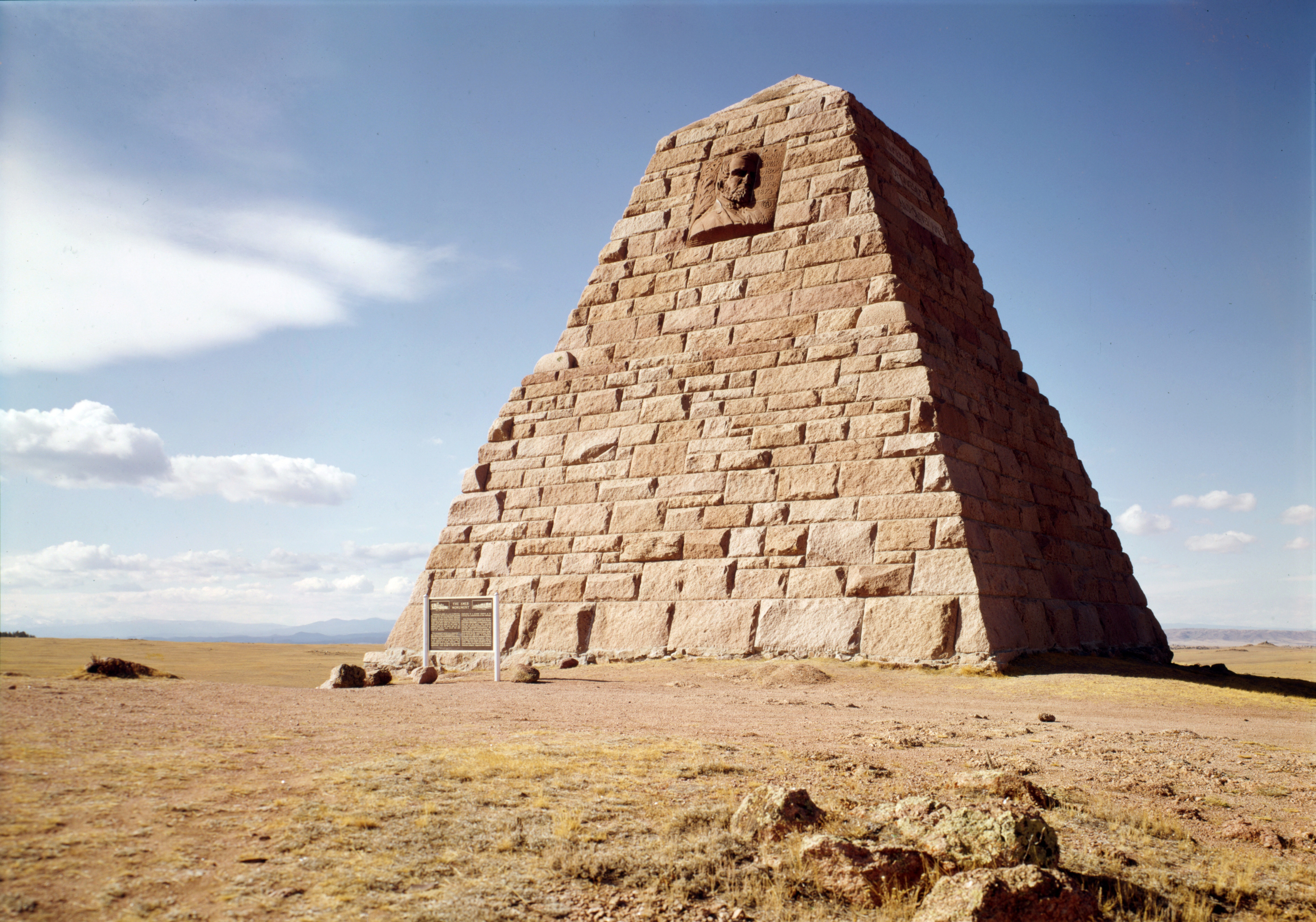
Ames Monument
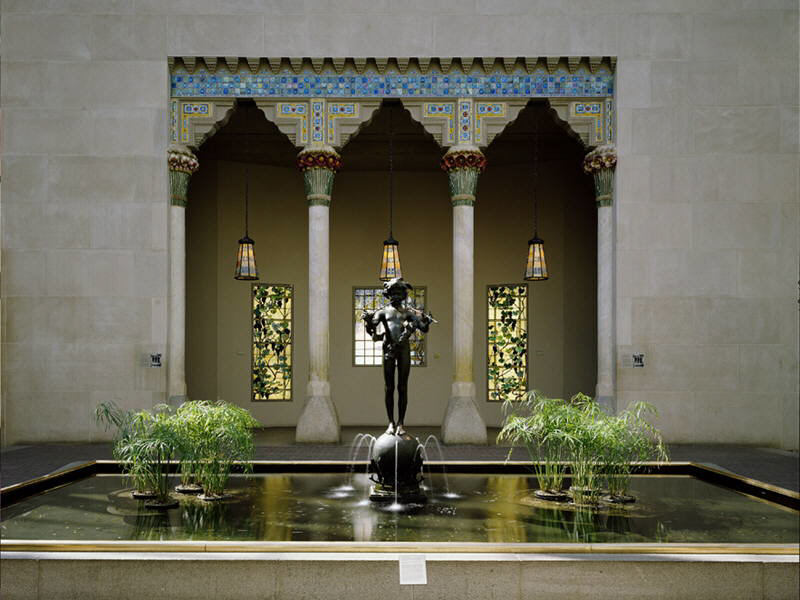
Colonnes de l'entrée de Laurelton Hall, Metropolitan Museum of Art.
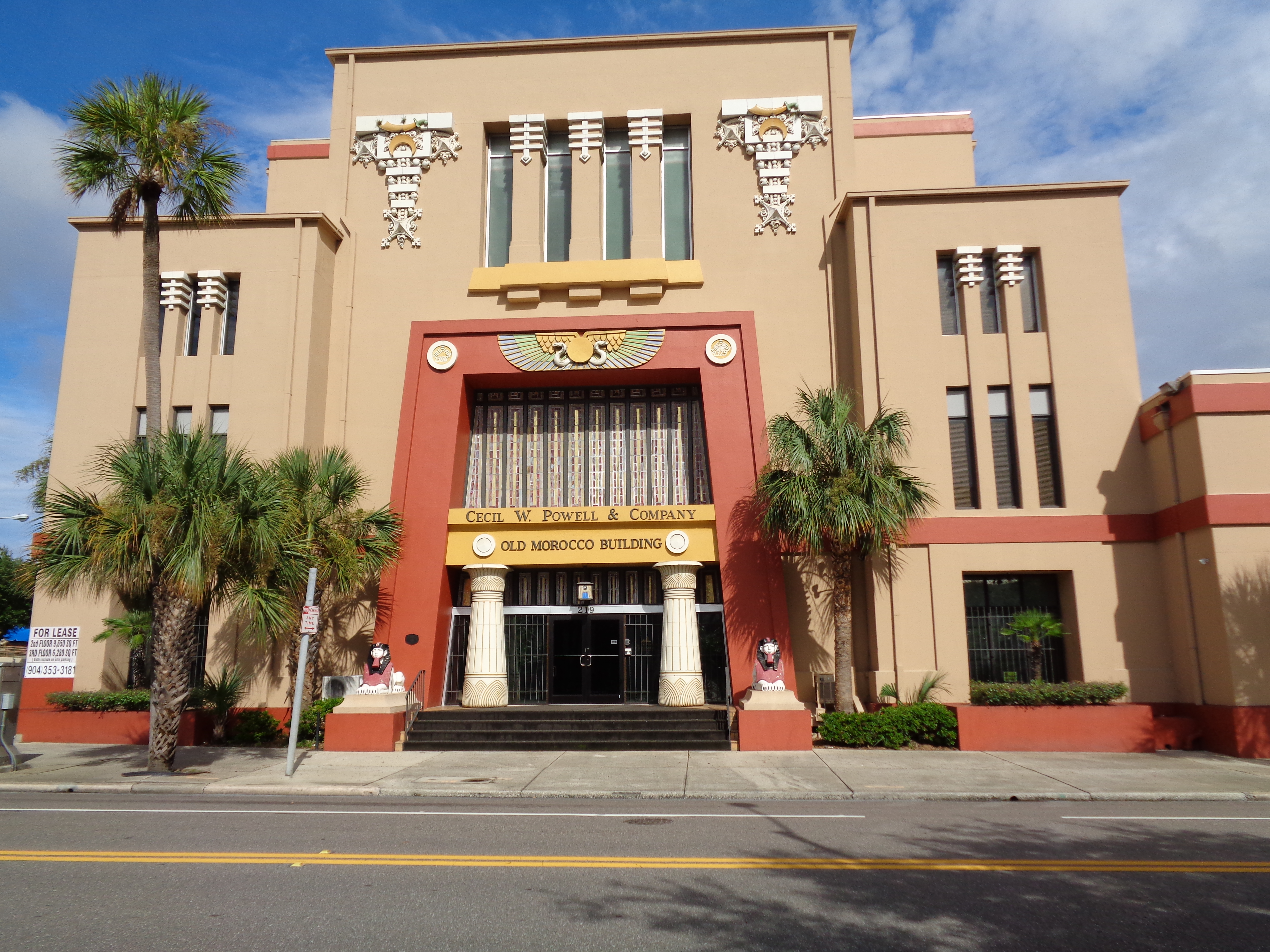
Morocco Temple (en)
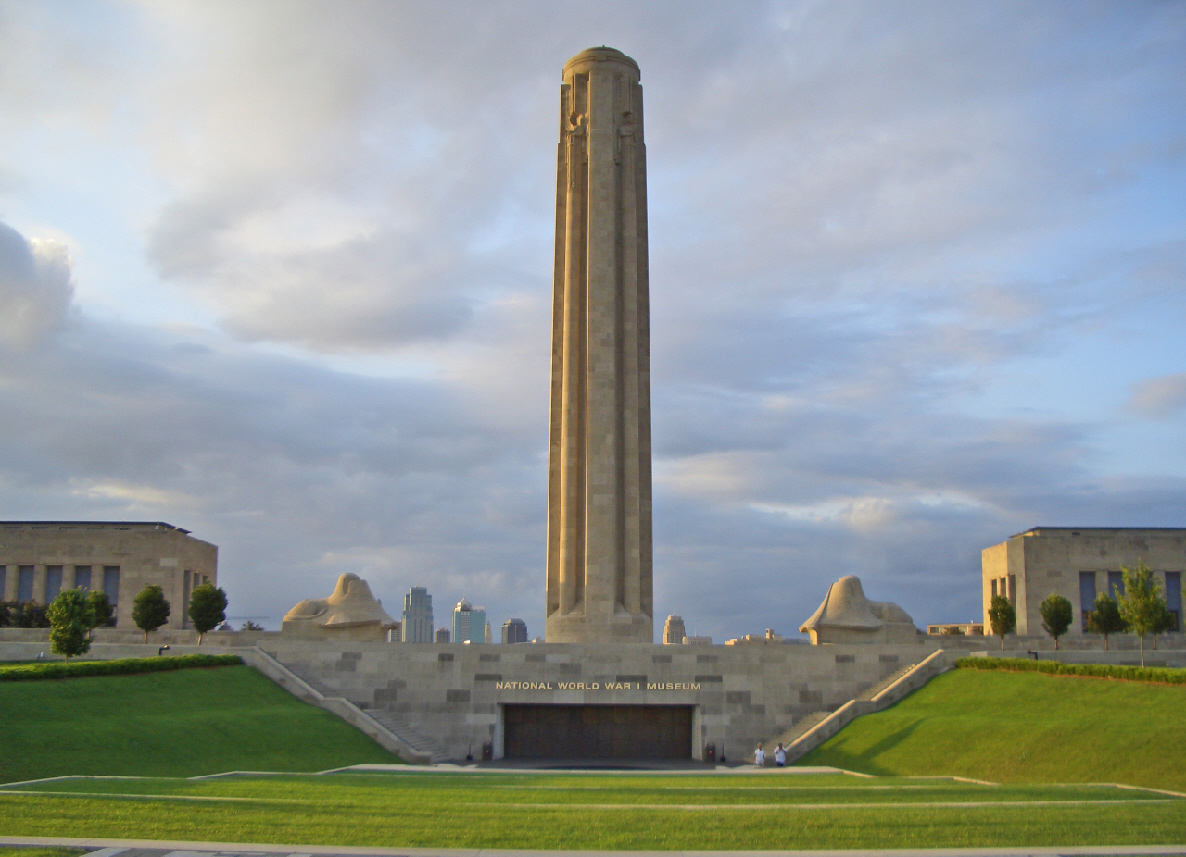
Mémorial de la Liberté, Kansas City.

## Troisième période
Les expéditions qui ont conduit à la découverte en 1922 du trésor du tombeau de Toutânkhamon par l'archéologue Howard Carter ont entraîné une troisième vague d'égyptomanie. Cet engouement des années 1920 pour l'Égypte est parfois considéré comme un avatar de l'Art déco. Ce regain d'intérêt pour les motifs égyptiens se retrouve aussi bien dans l'architecture que dans le design et l'ameublement. Aux États-Unis, cette vague entraîne la mode des Egyptian Theatre (en), théâtres dont l'esthétique emprunte à celle de l'ancienne Égypte.

### États-Unis
- Le Grauman's Egyptian Theatre à Los Angeles, aujourd'hui siège de la cinémathèque américaine (en), est un théâtre à l'architecture d'inspiration égyptienne construit à cette époque[Quoi ?]. Par pure coïncidence, ce théâtre « égyptien » fut dessiné, construit et ouvert en octobre 1922, deux semaines avant la découverte historique du tombeau en novembre 1922.

- Le hangar de Reebie (en), construit à Chicago en 1922, se caractérise par deux statues de Ramsès II et l'utilisation précise des images de hiéroglyphes de l'Égypte antique. Des bas-reliefs en plâtre dépeignent le transport par barges des céréales dans l'Égypte antique. Le hangar est un des meilleurs exemples du pays du plus pur style académique de l'éclectisme égyptien dans l'architecture commerciale, et a été désigné comme faisant partie des monuments remarquables de Chicago et mis sur le Registre national des lieux historiques.
- Les portes d'ascenseur du Chrysler Building, New York, 1928.
- L'Egyptian Theatre (en) de Delta, Colorado, 1928.
- Le Egyptian Theatre (en) de DeKalb, Illinois, 1928–29.

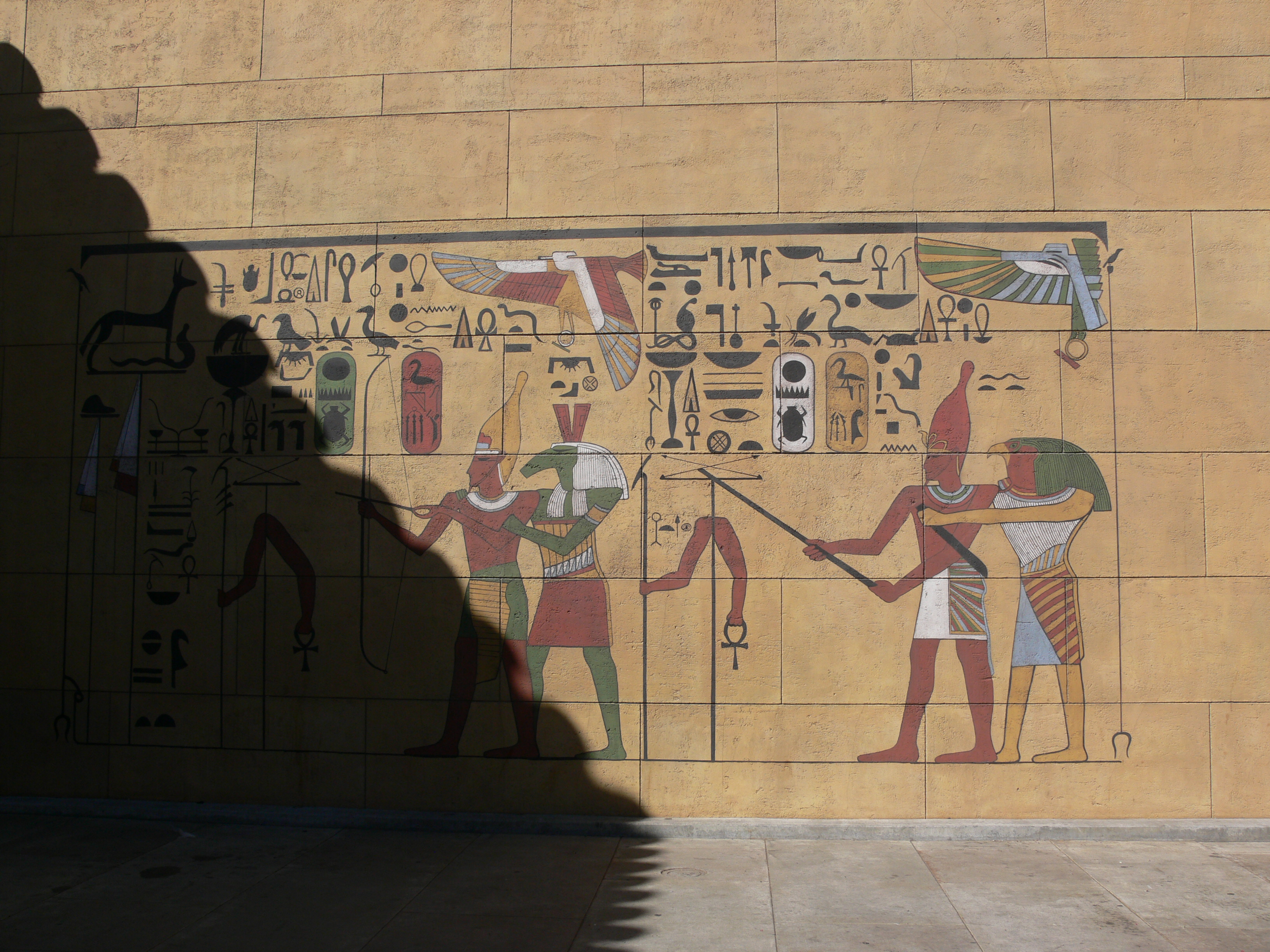
Mur du Grauman's Egyptian Theatre.
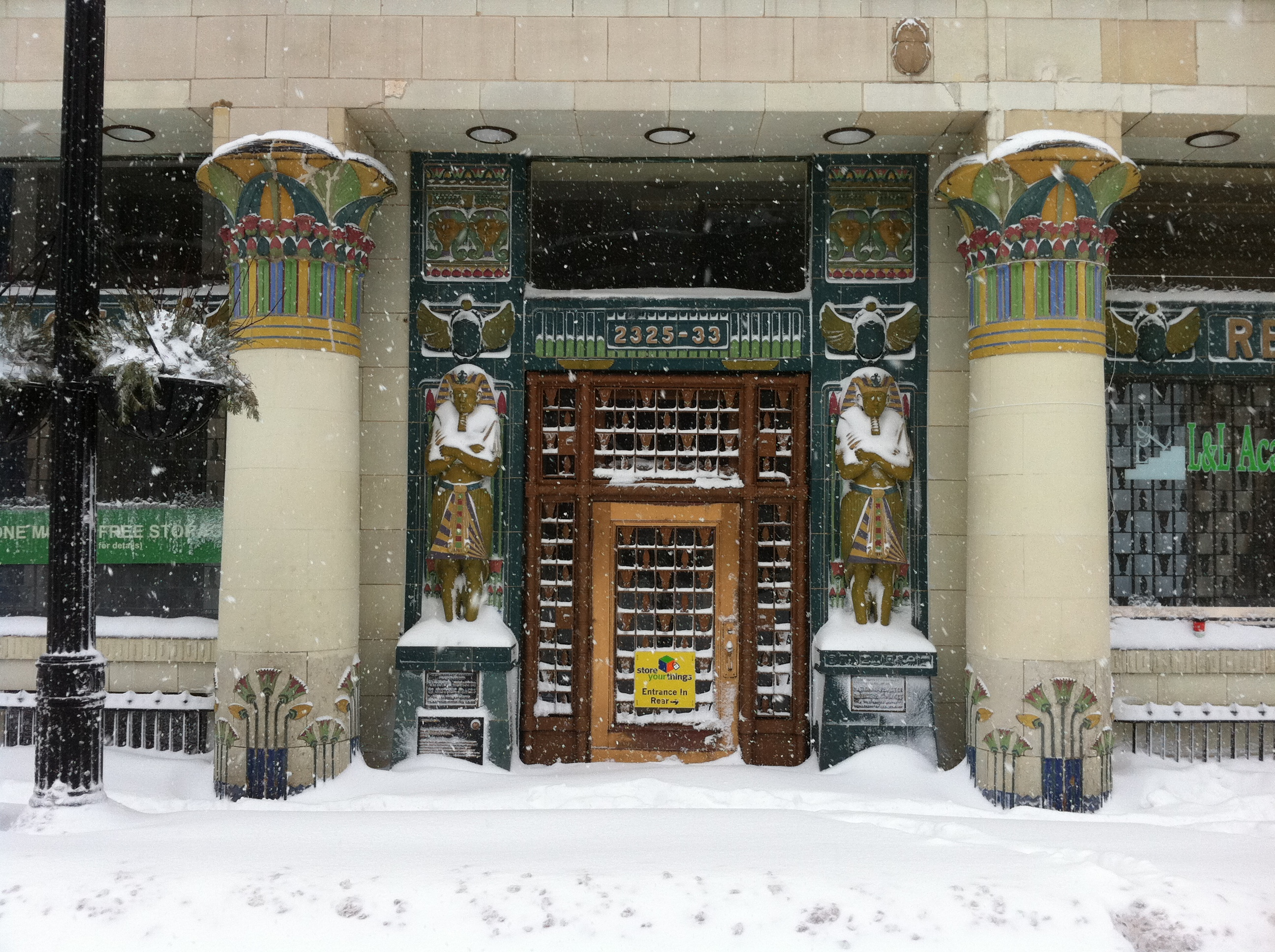
Entrée du hangar de Reebie.
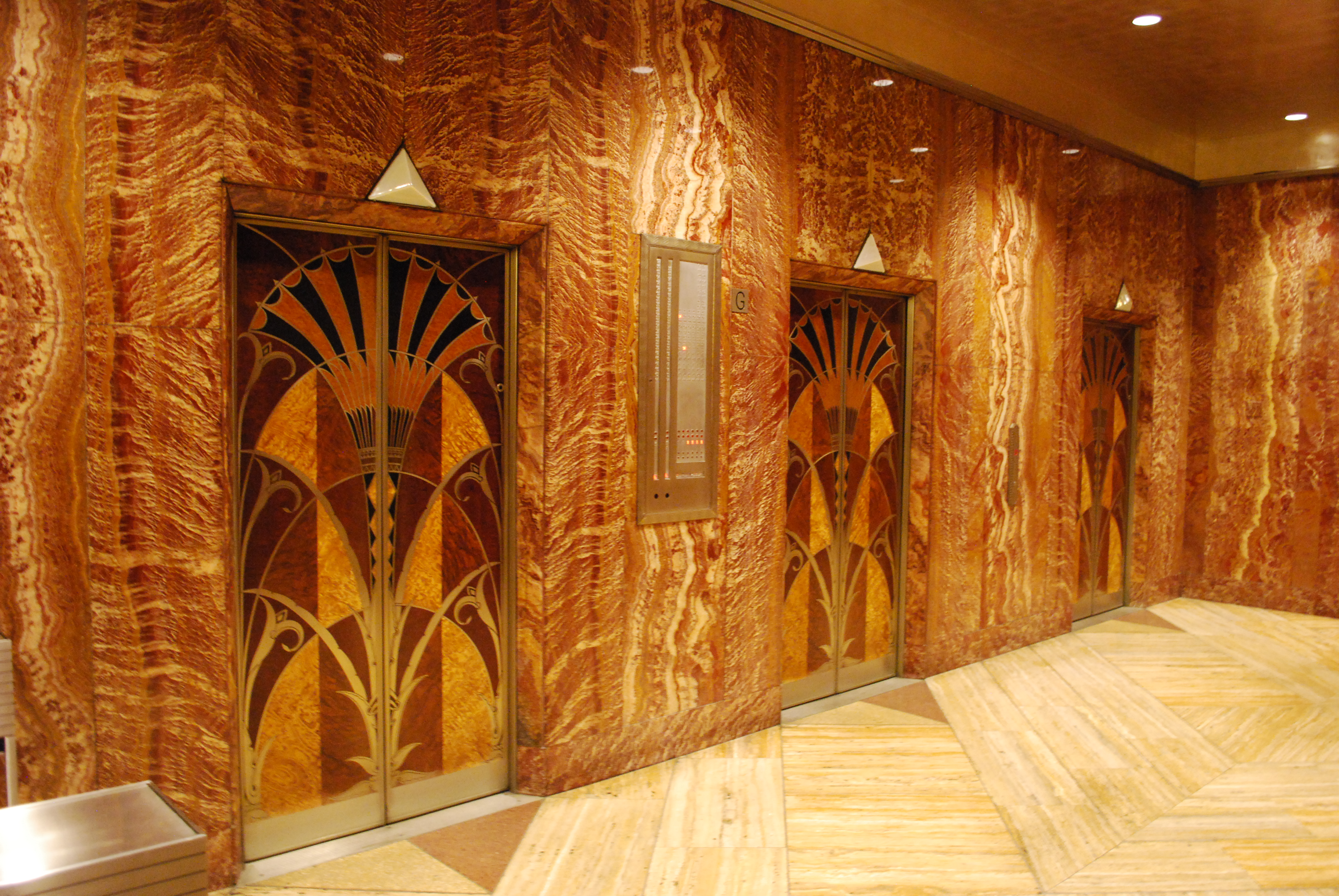
Ascenseurs dans le Chrysler Building.
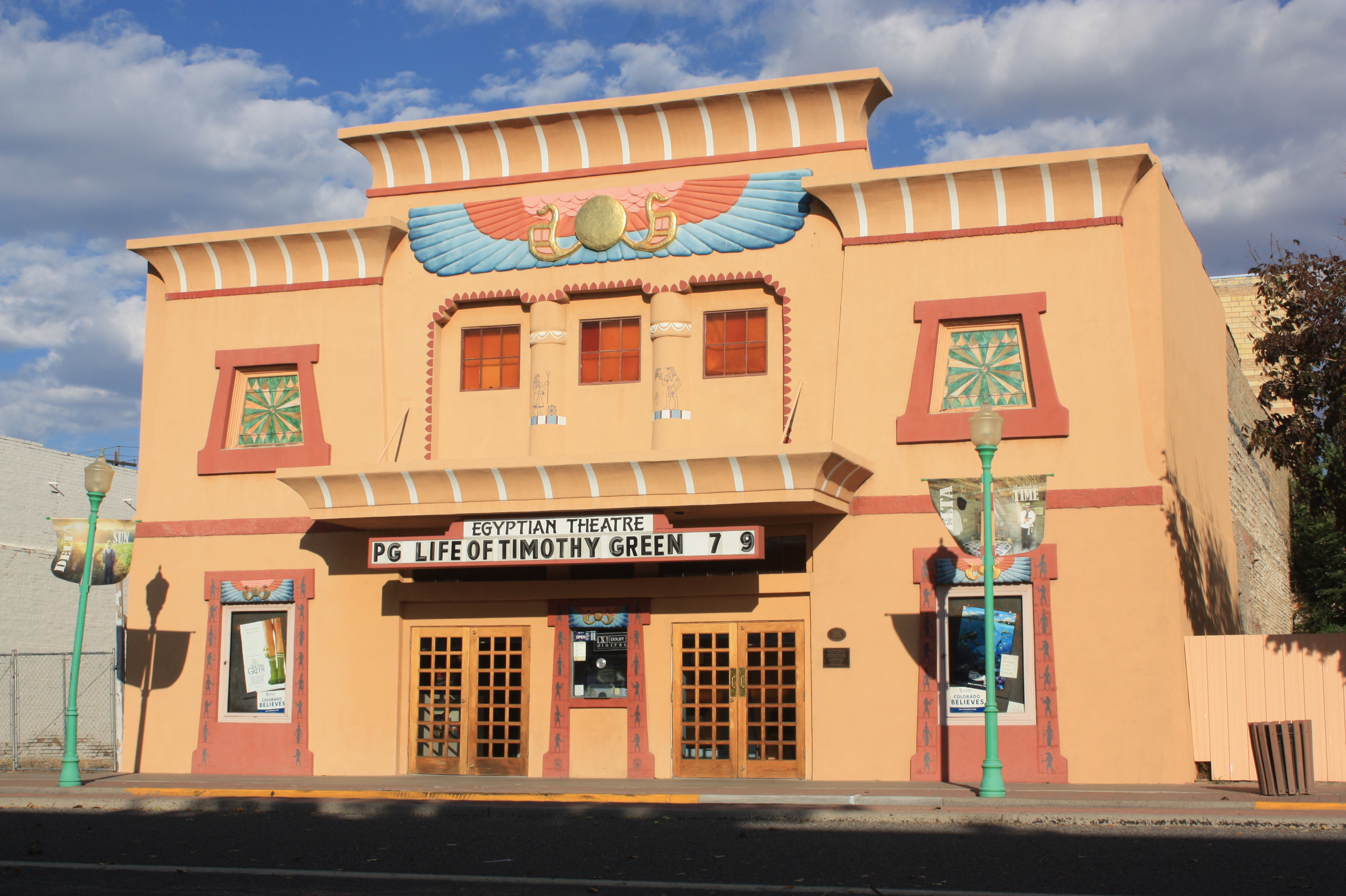
Egyptian Theatre (en) de Delta
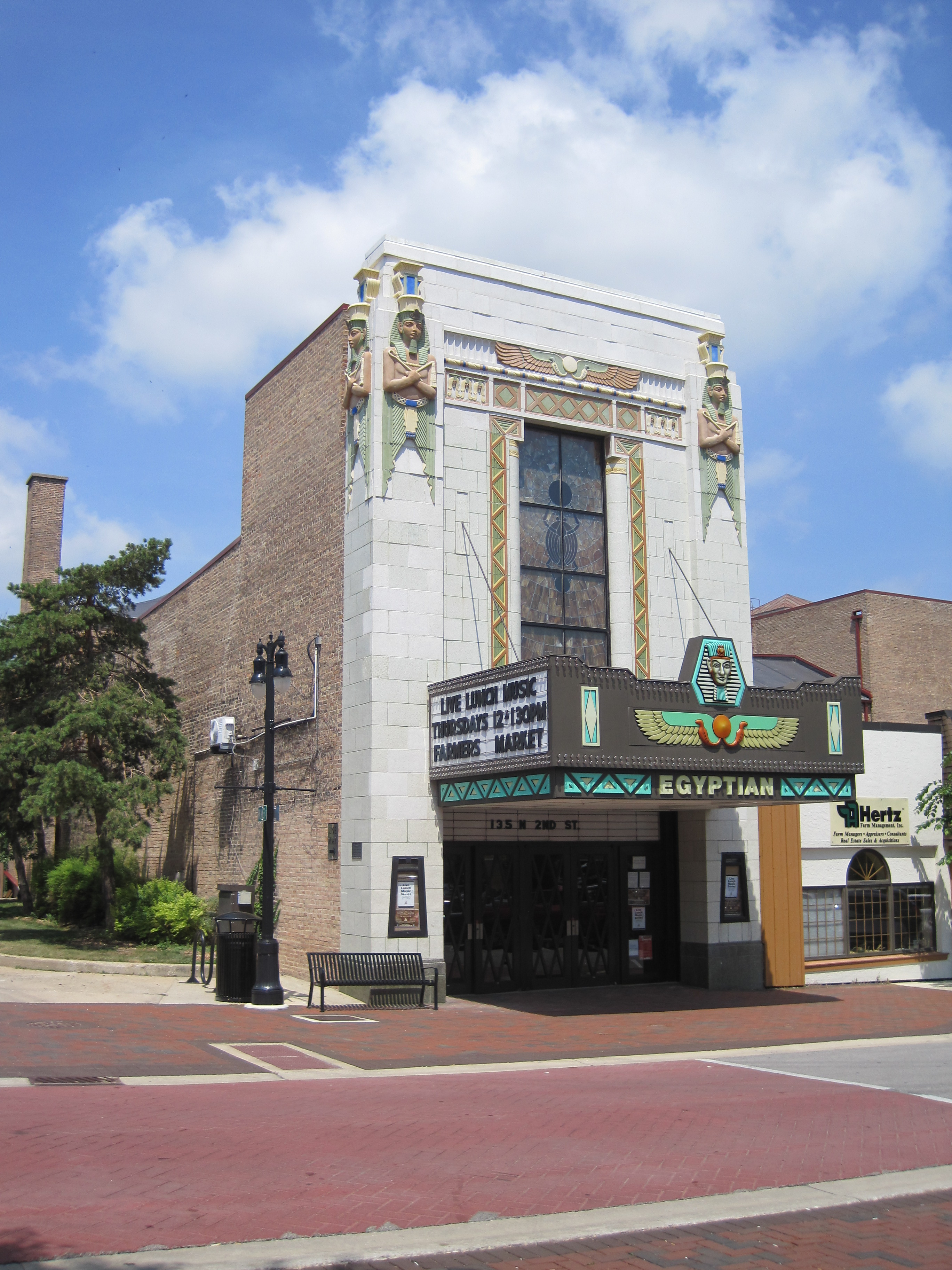
théatre égyptien de DeKalb (en) de DeKalb (Illinois).

### Roumanie
- Le Crématorium de Bucarest (ro), dans un style éclectique avec des éléments d'inspiration byzantine, syrienne et égyptienne, 1923.

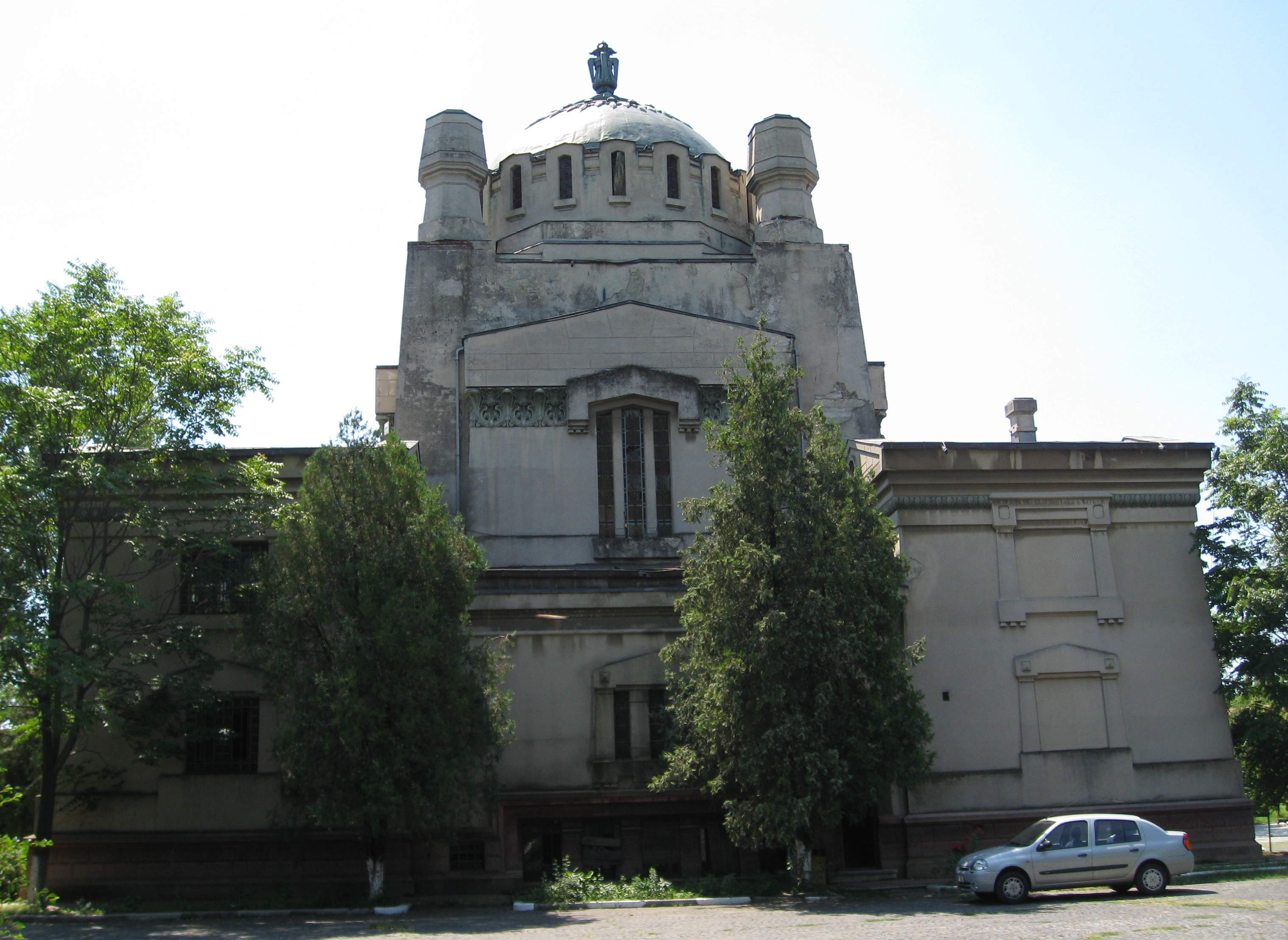

- Crématorium de Bucarest (ro)

### France
- La chapelle néo-égyptienne de Spechbach-le-Bas, 1928[21],[22].
- L'école de la Juncasse, Toulouse, 1932 - 1940.
- Les cinq médaillons sur la façade de la Faculté de médecine de Paris d'Henri Lagriffoul et de Paul Niclausse rappellent le rôle de l'Égypte dans la connaissance de la médecine, 1937[5],[23].

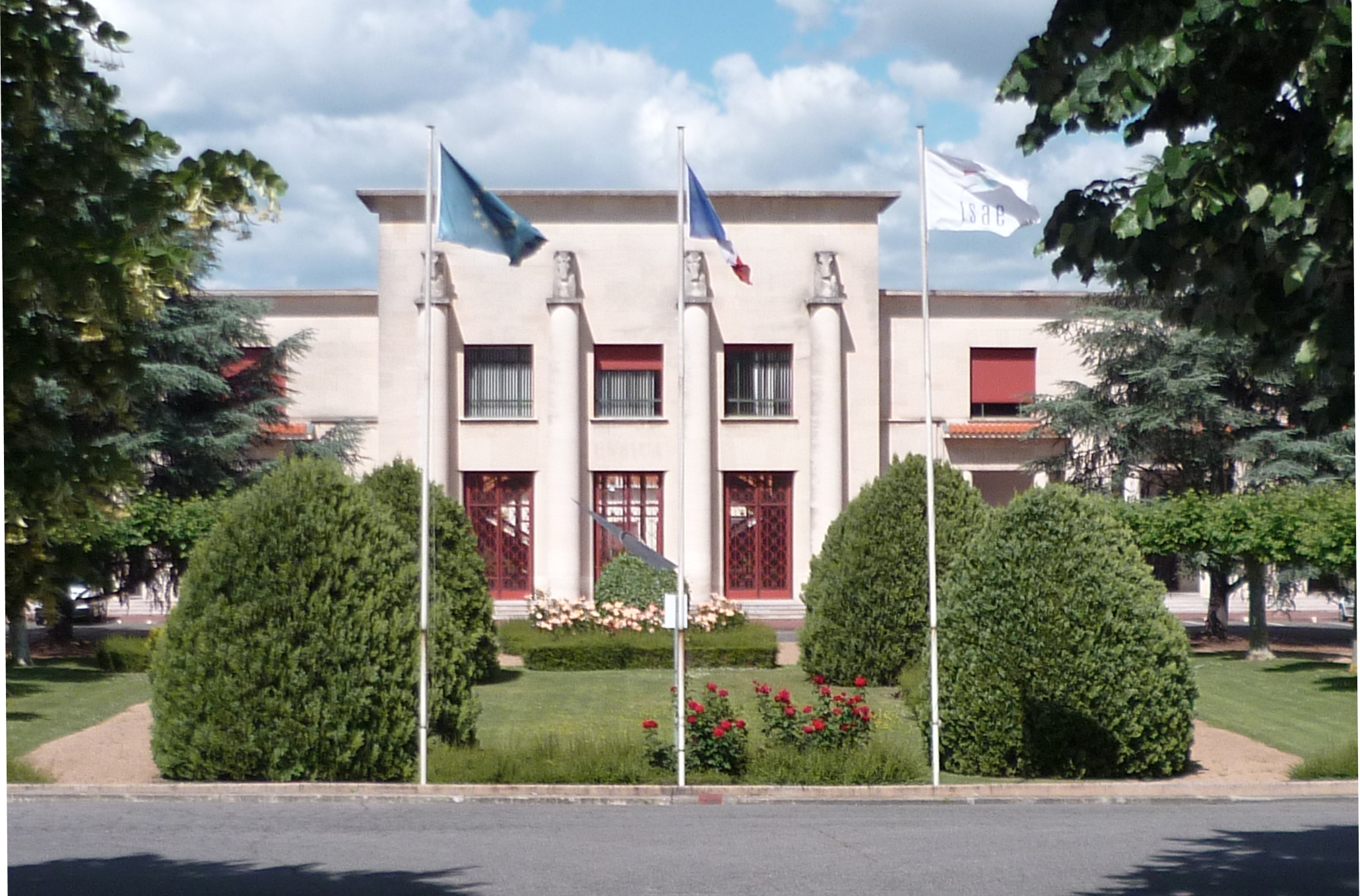
Façade et jardin d'honneur de l'école de la Juncasse, Toulouse.

### Australie
- Hobart Cenotaph (en) à Hobart (Tasmanie), 1925.

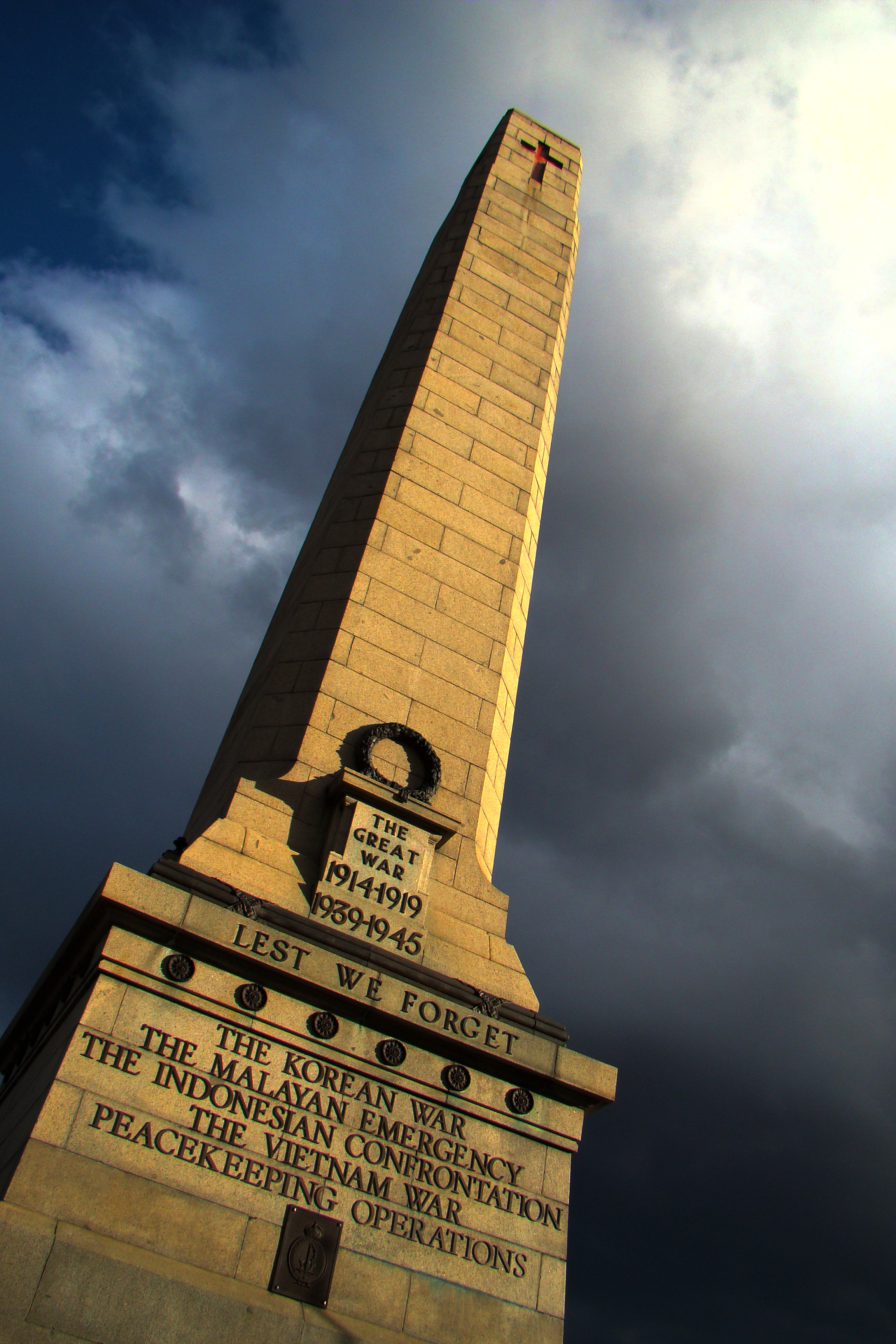
Hobart Cenotaph

### Royaume-Uni
- à Londres :
  - Carreras Cigarette Factory, 1926-1928
  - L'ancien Carlton Cinema, achevé en 1930.

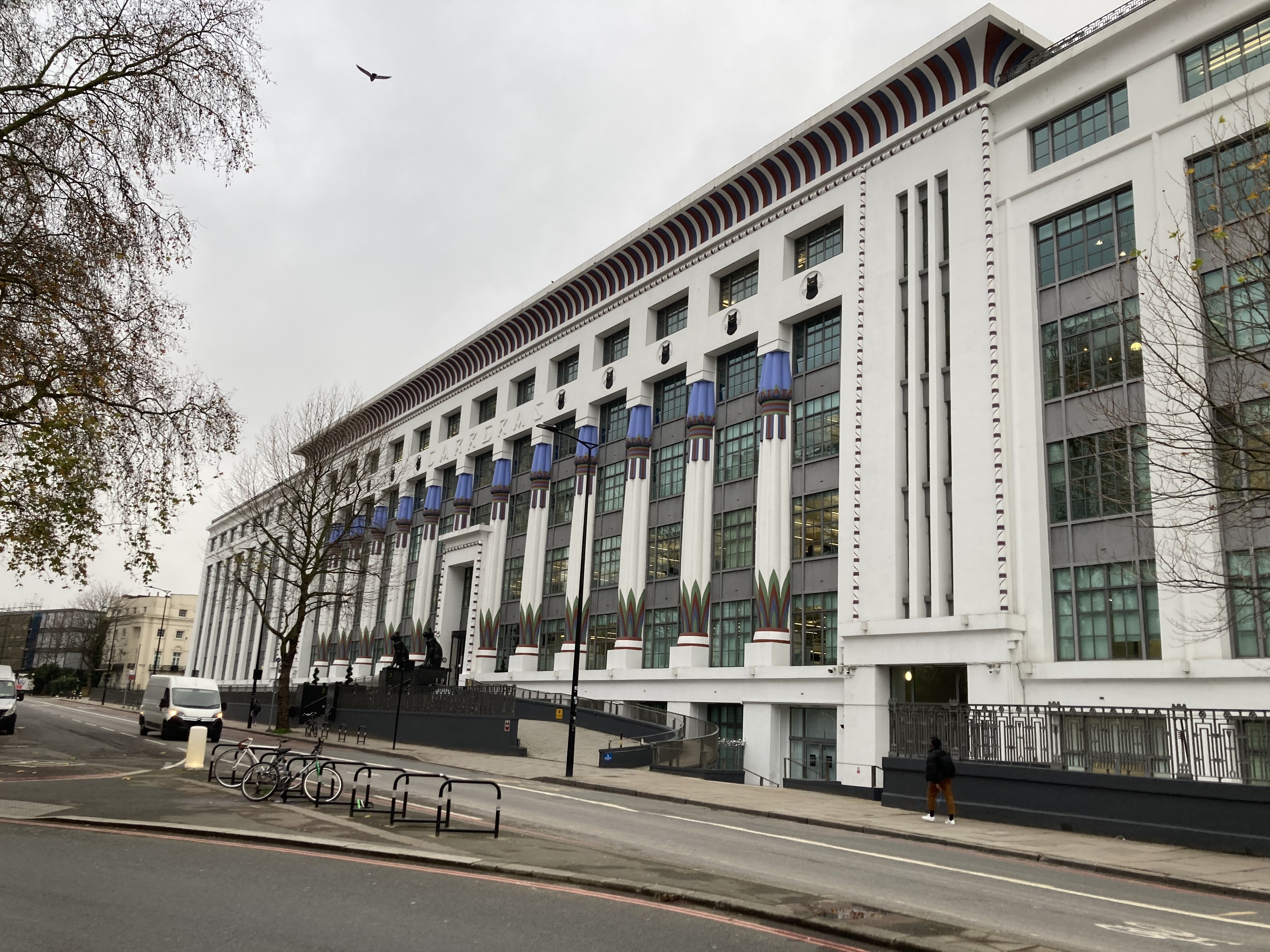
Façade de la Carreras Cigarette Factory.
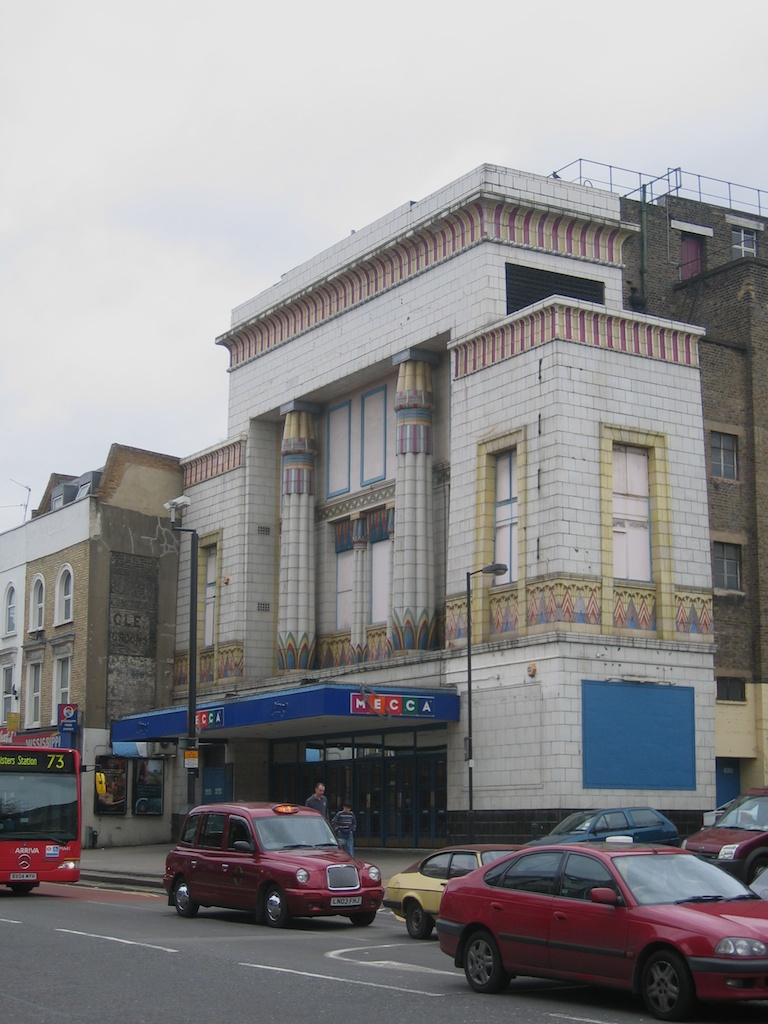
L'ancien Carlton Cinema, à Londres, achevé en 1930.

### Russie
- Alexeï Chtchoussev dessine le mausolée de Lénine à Moscou intégrant de nombreux éléments empruntant à la pyramide de Djéser, 1930.

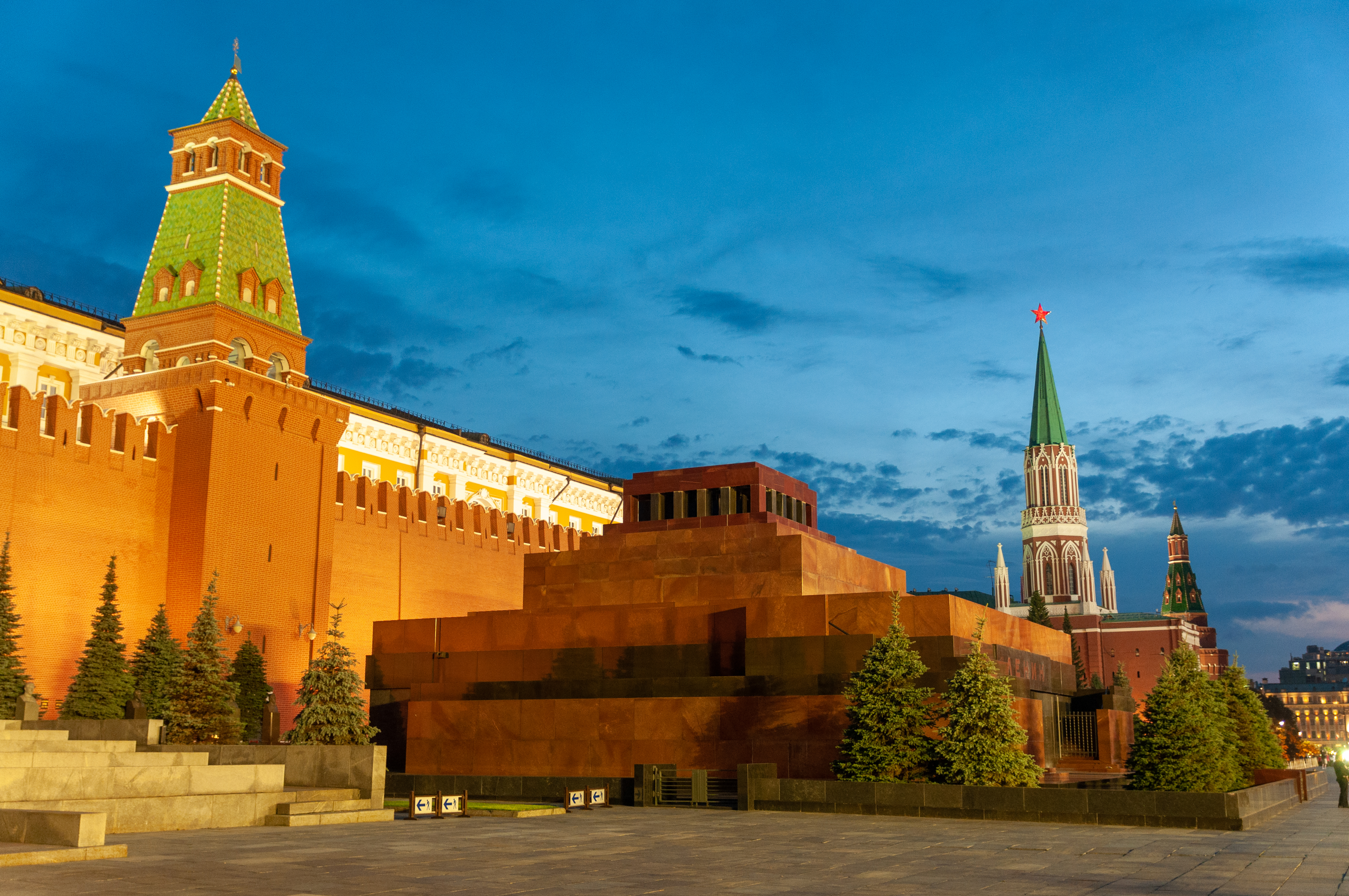
Mausolée de Lénine

### Liban
- Musée national de Beyrouth, 1930 - 1937.

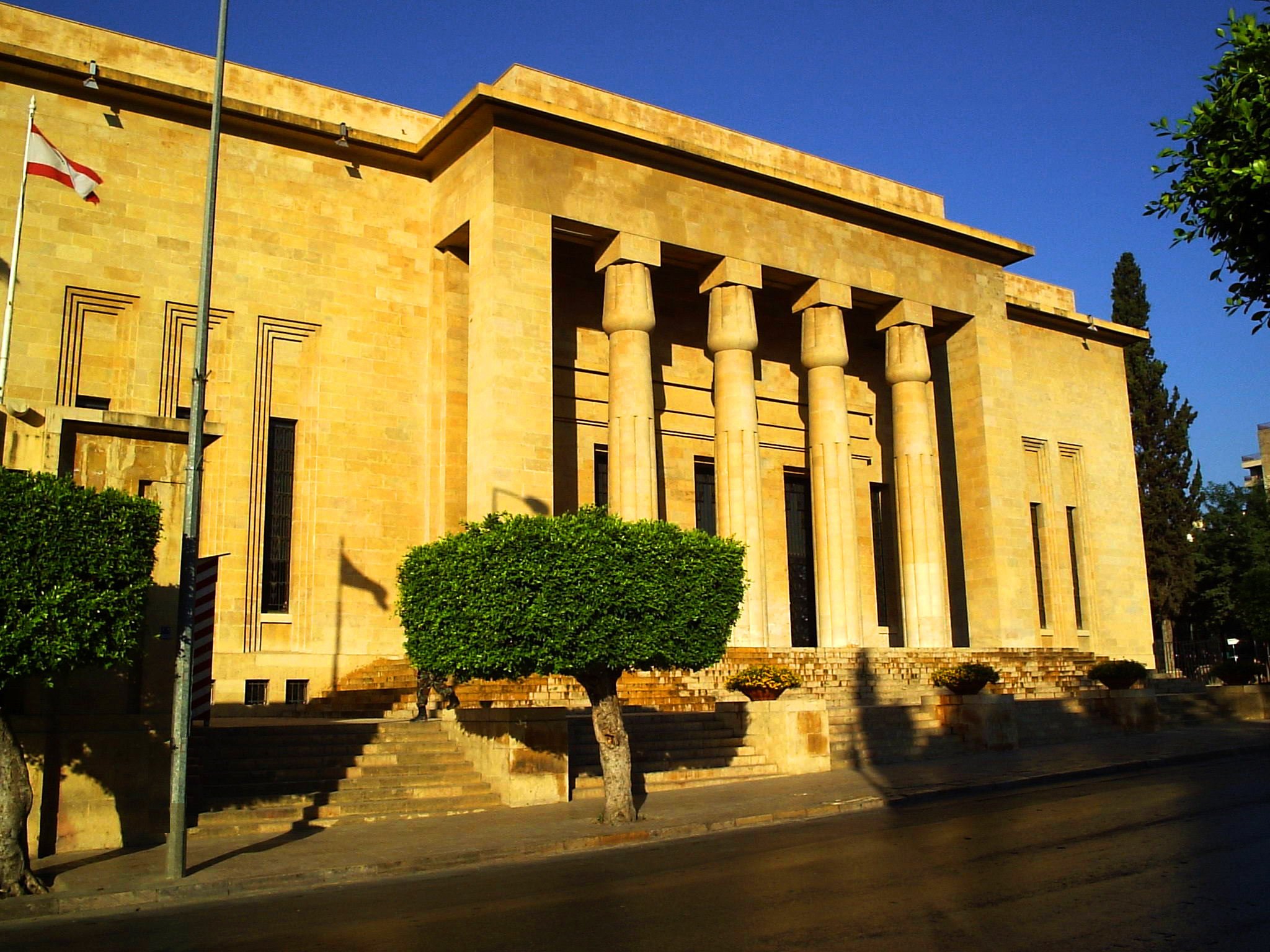
Musée national de Beyrouth.

## Après la troisième période
La pyramide du Louvre à Paris (1989) et le musée égyptien de la Rose-Croix (en) à San José en Californie sont des exemples actuels d'une résurgence d'un style éclectique égyptien. En outre, le jardin de la Rose-Croix, toujours à San José, contient de nombreux exemples architecturaux du renouveau égyptien.

### France
- à Paris :
  - Les réverbères télescopiques du pont du Carrousel par Raymond Subes, dont la forme est inspirée des obélisques, 1946[5] ;
  - la pyramide du Louvre à Paris, 1989 ;
  - la peinture murale en trompe-l'œil du 5 rue de l'Évangile représentant des archéologues au milieu de ruines égyptiennes, 1989[5],[24] ;
  - le monument des Droits de l'homme et du citoyen, dans les jardins du Champ-de-Mars, inspiré des mastabas, par Michel Jantzen et Ivan Theimer, 1989[5] ;
  - statue Isis l'Égyptienne, parc de Bercy, 2008[25].
- en Normandie :
  - l'allée des sphinx, sculptures végétales, château du Champ-de-Bataille, années 1990[21].
- dans les Hauts-de-France :
  - Zone dédiée à l'Égypte du parc Astérix, 2012.

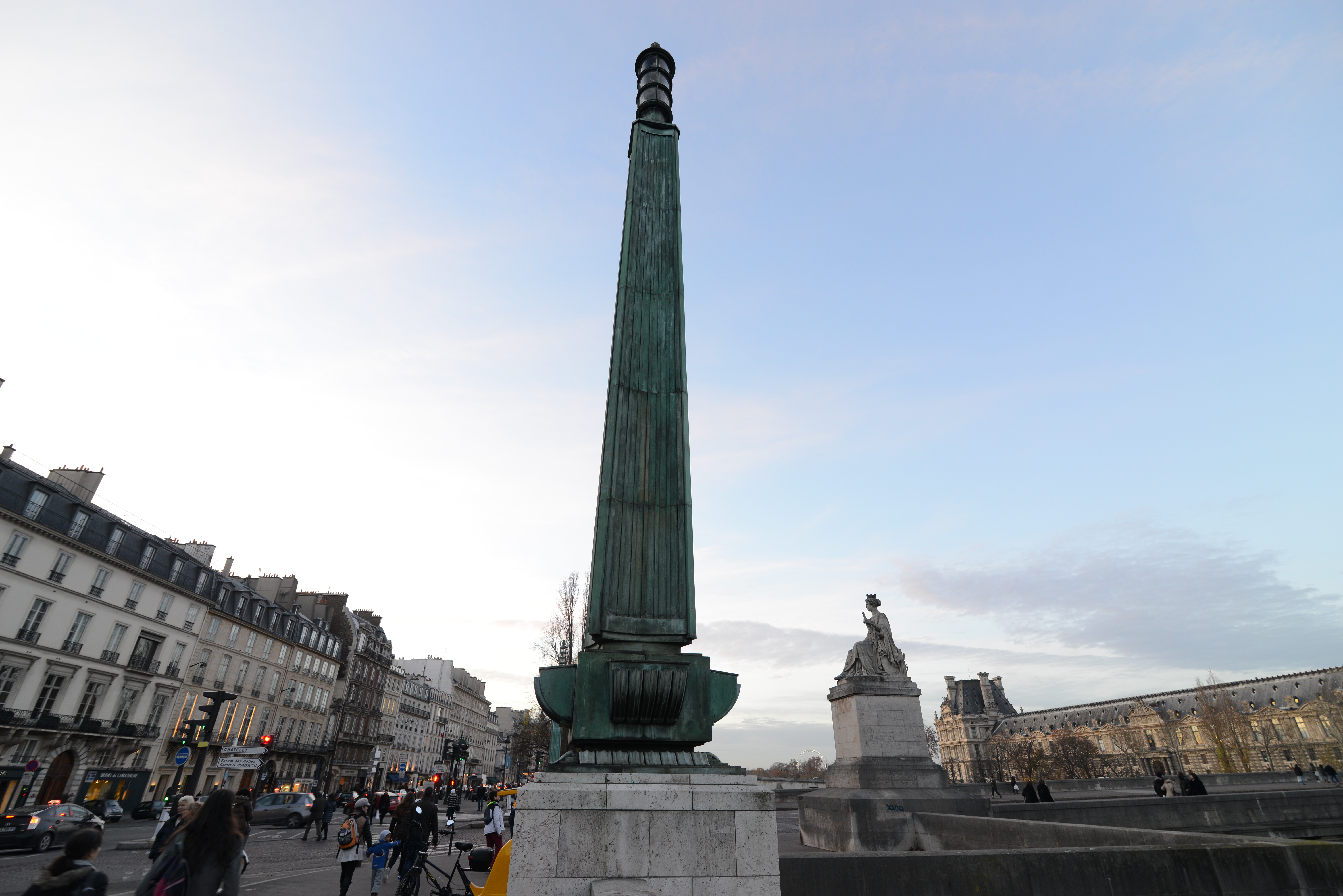
Réverbère du pont du Carrousel.
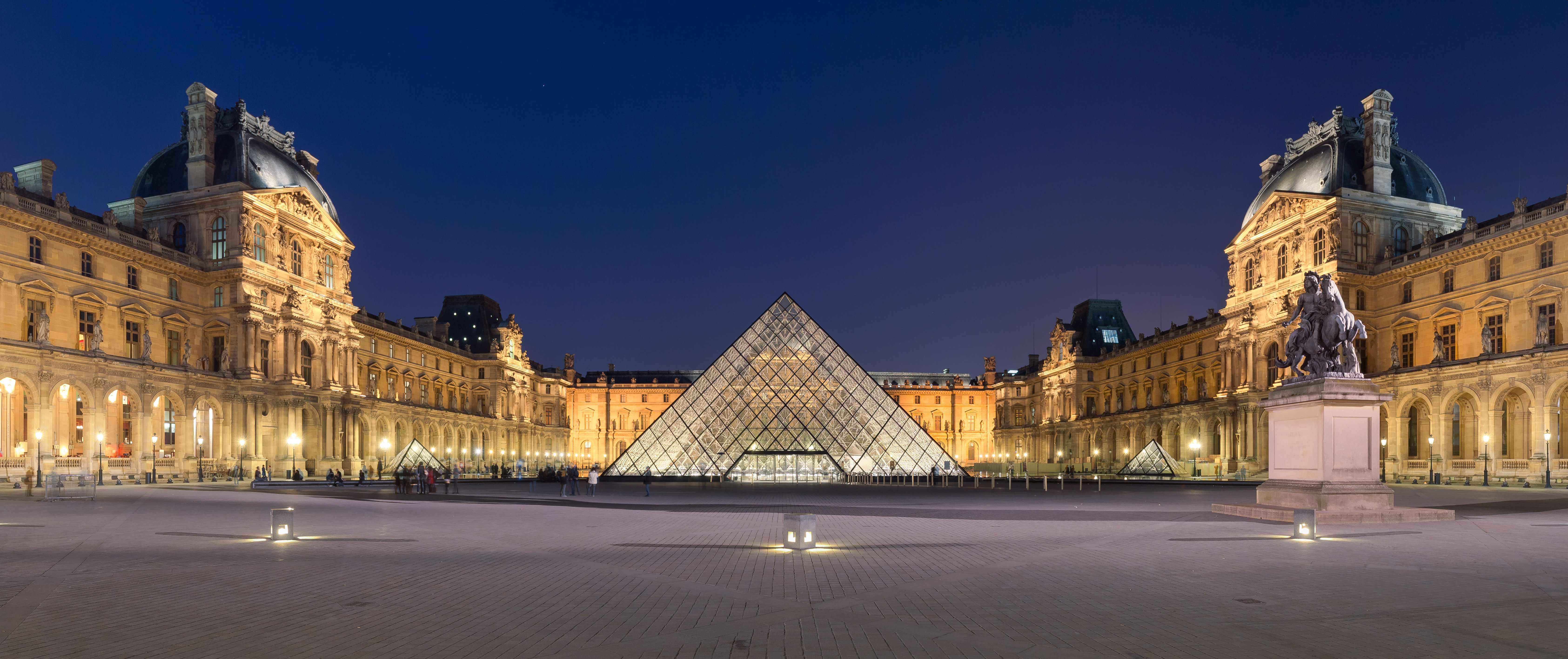
La cour Napoléon du Musée du Louvre, et sa pyramide, à la tombée de la nuit.
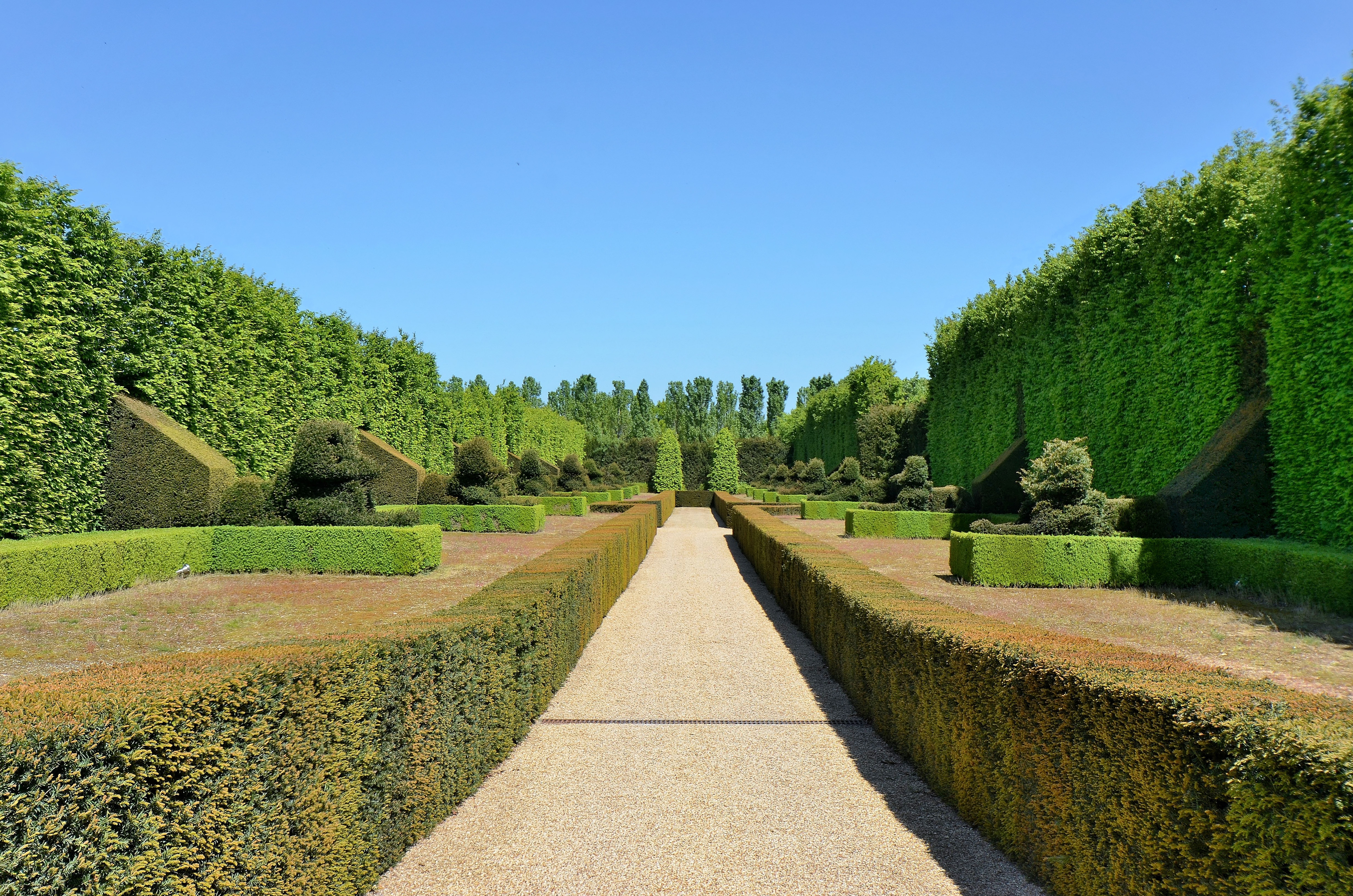
Château du Champ-de-Bataille : l'allée des Sphinx
Attraction OzIris, Parc Astérix.

### Italie
- La copie de l'obélisque Médicis (dont l'original se trouve à Florence) dans les jardins de la Villa Médicis à Rome, érigé à la demande de Balthus, directeur de l'établissement entre 1961 et 1977.

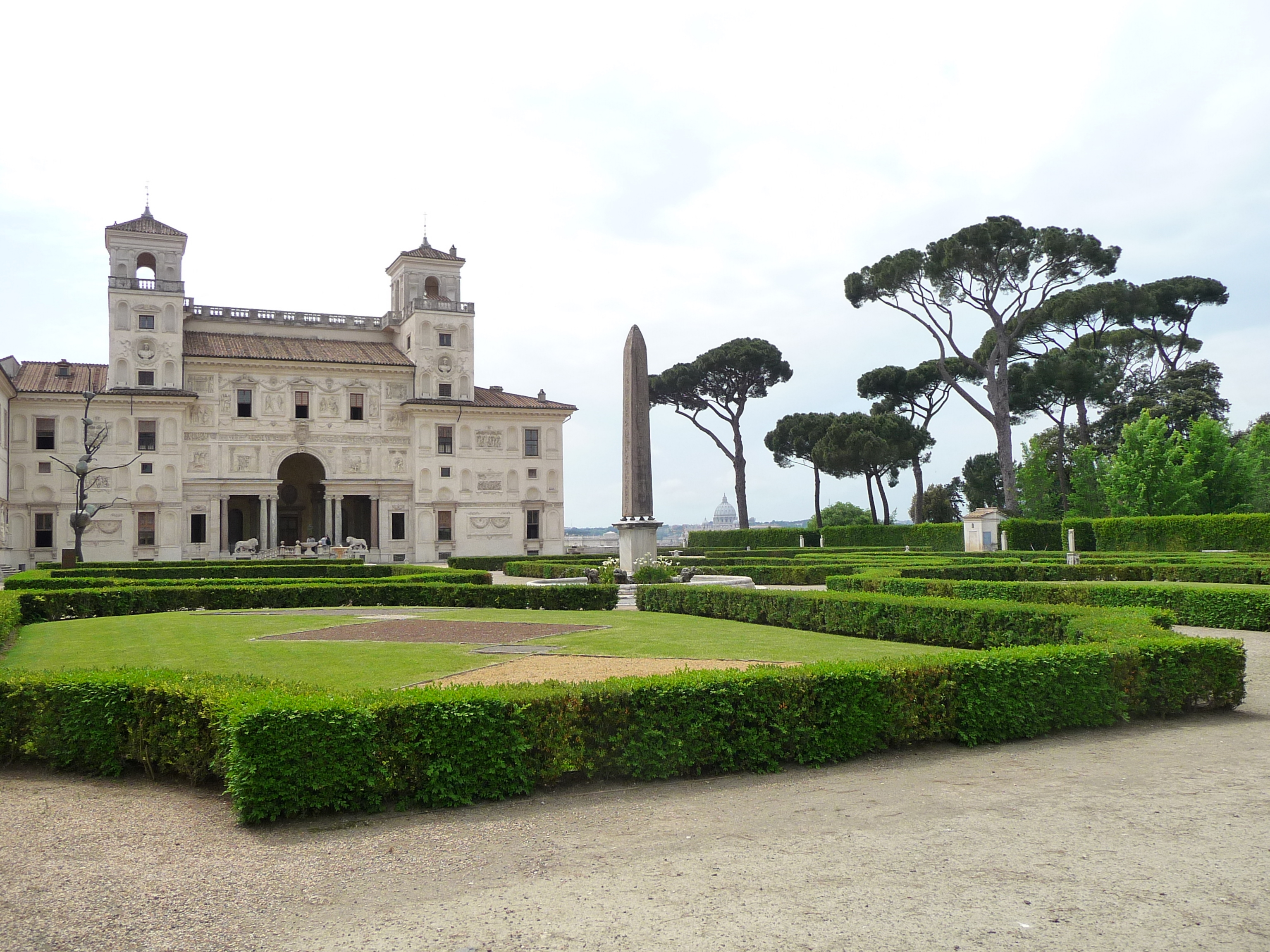
Copie de l'obélisque Médicis, Rome.

### États-Unis
- Musée égyptien de la Rose-Croix (en) à San José (Californie), 1966 ;
- Pyramid Arena à Memphis, 1991 ;
- Luxor Las Vegas, 1993.

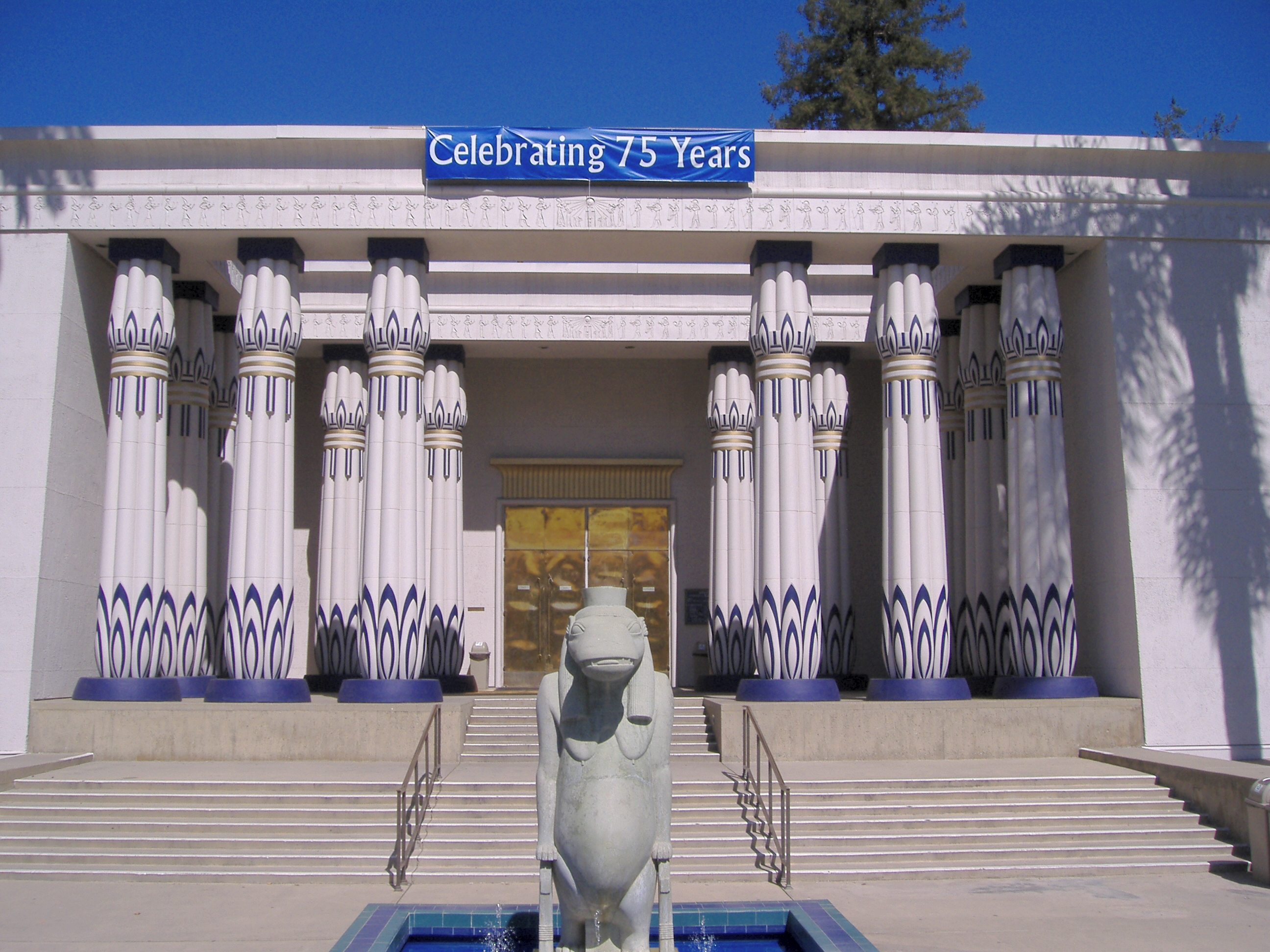
Entrée inspirée de Karnak du Musée égyptien de la Rose-Croix (en), avec sa statue de Taouret.
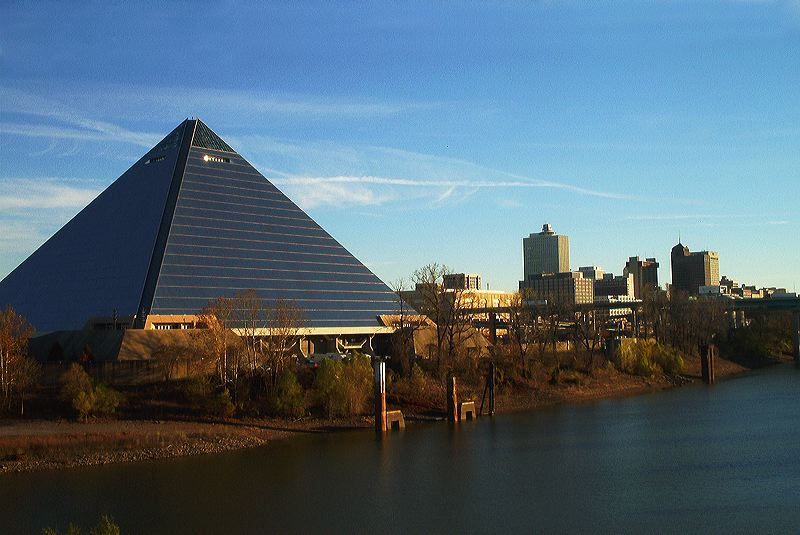
Pyramid Arena, Memphis.
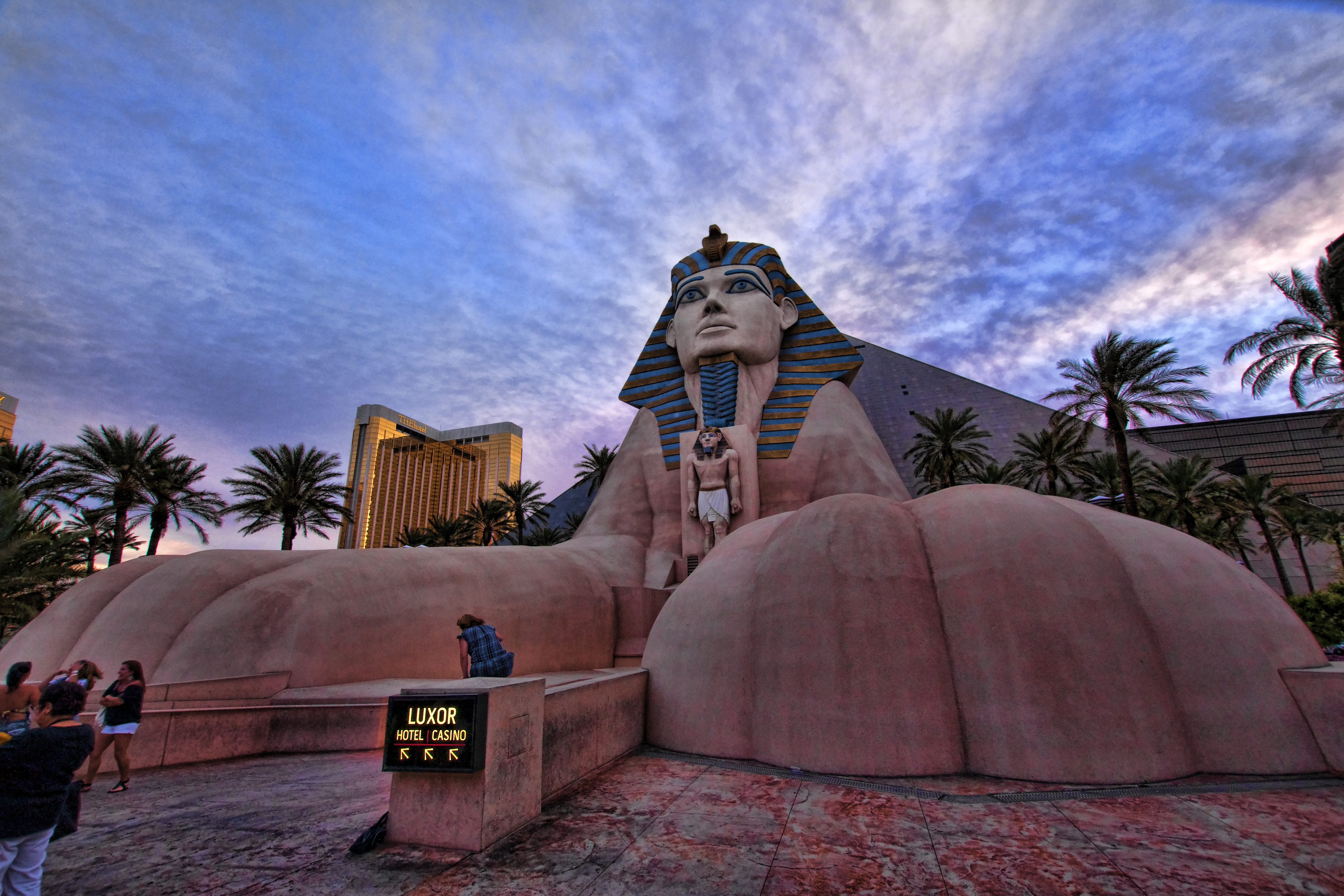
Le sphinx et la pyramide du Luxor.

### Belgique
- La tombe d'Edgar P. Jacobs (mort en 1987) à Lasne, notamment connu pour sa bande dessinée Le Mystère de la Grande Pyramide[26].

### Royaume-Uni
- La salle et l'escalator de style égyptien chez Harrods, à Londres.

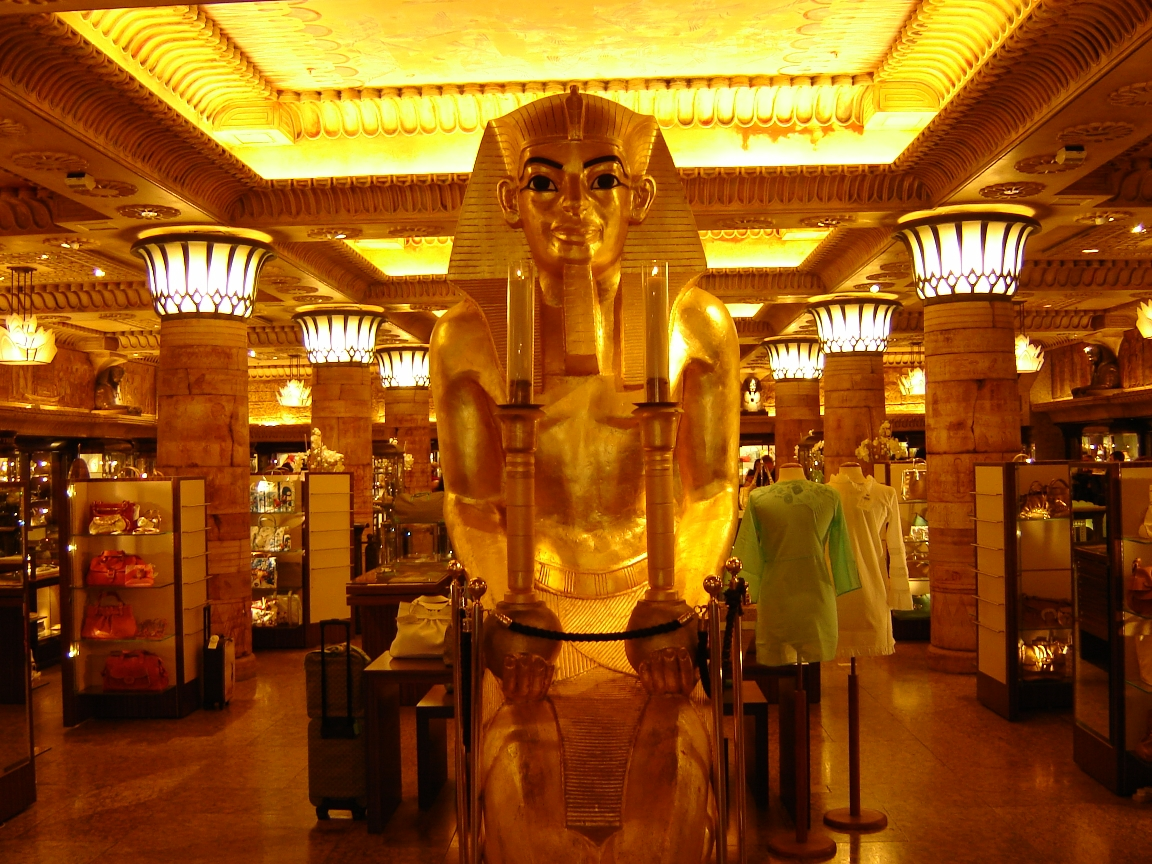
Salle égyptienne, Harrods.

### Égypte
- Oblisco Capitale (en), « nouvelle capitale », gratte-ciel prévu pour 2030[27].

## Illustrations

Cinéma Le Louxor à Paris
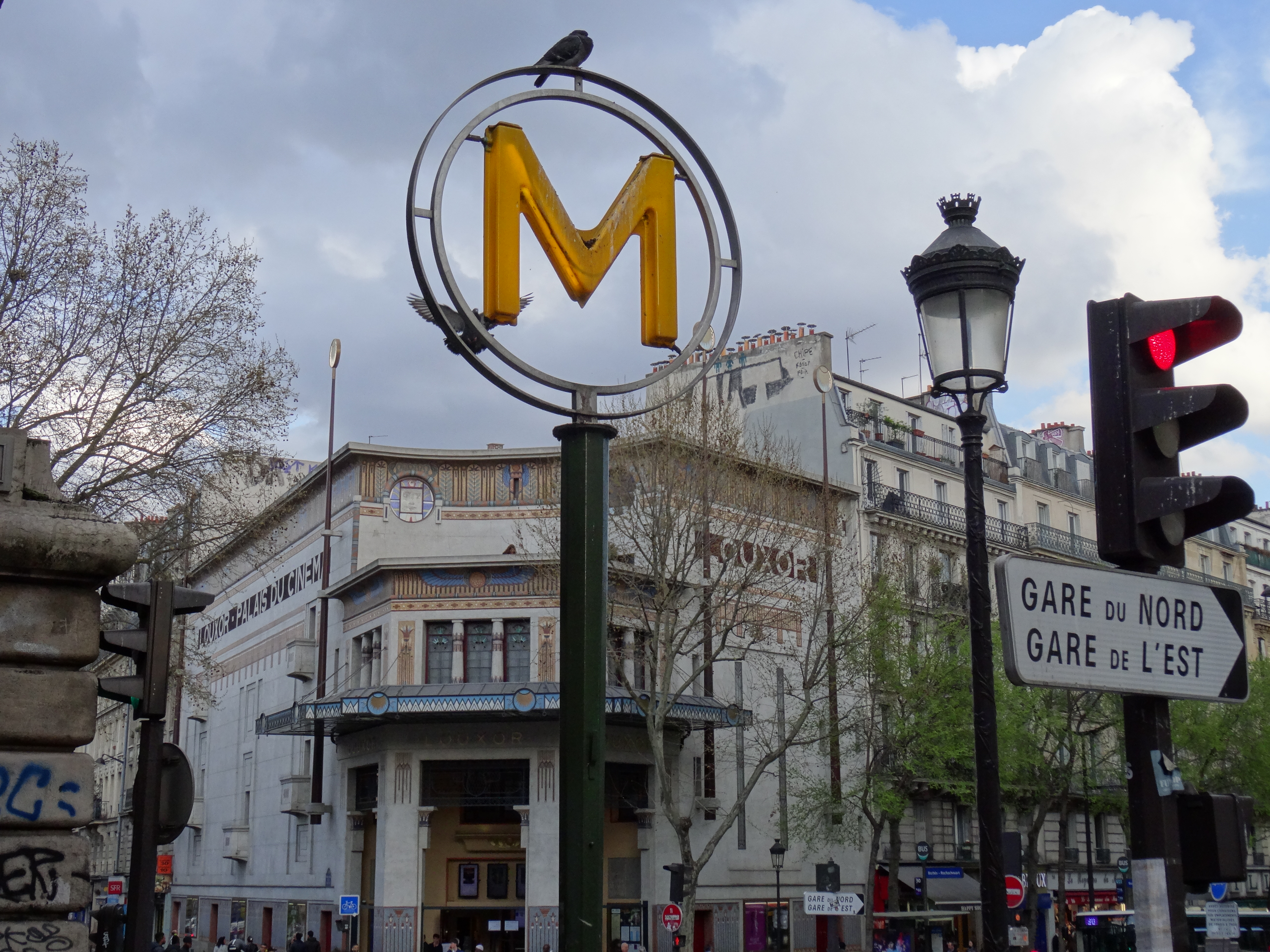
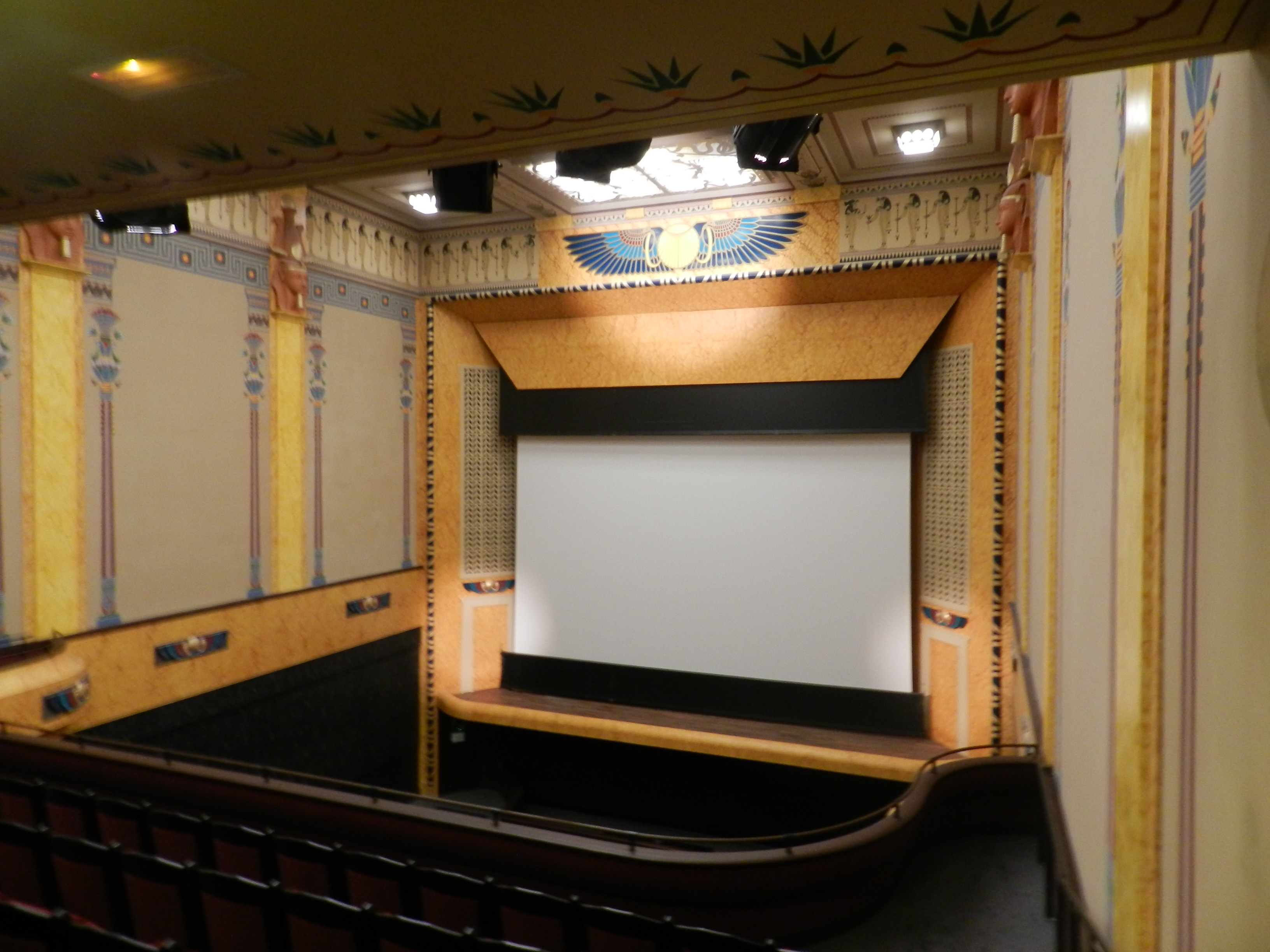
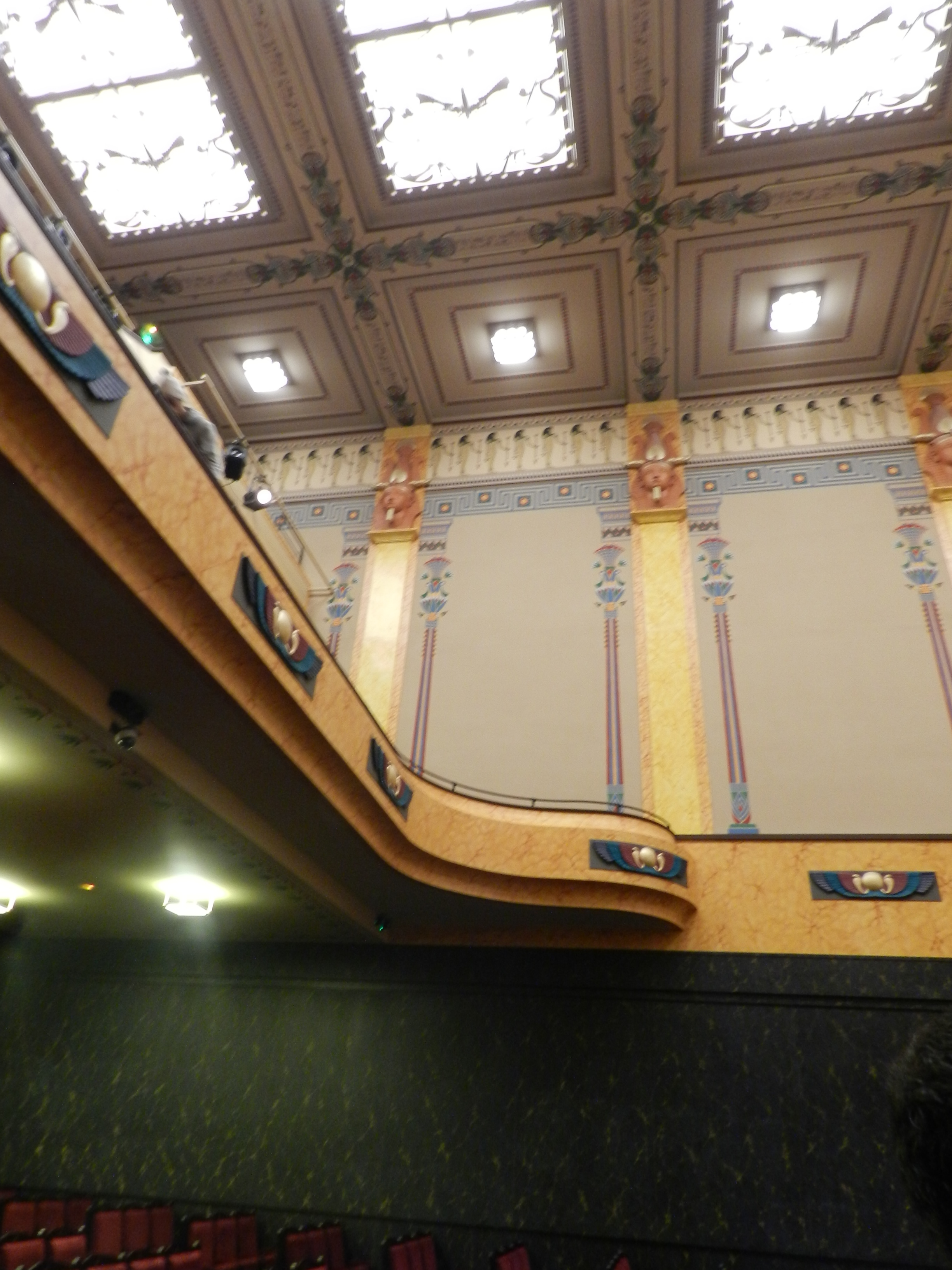
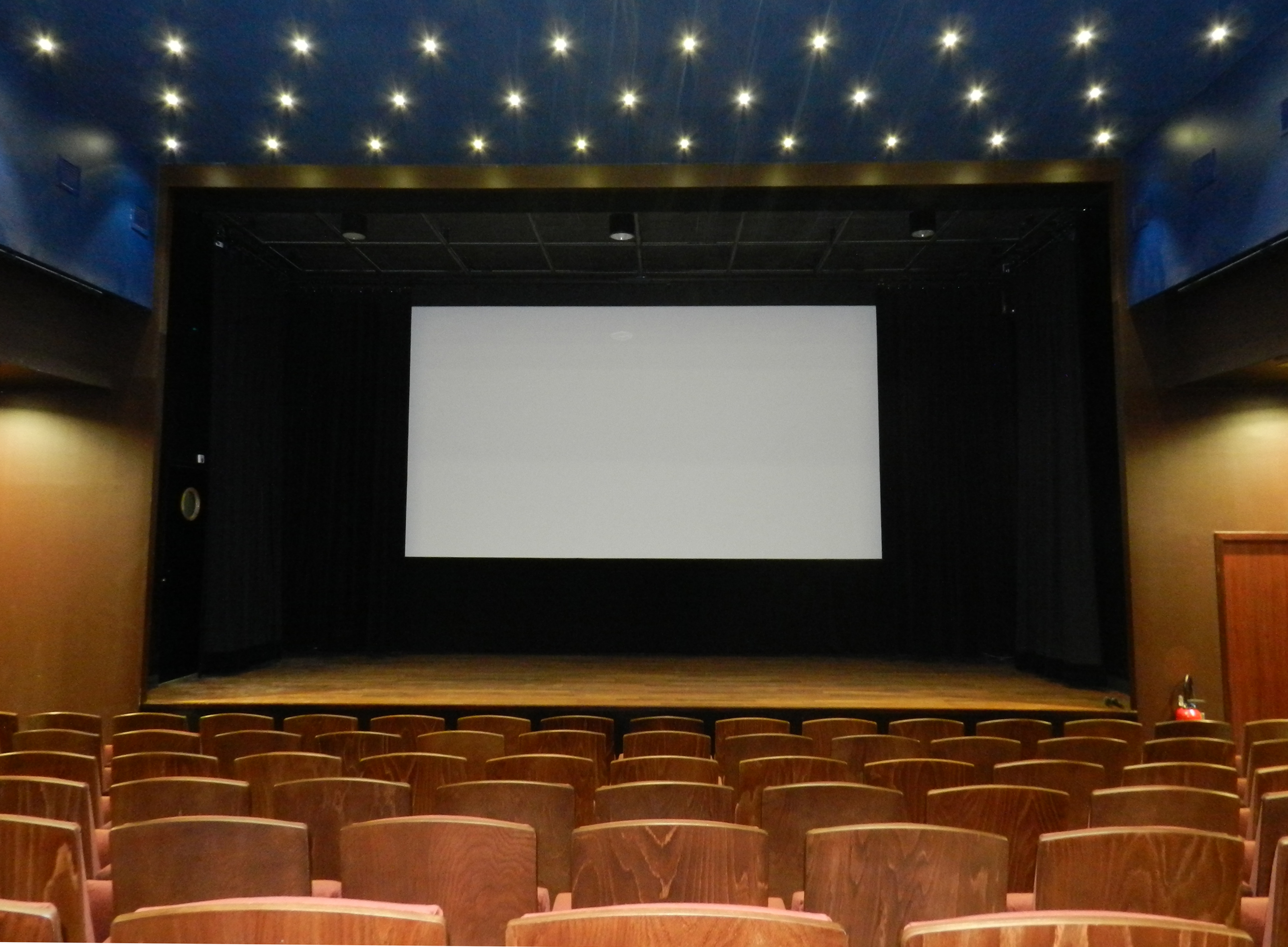
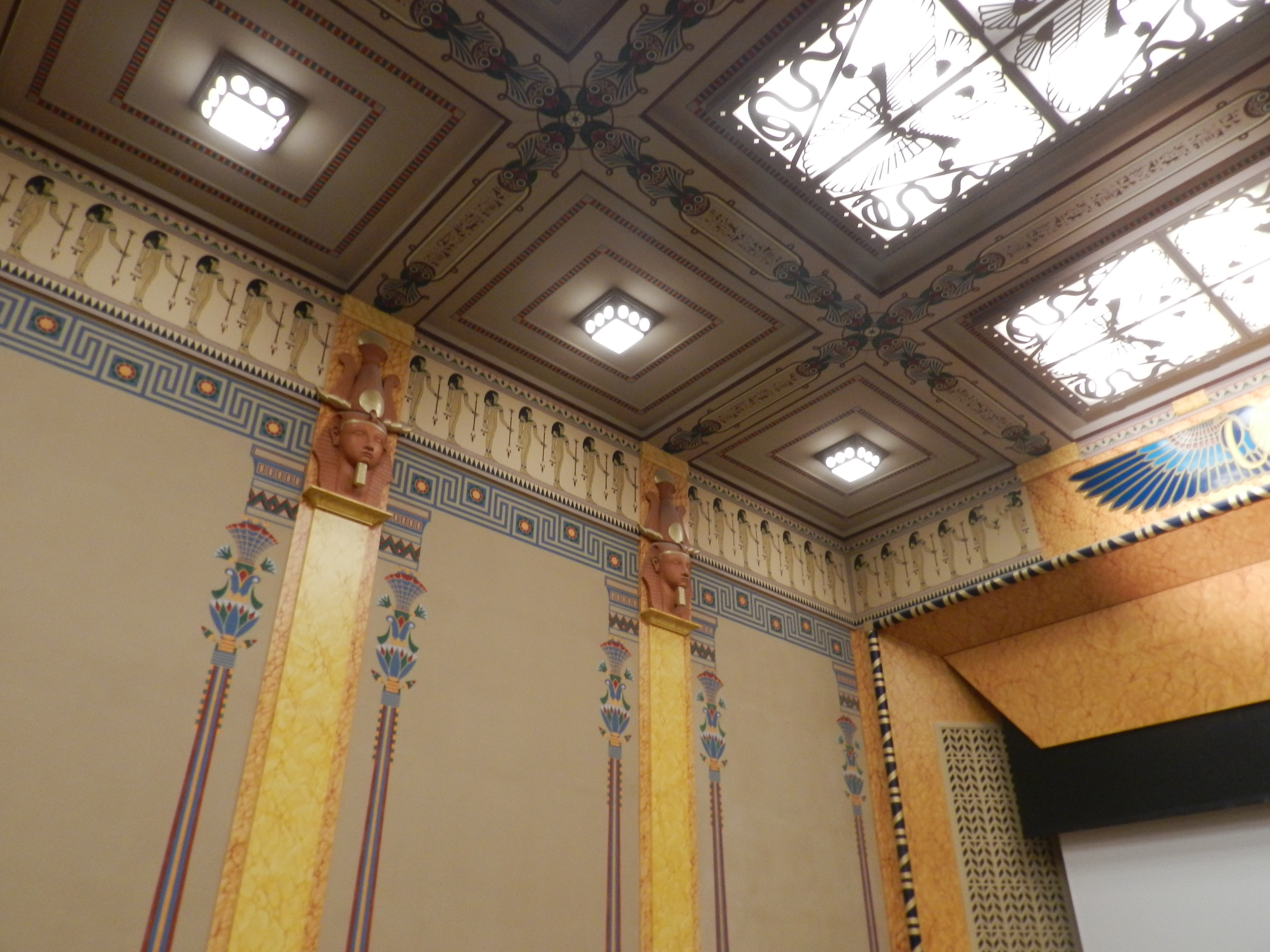

Théâtre égyptien à DeKalb (Illinois)
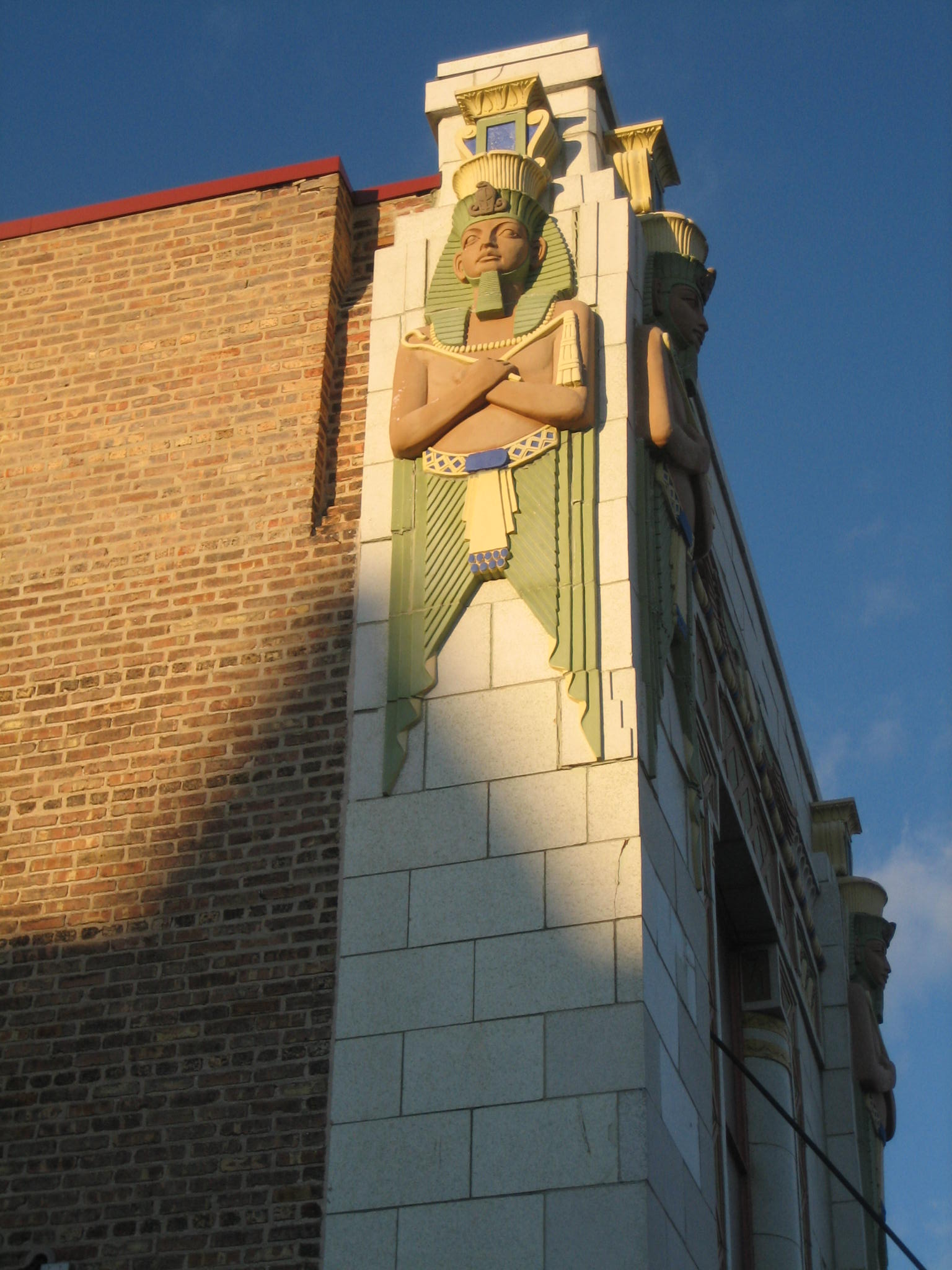
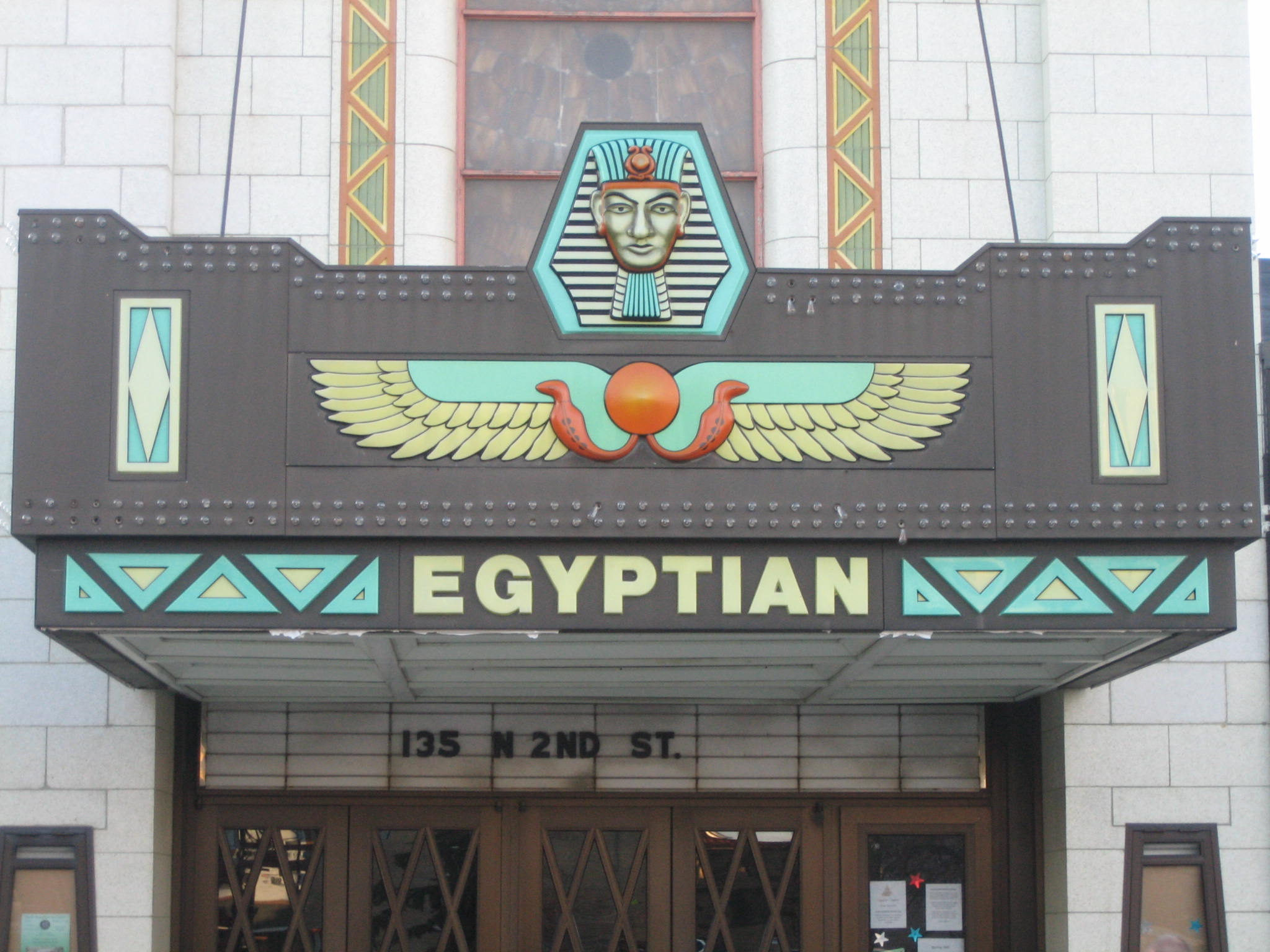
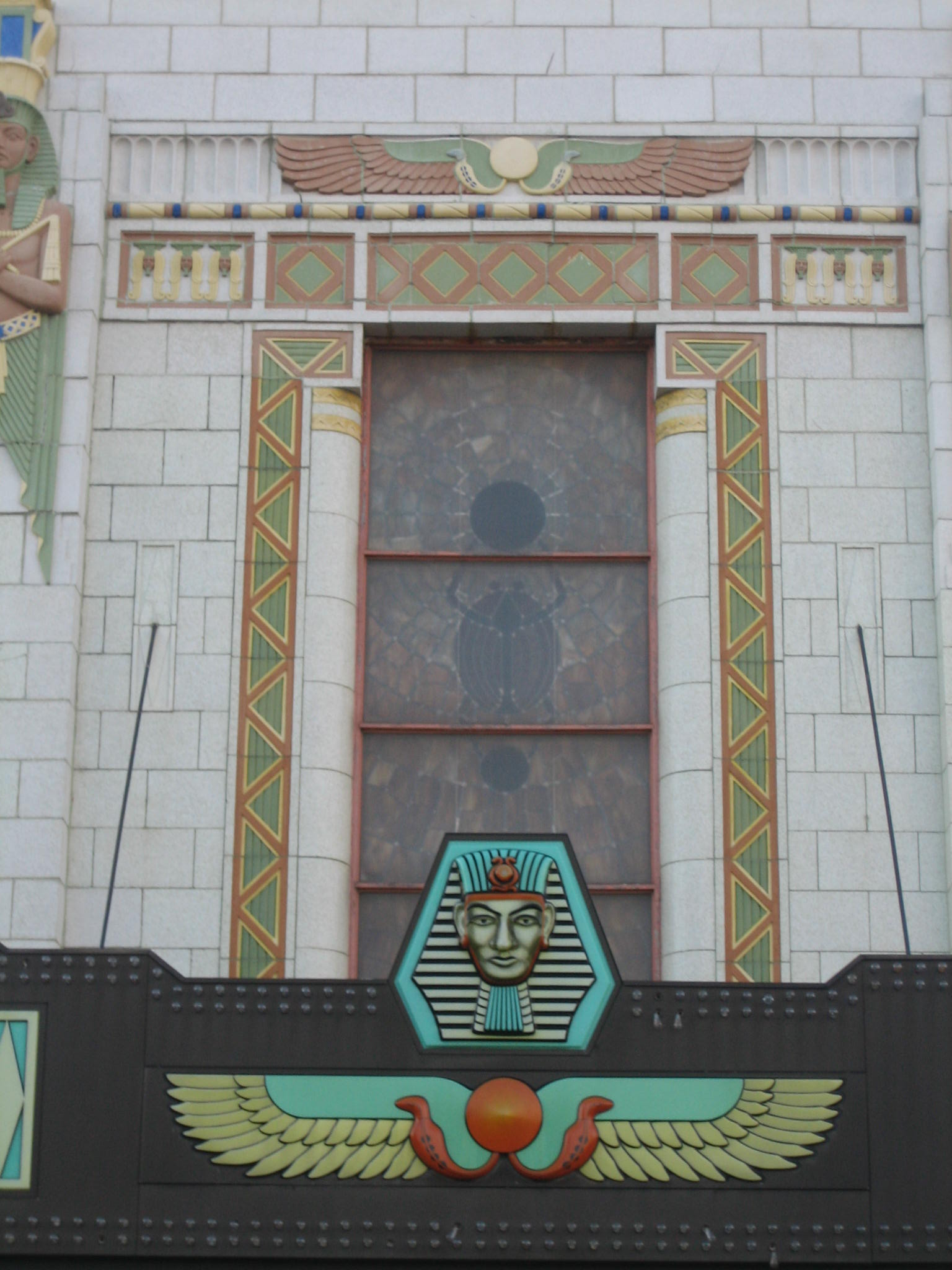

Le Luxor Hotel à Las Vegas au Nevada
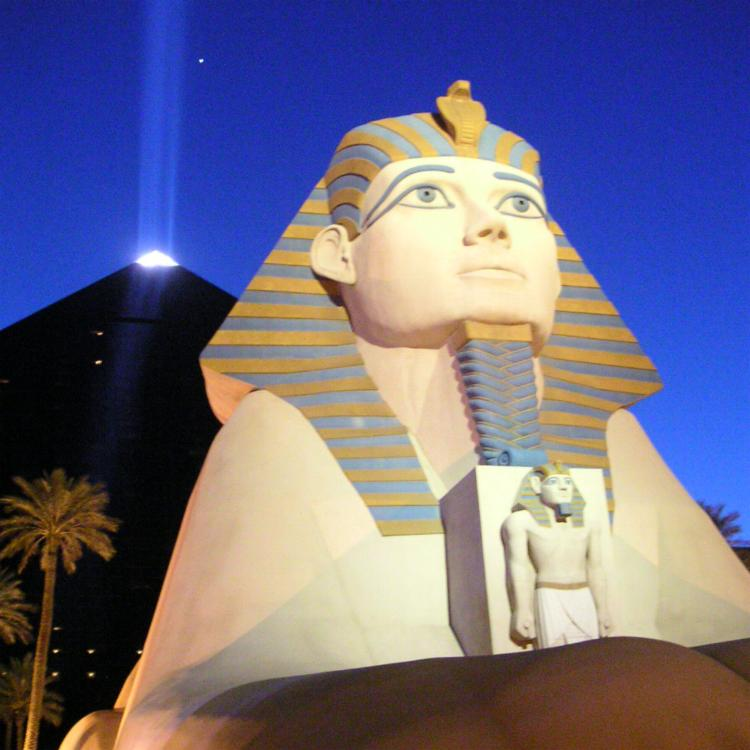